# Рококо

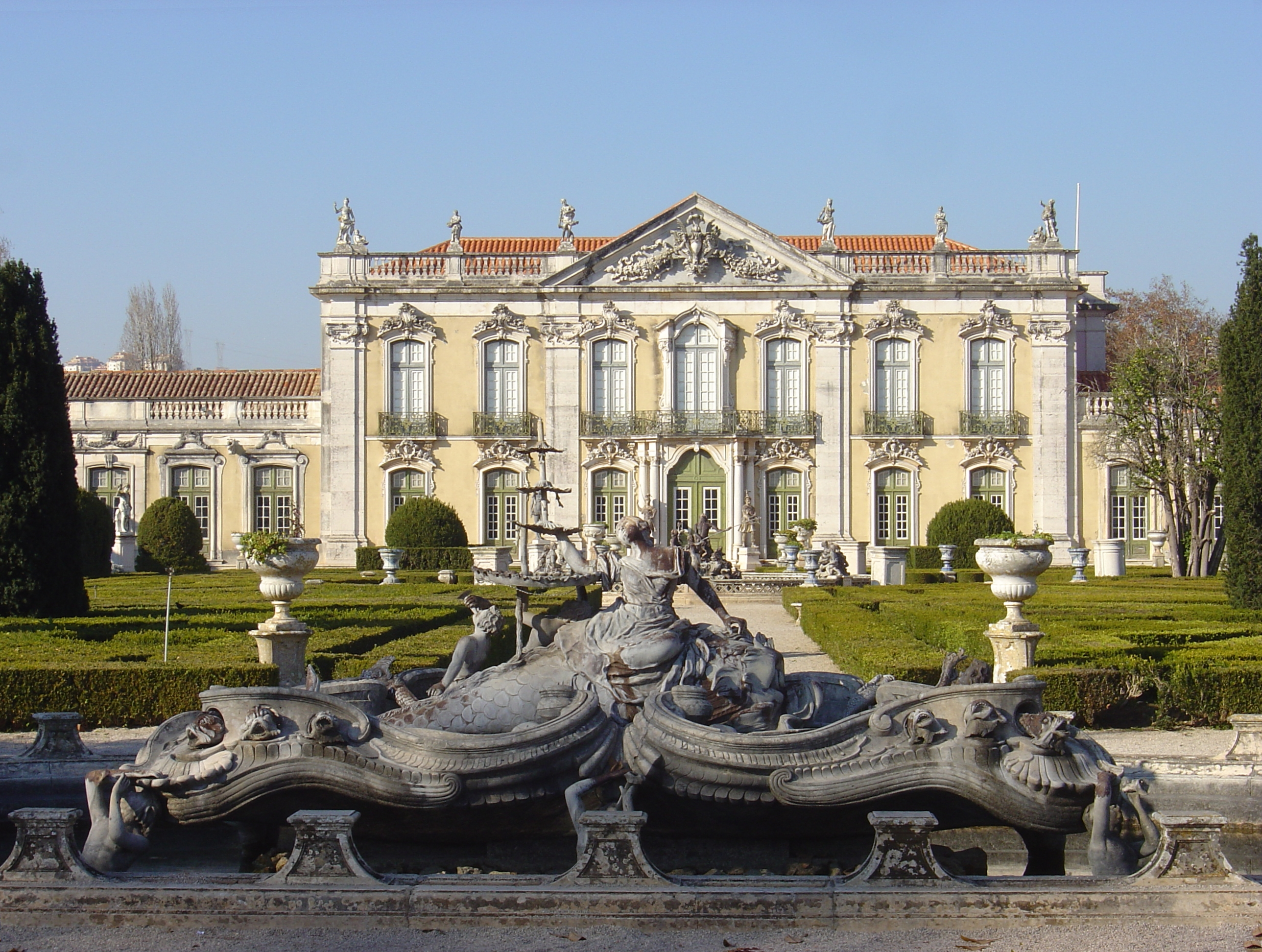
Португалія. Палац Келуш і парк у стилі рококо.

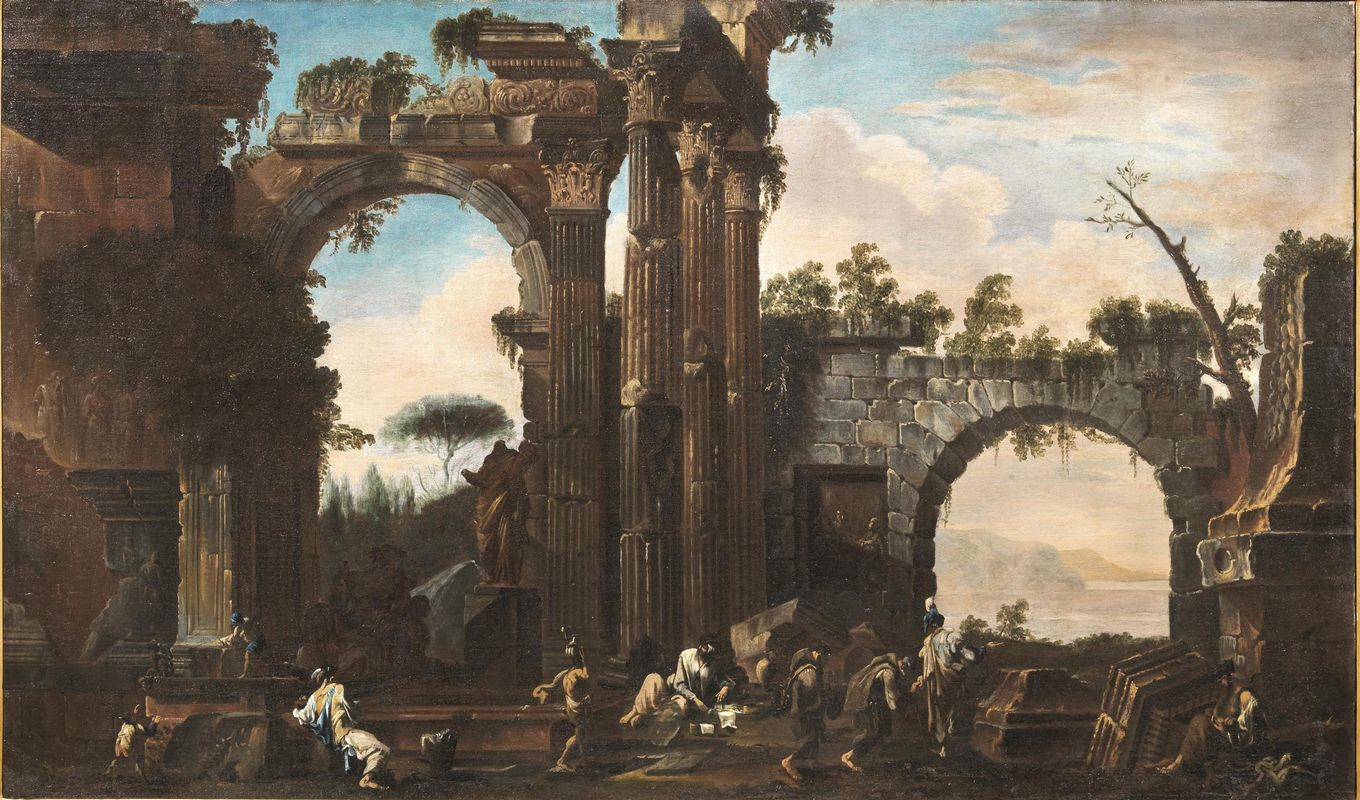
Алессандро Маньяско та Клименте Сперо. «Пейзаж з римськими руїнами»

Рококо́ — галантний, реверсований стиль щодо бароко, що в другій половині XVIII століття дійшов (з Франції і Австрії) до України — до Києва, Львова у 1760 — 1770-х pp. Творчим рушієм доби рококо у всіх ділянках культури було еспрі («esprit») на противагу чуттєвості («sensibilité») чи рації («raison») класицизму. У Німеччині рококо іноді називають «стилем перук» (нім. Perückenstil), у Франції — іменують «стилем Людовика XV».

## Загальна характеристика

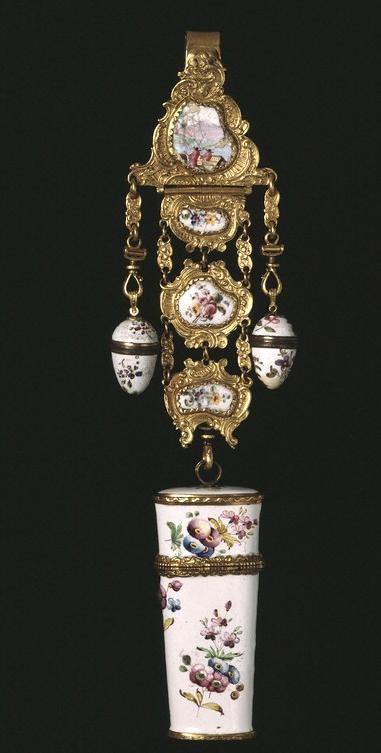
Дамський несесер для дрібничок, порцеляна, емаль, золочення, після 1765 р. Музей Вікторії й Альберта, Лондон.

Майже головним словом доби рококо було слово «примха» (каприз). У мистецтві визначається легкими, нервовими, ніжними та химерними формами («грайливе» рококо). Він виявився насамперед у розплануванні і декорації інтер'єру (палаців, церков, костелів). В добу рококо скульптура (переважно поліхромна) стала істотною частиною архітектурної композиції, а орнамент (зокрема у різьбі) набрав форм мушлі («rocaille»). У добу рококо широко розвинулося мистецьке ремесло — ткацтво, ювелірство, порцеляна, меблі, гобелени.
Вельможі доби рококо поставили за мету щоденні насолоди. Насолодам повинні були сприяти розкішні інтер'єри палаців і церков, розкішні сукні, черга свят в садах бароко і в павільйонах влітку, а взимку в палацах. Надміру використовувалась косметика — білила, пудра, рум'яна, чорна фарба (сурма) для брів, мушки. Косметику рясно використовували як шляхетні жінки, так і чоловіки. Особливого поширення набуло використання мушок на обличчі — різне розташування мушок мало своє значення для обізнаних в куртуазних іграх вельмож.
У живописі доби рококо переважали свята і театральні вистави, безкінечні закохані пари міфологічних персон, штучні і приємні пейзажі, пристосовані лише для побачень, флірту, танців, шляхетного і легковажного дозвілля. У портретах — всі підкреслено усміхнені, люб'язні, витончені, але це була маска, що приховувала численні недоліки осіб і надзвичайно складні проблеми.
Примхливе і чудернацьке мистецтво рококо було скасоване новою і могутньою хвилею класицизму кінця 18 століття і стилем ампір.

### Періодизація

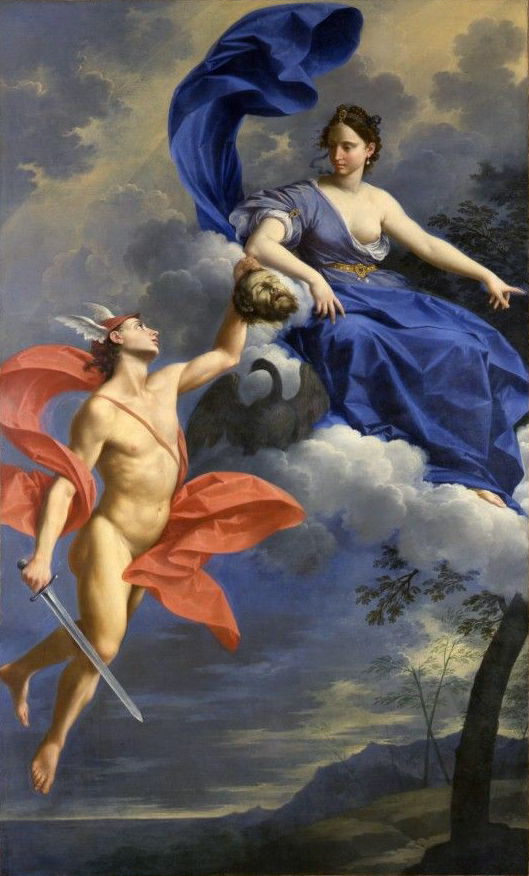
Донато Креті. «Меркурій передає богині Юноні відрубану голову Аргуса», Палаццо Аккурсіо, Болонья

Деякий час мистецтво XVIII ст. у Франції розділяли на два головні періоди — рококо та класицизм (або неокласицизм кінця XVIII ст.) або за королями, що непродуктивно. Цей спрощений підхід, котрий панував у мистецтвознавців Франції, досить схематичний і не спирався на історичні закономірності і їх відбиток в реальності. Спрощений підхід ігнорував реальні зміни, переносив акцент на інші події, відсував в тінь накал антифеодальної боротьби і важливість такого періоду як революційний класицизм, унікального явища західноєвропейського мистецтва.
Реальна картина боротьби ідей і змін стилів була куди складнішою, пістрявою, багатоетапною.
- Перші десятиліття XVIII ст. — це академічний класицизм, вельми своєрідний і більш схожий на «бароковий» класицизм.
- Стилістичним напрямкам передував період предрококо, слабкі паростки якого пробилися в творчості декількох різних майстрів, не обов'язково французів (італійка Розальба Кар'єра з Венеції, деякі голландські і німецькі майстри — Йоган Шенфельд)
- Рококо (між академічним класицизмом XVIII ст. та неокласицизмом кінця століття).
- Просвітництво та пов'язане з ним дидактичне мистецтво, що розвинулись паралельно і сінхронно з рококо і практично підготували антифеодальну революцію 1789–1793 рр.
- Класицизм кінця XVIII ст. в співіснуванні з сентименталізмом, короткий за терміном революційний класицизм і нав'язаний мистецтву Франції (Наполеоном та його прибічникамими-маршалами) ампір.
- Класицизм (і ампір) проіснував до 1830–1850-х рр. і співіснував з романтизмом.

Мистецтво рококо як таке зберігає аристократичний характер і обслуговує потреби привілейованих станів суспільства. Мистецтво рококо (з його легковажністю, культом насолод, фліртом) існує наче для того, щоби подобатись аристократії і легко повчати і розважити її в дозвілля.
Практично у всі періоди XVIII століття історичний живопис, оголошений головуючим жанром, втрачав провідні позиції, поступаючись малопрестижним портретному і побутовому жанрам. Бо практично всі відомі митці століття, прибічники рококо Франції та Італії, були портретистами, а портрет опинявся в центрі боротьби ідей, практично головував в мистецьких пошуках.
Усвідомлення значущості стилю рококо розтяглось на століття. Так, французький академічний словник від 1835 року обмежував існування рококо періодами правління королів Луї XV та початком правління Людовика XVI. Були означені в словнику лише галузі дизайну інтер'єрів, живопису, порцеляни і ужиткового мистецтва. Хоча вплив рококо був набагато більшим і охопив тодішні літературу, театр, музику, частково — архітектуру. Приблизно з того ж 1835 р. країни Європи пережили нову хвилю рококо, котру назвали неорококо XIX ст. У меблярстві і в порцеляні стилістика неорококо утримала власні позиції і у XX ст.
У XX ст., незважаючи на дискусії, стиль рококо науковці визнали базисним стилем західноєвропейського мистецтва поряд з бароко і класицизмом.

### Рококо та людські долі

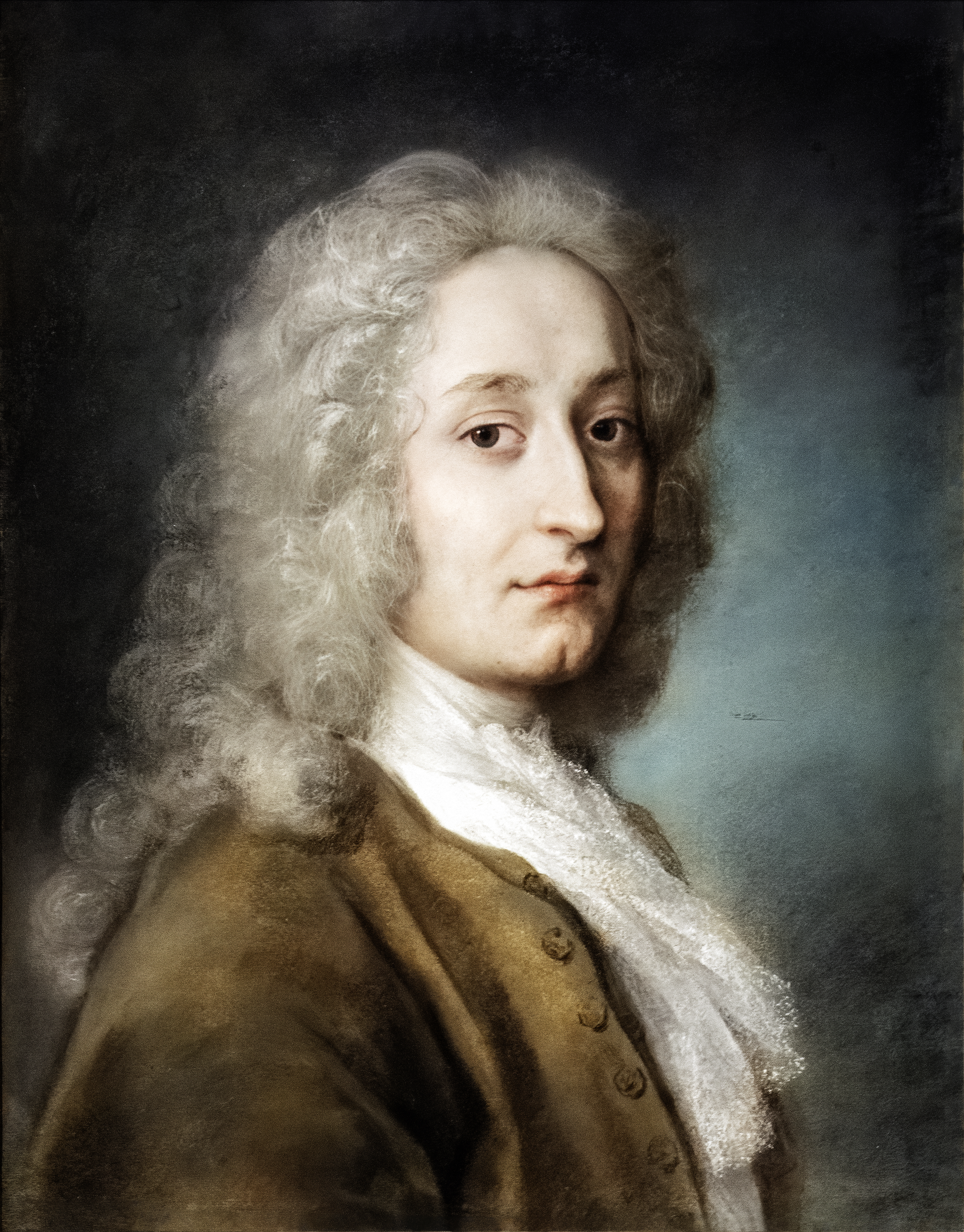
Розальба Кар'єра. Портрет художника Ватто, який помер від туберкульозу в 37 років.
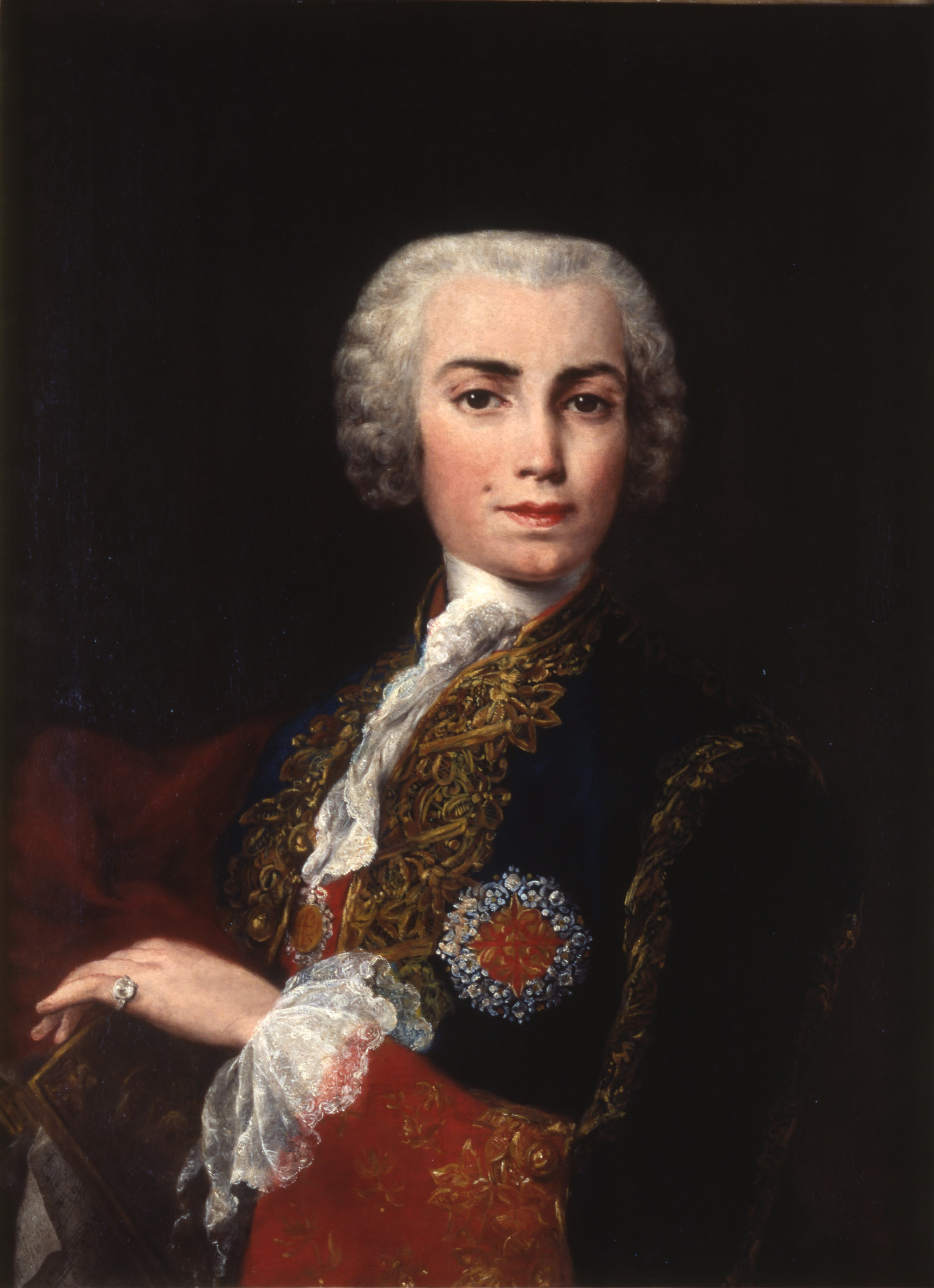
Якопо Амігоні. Портрет кастрата Фарінеллі (аби не ламався гнучкий голос, співак зробив кастрацію)
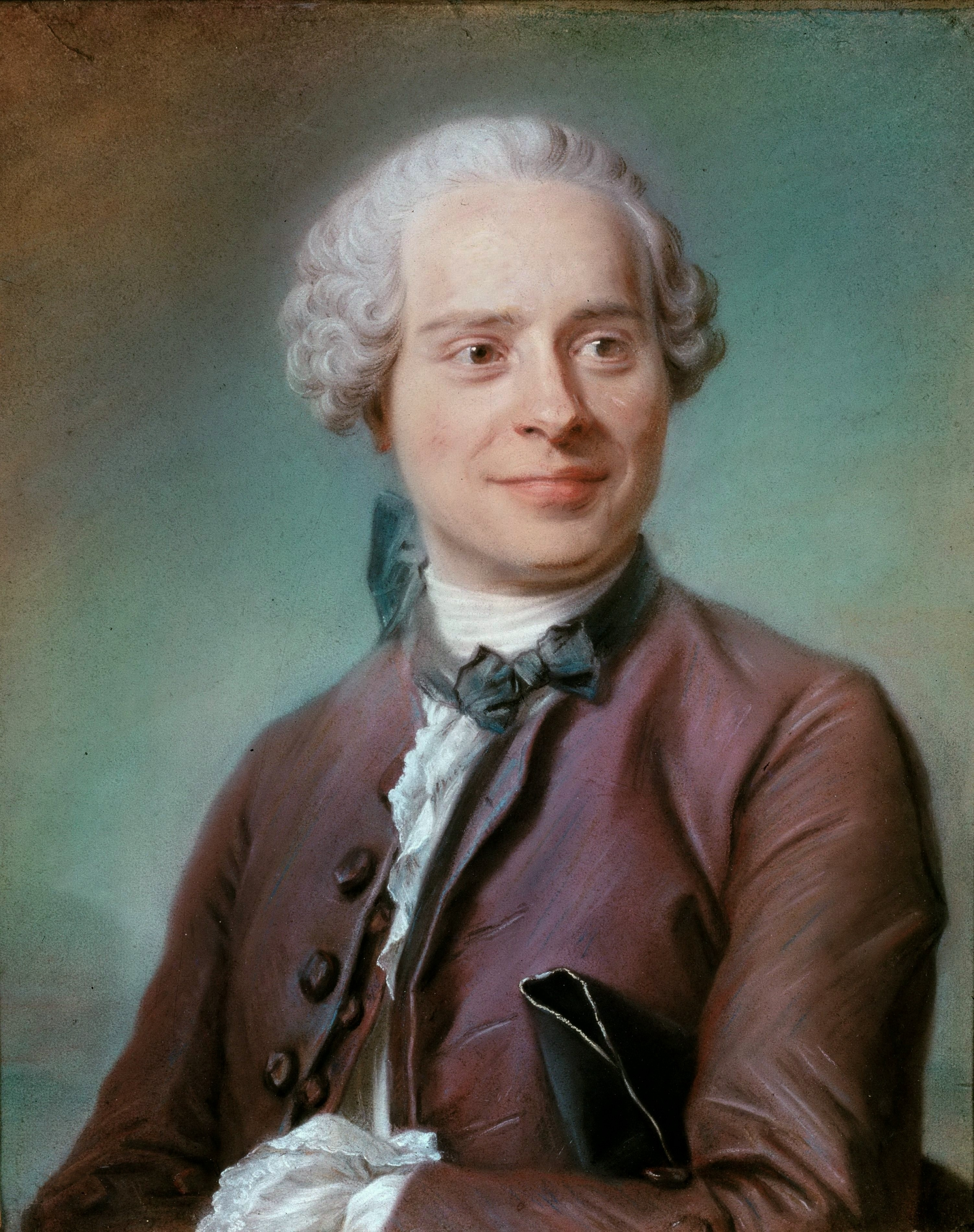
Портрет ученого д'Аламбера (через конфлікт з католицькою церквою був похований у спільній могилі з жебраками без позначення де саме)
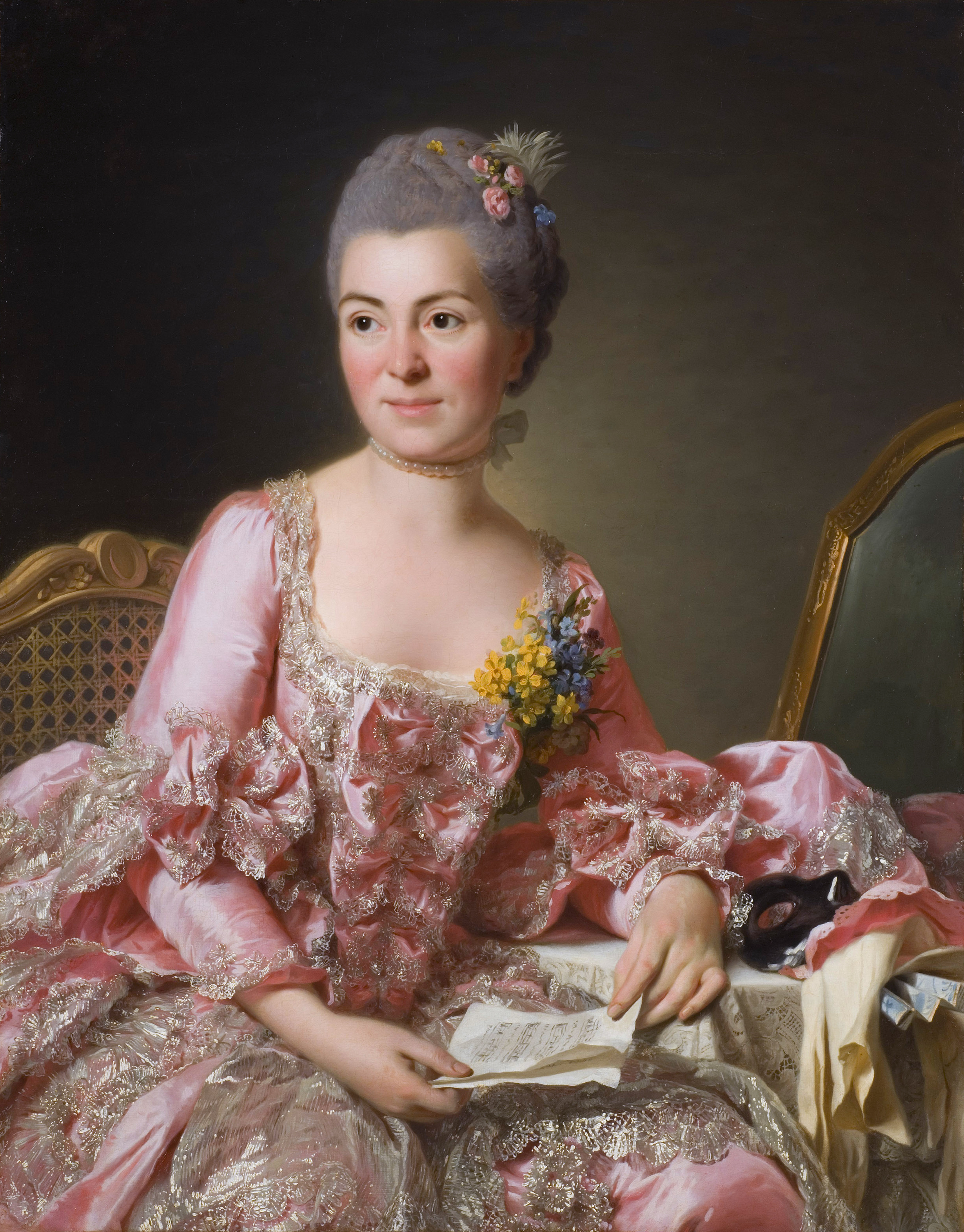
Художниця Марі Сюзанна Рослін (померла від раку у тридцять вісім років)
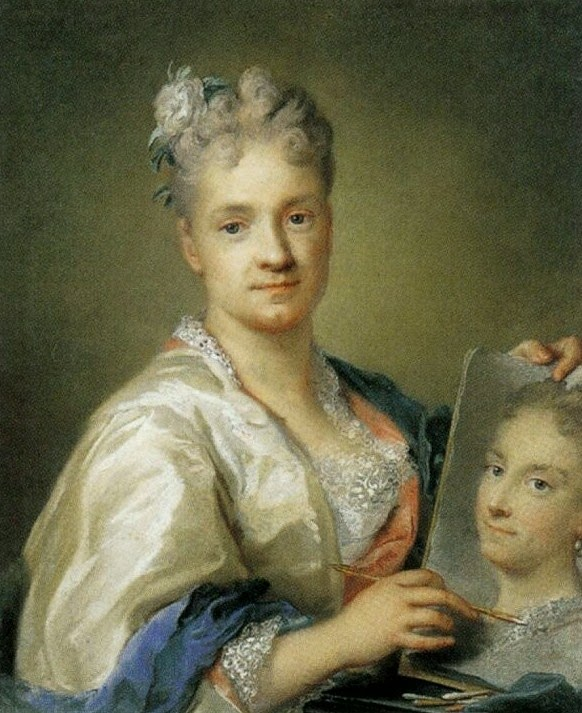
Розальба Кар'єра. «Автопортрет» (втратила зір і померла сліпою)
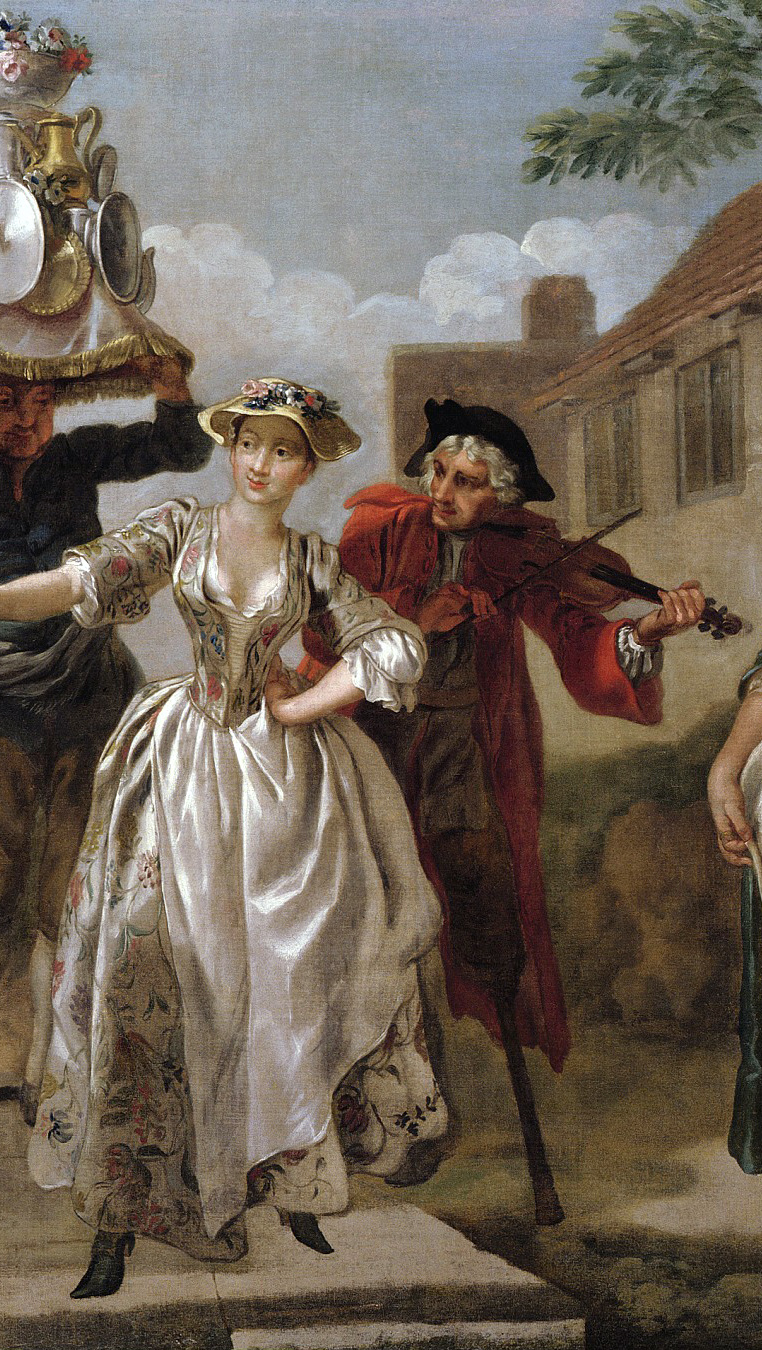
Френсіс Гейман. «Мінлива молодість танцює під музику каліки», деталь картини

## Портрети доби рококо

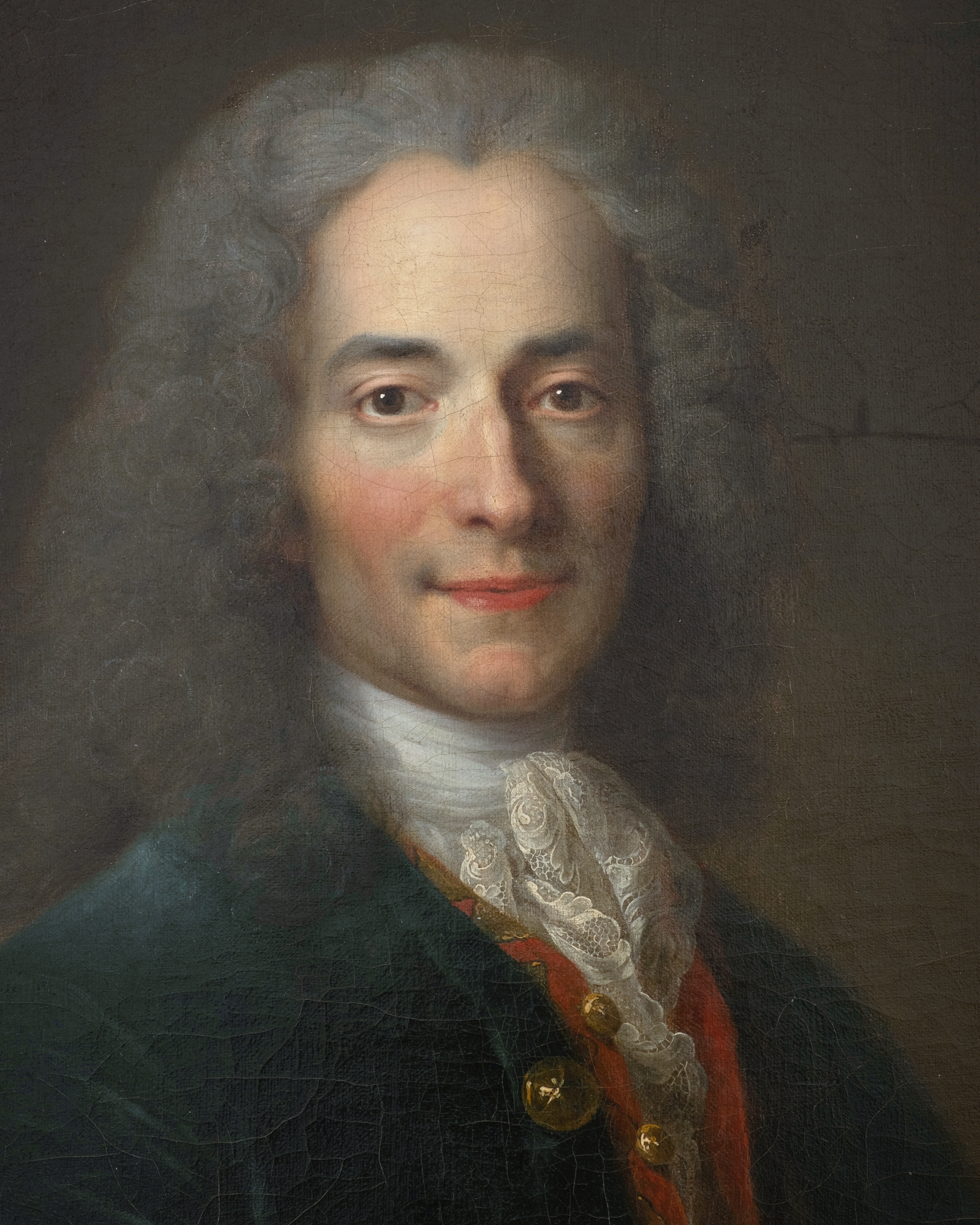
Майстерня Ніколя де Ларжильєра,1725 р., «Вольтер», Музей Карнавеле, Париж.
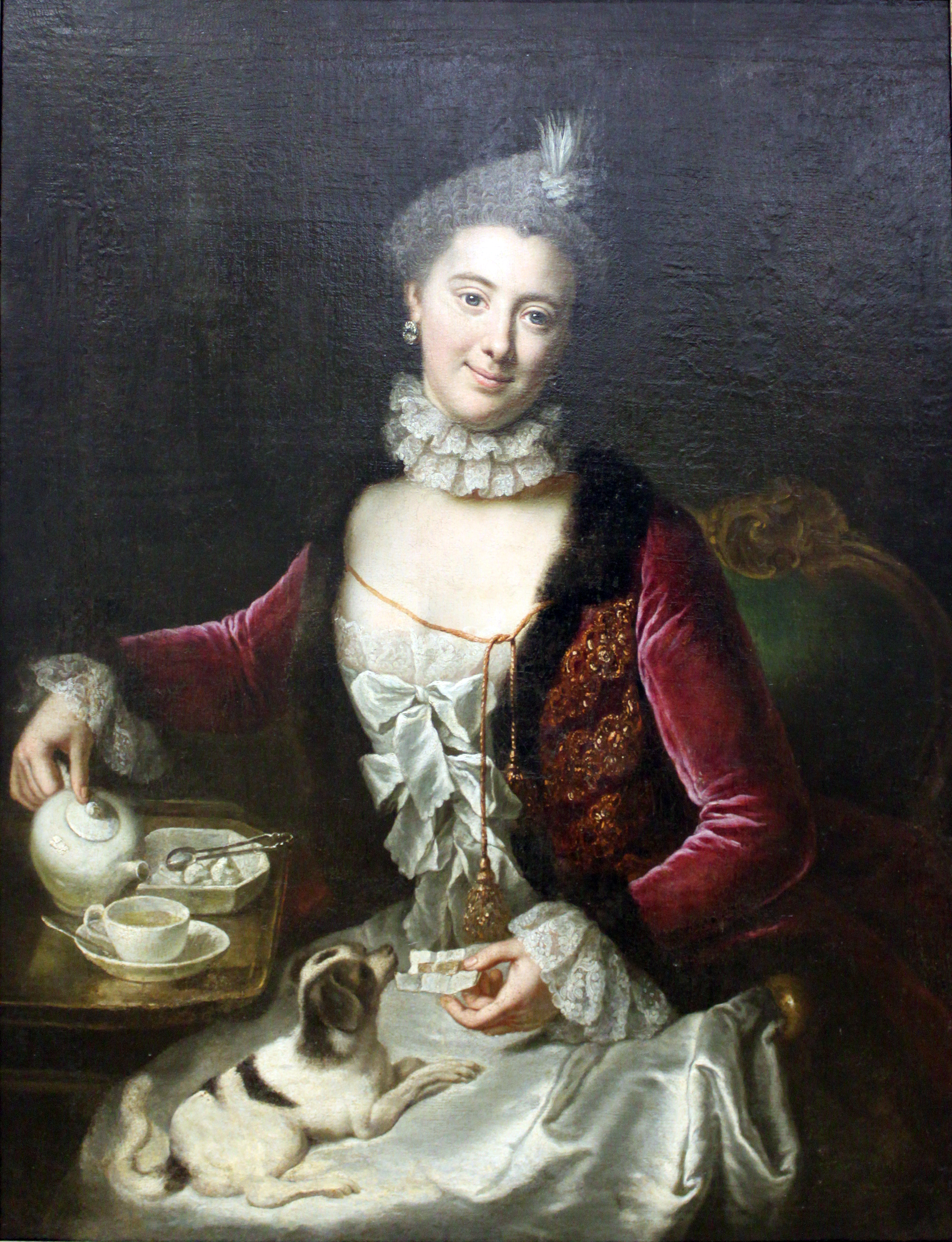
Худ. Анна Розіна де Гаск, «Невідома за чаюванням», 1761 р, Музей образотворчих мистецтв (Єкатеринбург), Росія.
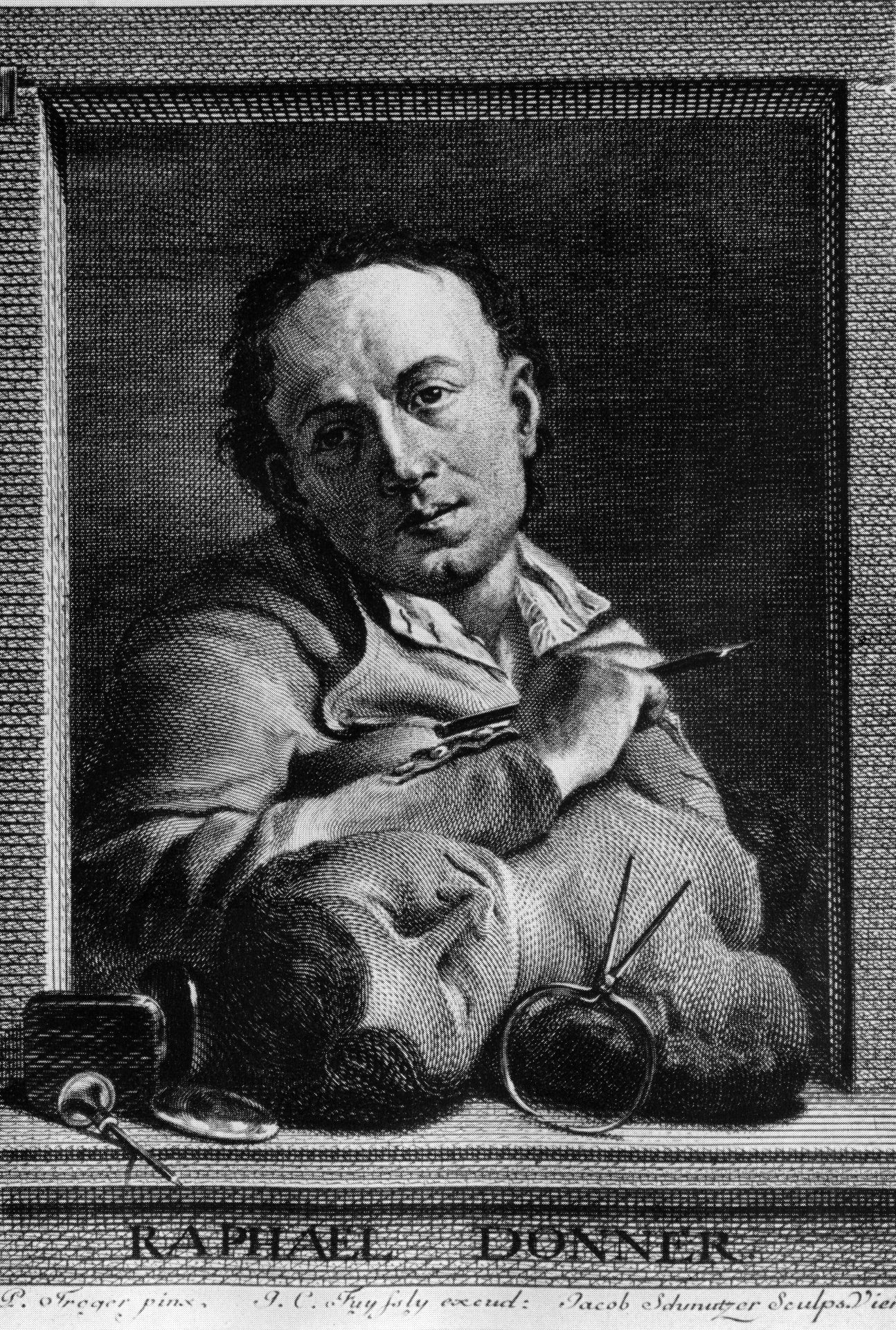
Портрет скульптора Георга Доннера, гравюра з портрету пензля Пауля Трогера
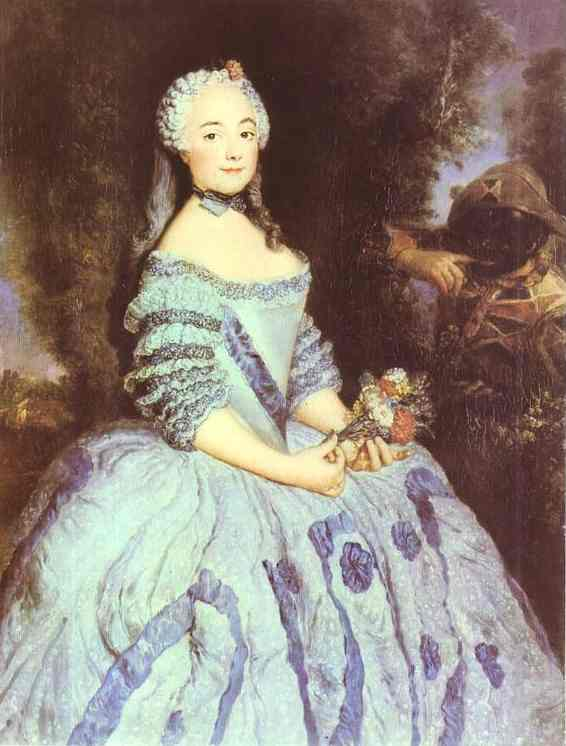
Худ. Антуан Пен. «Акторка Бабетта Коко», 1750 р., Потсдам, Німеччина
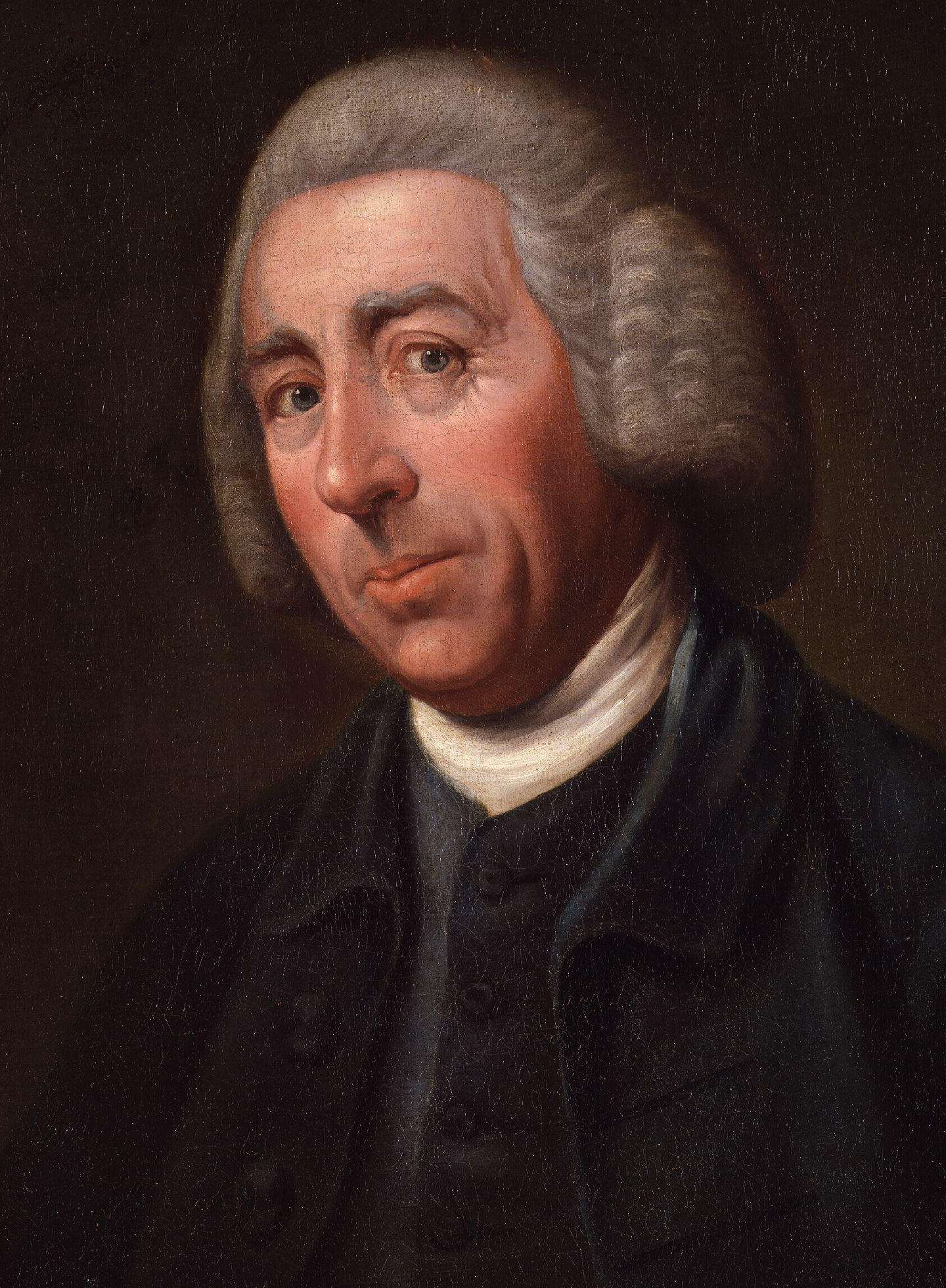
Ланселот Браун, британський паркобудівник
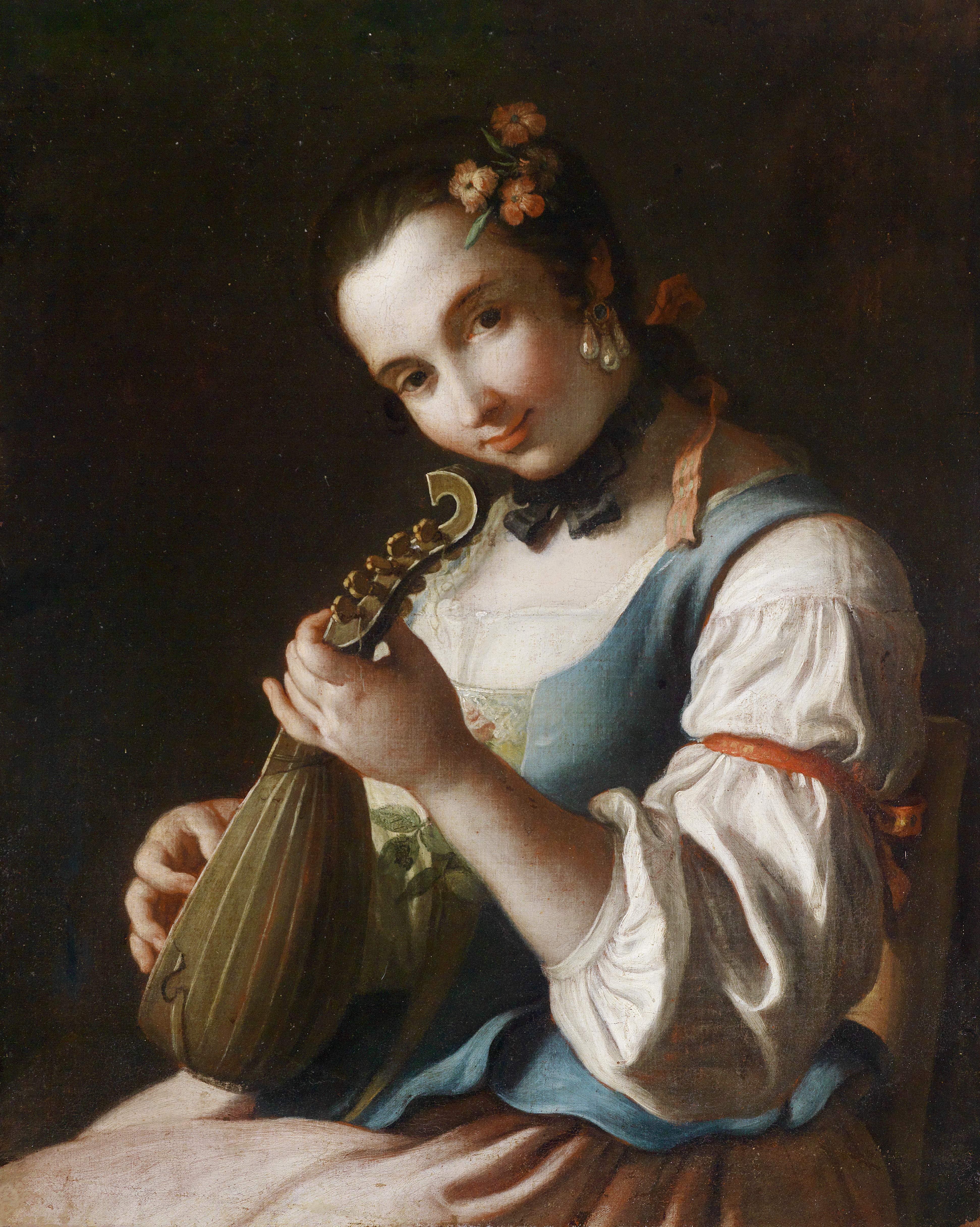
П'єтро Ротарі, «Панночка з лютнею», 1762 р.
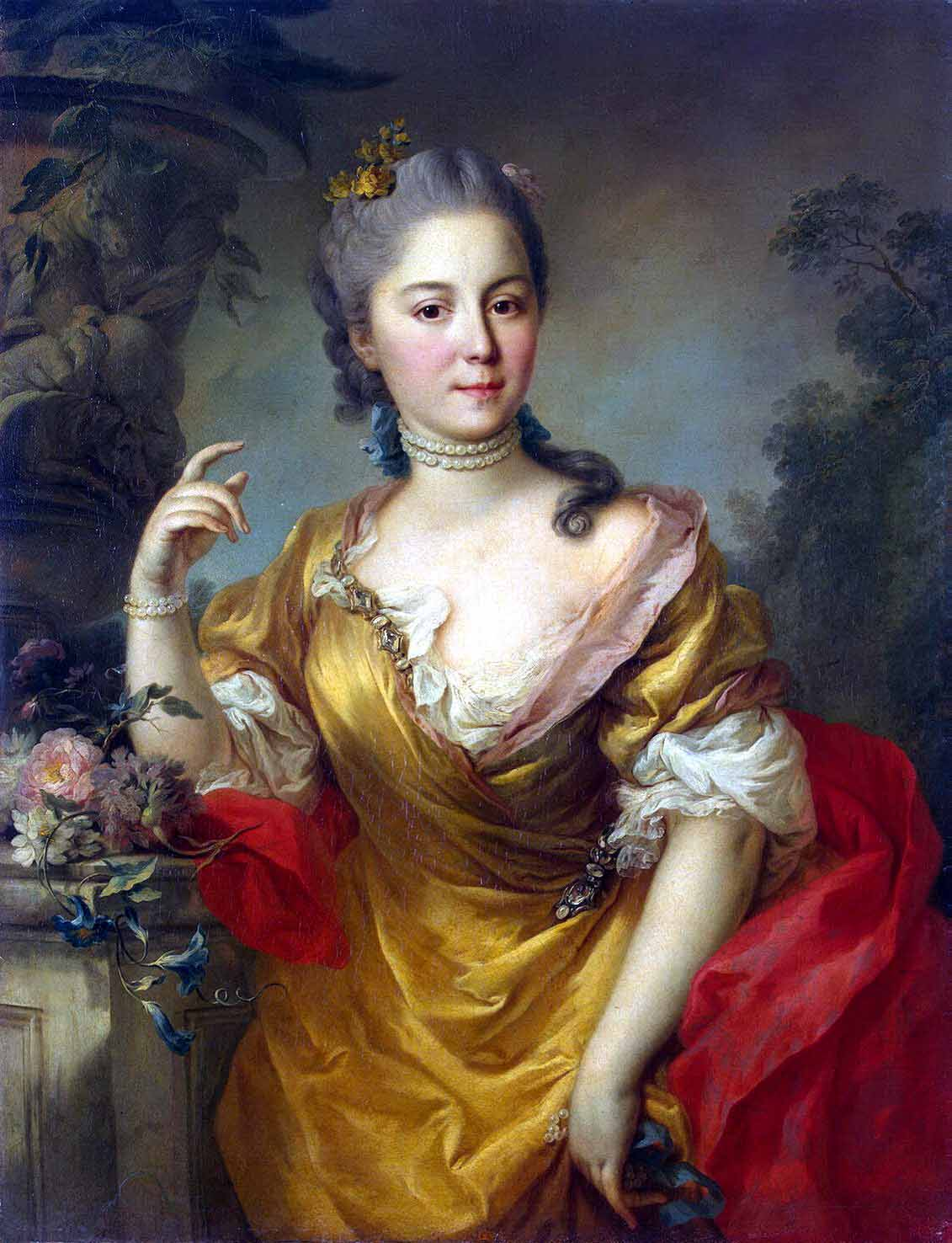
Стефано Тореллі. «Анна Чернишова», 1764 р. Ермітаж, Санкт-Петербург
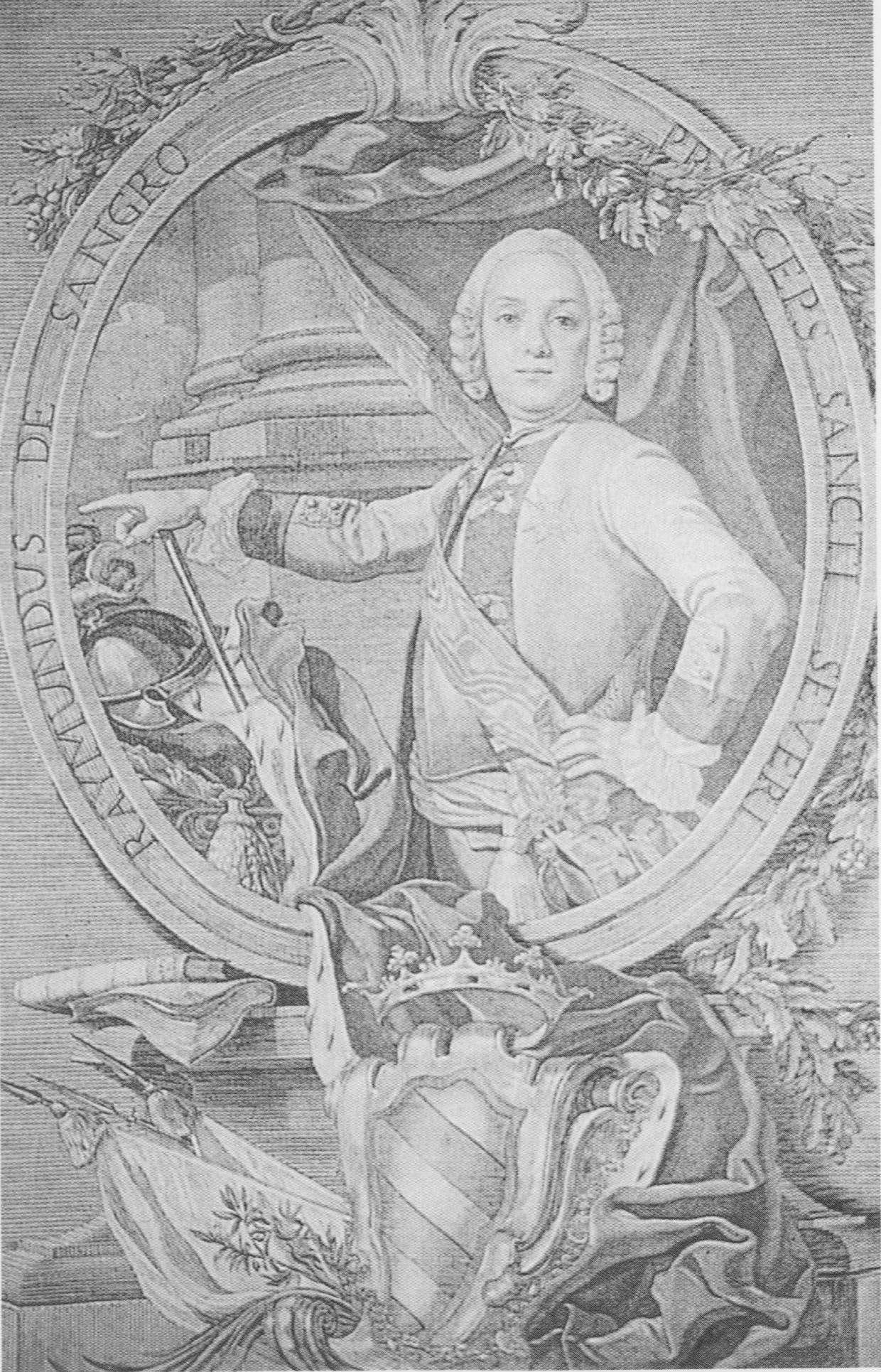
Гравер Джан Джузеппе Орілья, портрет Раймондо де Сангро, 1754 р.
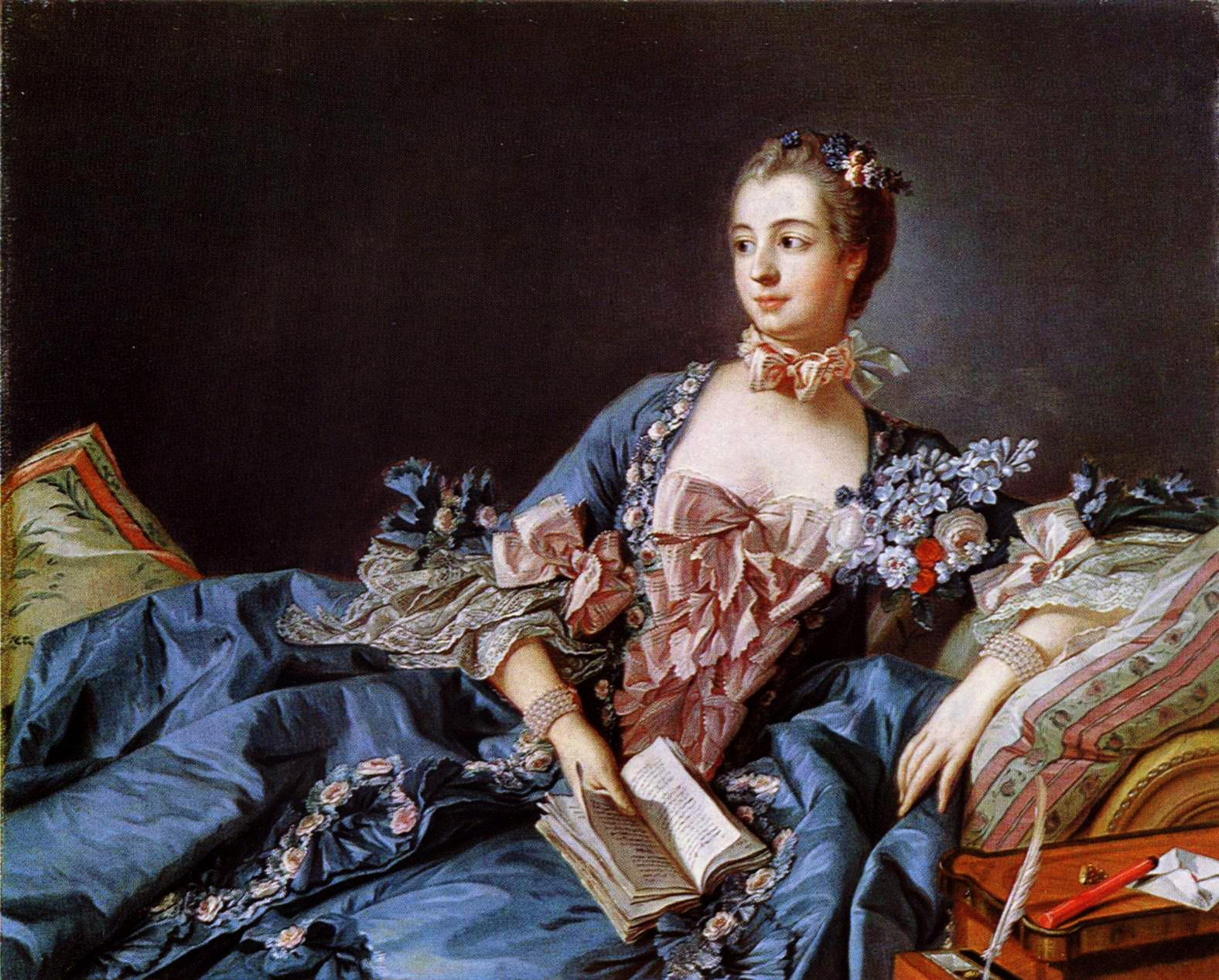
Франсуа Буше. Портрет мадам де Помпадур. Бл. 1750. Національна галерея Шотландії, Единбург
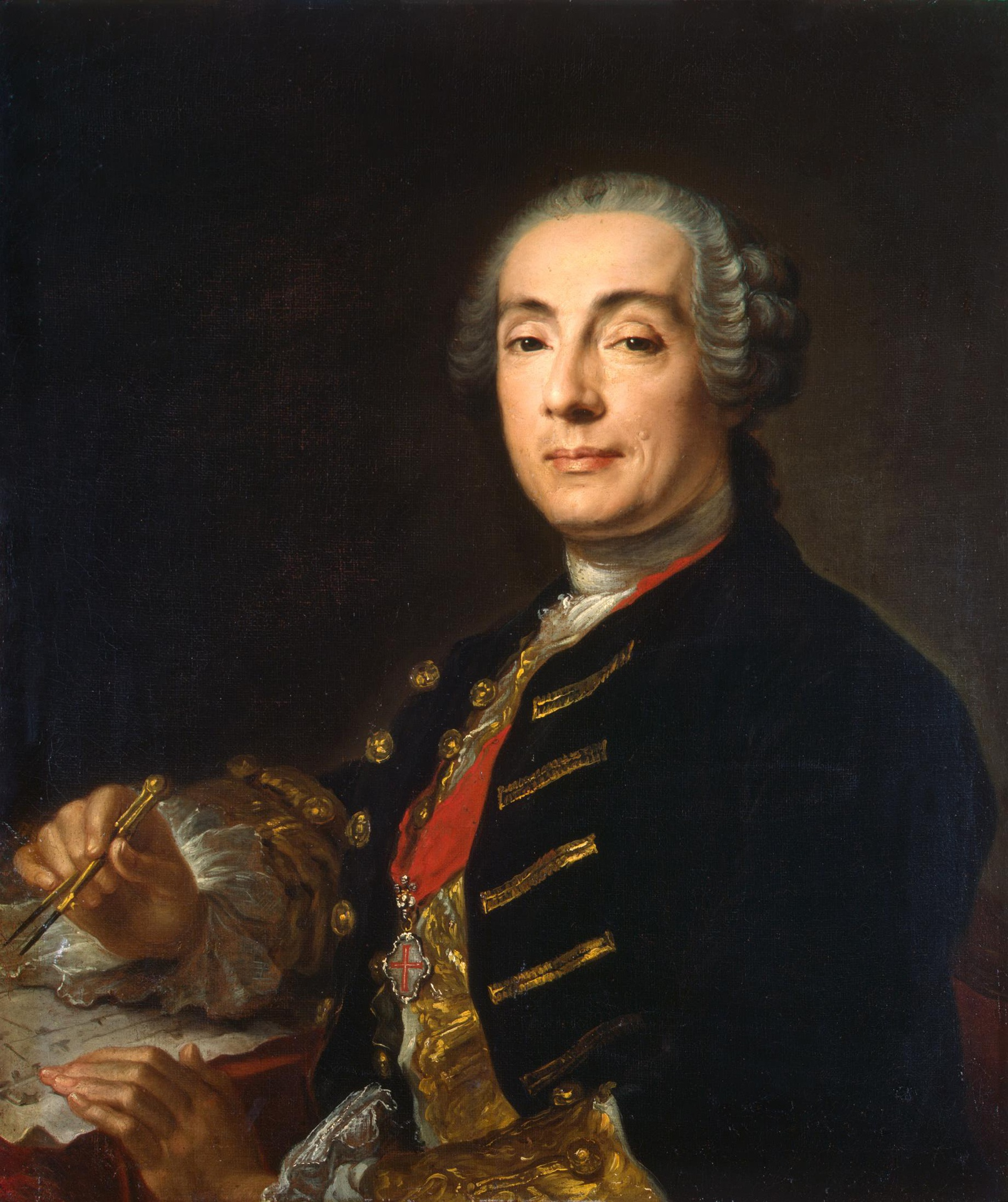
Невід. Худ. Архітектор Фердінандо Фуга.

## Живопис доби рококо

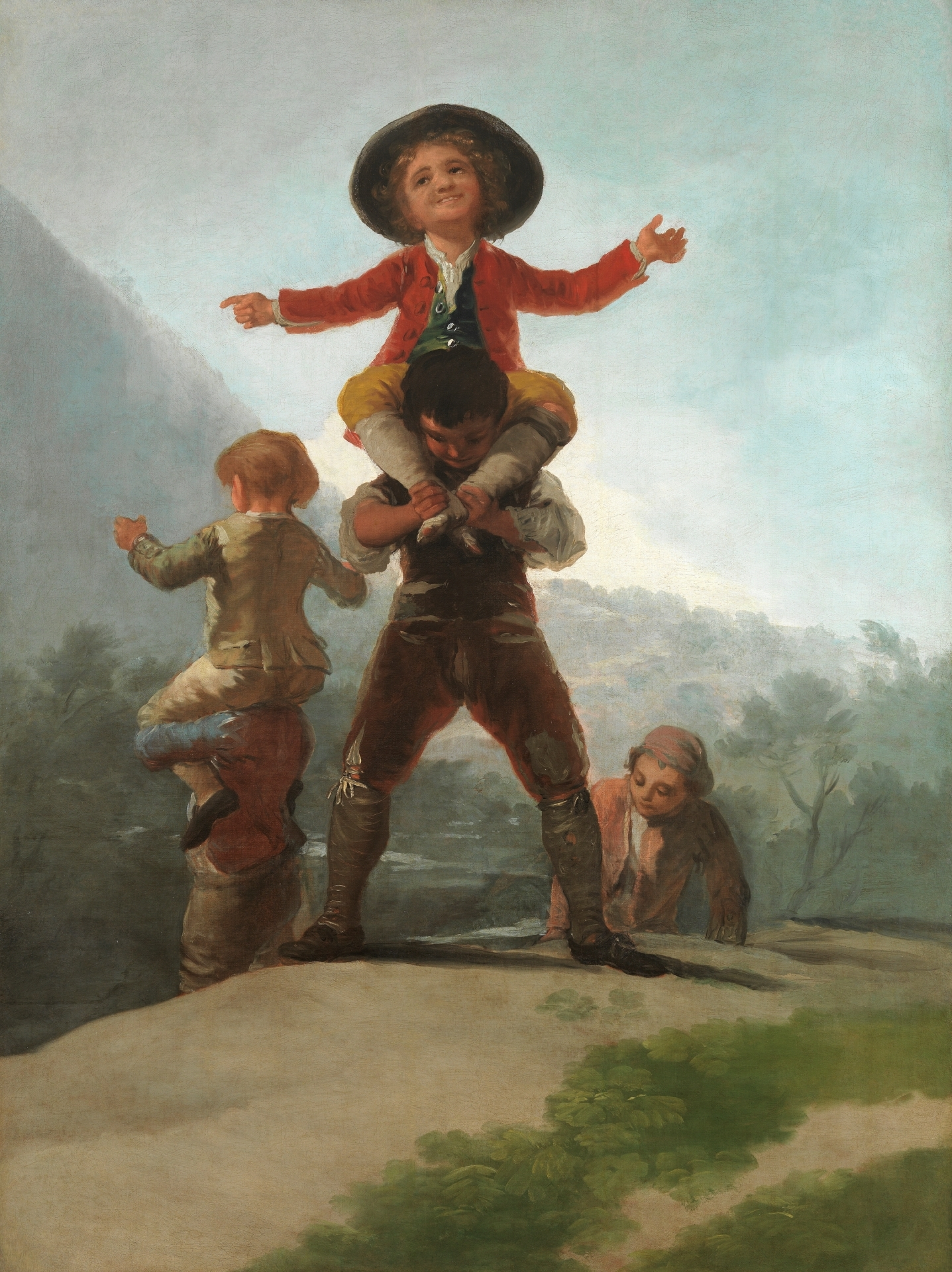
Франсіско Гойя. «Гра у велетнів», бл. 1792 р. Національний музей Прадо.

Вважають, що живопис стилю рококо зародився у Франції. Культурні зв'язки сусідніх країн і панівна мода доби досить швидко зробили мистецтво рококо інтернаціональним, здебільшого при королівських дворах чи в аристократичних садибах. Стилістику рококо мав живопис Франції, Італії, німецьких князівств, Австрії (і Чехії в її складі), Російської імперії, найменше Голландії, Португалії, Іспанії (ранішні твори Гойї).
Найкращі зразки живопису рококо дали Франція та Італія. У Франції засновниками рококо стають француз Ватто і італійка з Венеції Розальба Кар'єра. Пізніше справу продовжили —
- Жак де Лажу молодший (1686—1761)
- Жіль-Марі Опенордт (1672—1742)
- Франсуа Буше (1703—1770)
- Вільям Хогарт (1697—1764)
- Франсіско Гойя (1746—1828)
- Френсіс Хейман (1708—1776)
- Жан-Оноре Фрагонар (1732—1806) і декілька майстрів незрівняно меншого обдарування:
- Ніколя Ланкре (1690—1743)
- Жан-Марк Натьє (1685—1766)
- Карл Ванлоо (1705—1765)
- П'єр Кійяр
- Анрі П'єр Данлу (1753—1909)
- Ноель Нікола Куапель
- Шарль Антуан Куапель,
- Жан Баттіст Патер тощо.

Стилістика рококо притаманна учнівським і ранішнім творам велетенські обдарованого Жака Луї Давіда, майбутнього прихильника класицизму і ампіру. Особливе місце посіла і творчість Шардена, видатного майстра натюрморту Франції в добу рококо. Риси рококо притаманні деяким жанровим картинам Шардена, але без еротизму, театральності і ідилічно-пасторальних мотивів, таких типових для стилю рококо у інших художників.
Серед художників італійців стилістику рококо розділяли:
- Алессандро Маньяско (1667—1749)
- Якопо Амігоні (1675—1752),
- Донато Креті (1671—1749)
- П'єтро Лонгі (1702—1785),
- Джамбаттіста Тьєполо (1696—1770),
- його син Лоренцо Тьєполо(дивись портрет Цецілії Гварді)
- Джованні Доменіко Ферретті (1692—1768)
- Джузеппе Боніто (1707—1789)
- Бернардо Белотто (1721—1780),
- Стефано Тореллі (1712—1784),
- П'єтро Ротарі (1707—1762),
- Луї-Жан Лагрене (1725—1805),
- Коррадо Джакінто (1703—1765) тощо.

Космополітизм живопису рококо найбільш притаманний саме творам італійців, що досить легко перетинали кордони різних держав і роками працювали поза межами Італії (Амігоні — в Баварії, Лондоні й Мадриді, Бернардо Белотто в Німеччині й Польщі, П'єтро Ротарі в Дрездені, Відні та Петербурзі).
На XVIII століття припав новий розквіт мистецтва портрета. Причетним до стилів пізнього бароко і рококо слід визнати також Олександра Росліна — відомого портретиста зі Швеції, теж досить космополітичну фігуру доби (працював у Швеції, Італії, Німеччині, Російській імперії, Франції, помер у Парижі).

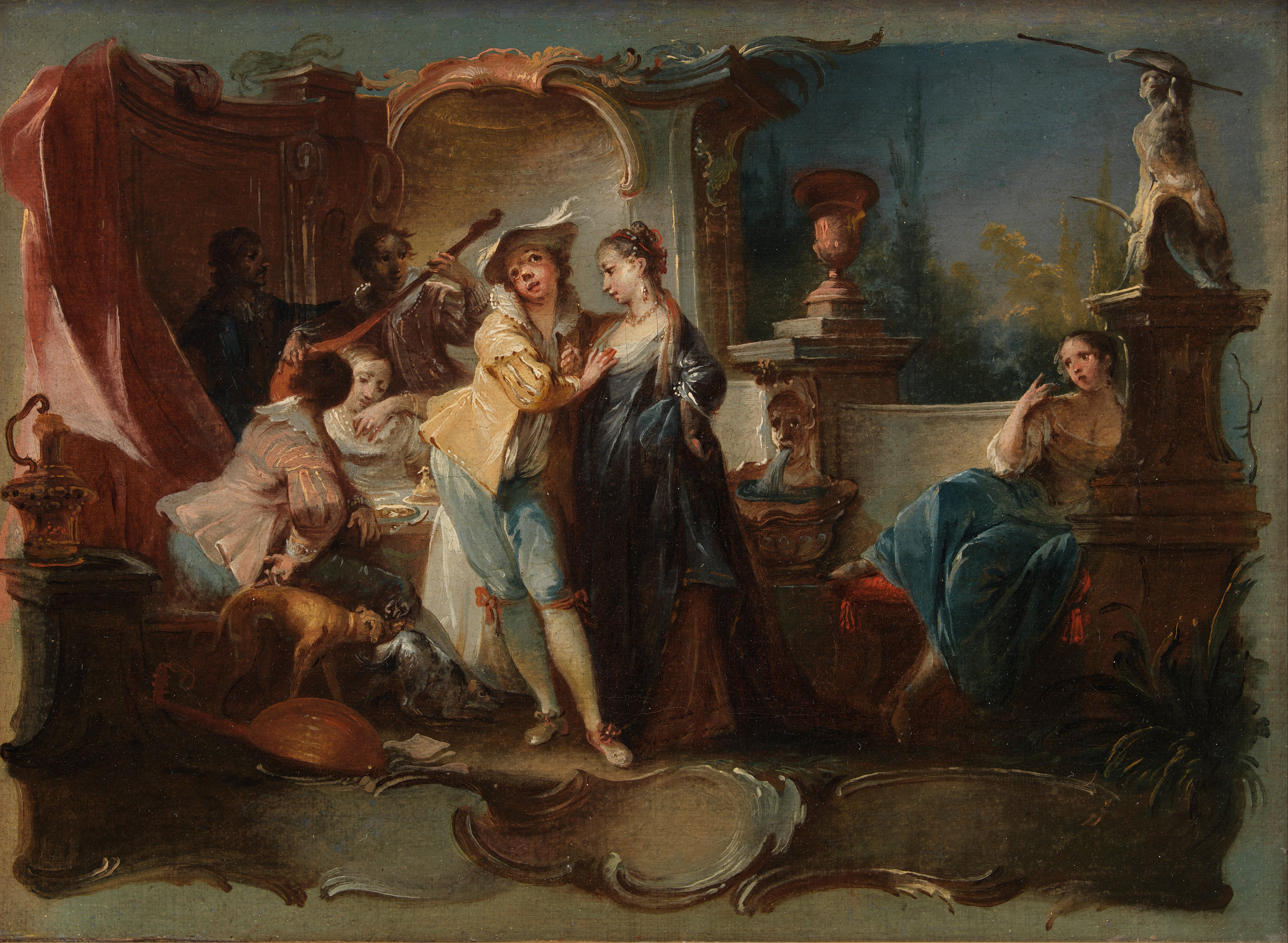
Йоган Вольфганг Баумгартнер. «Блудний син і повії», середина XVIII ст. Державний музей мистецтв (Копенгаген)
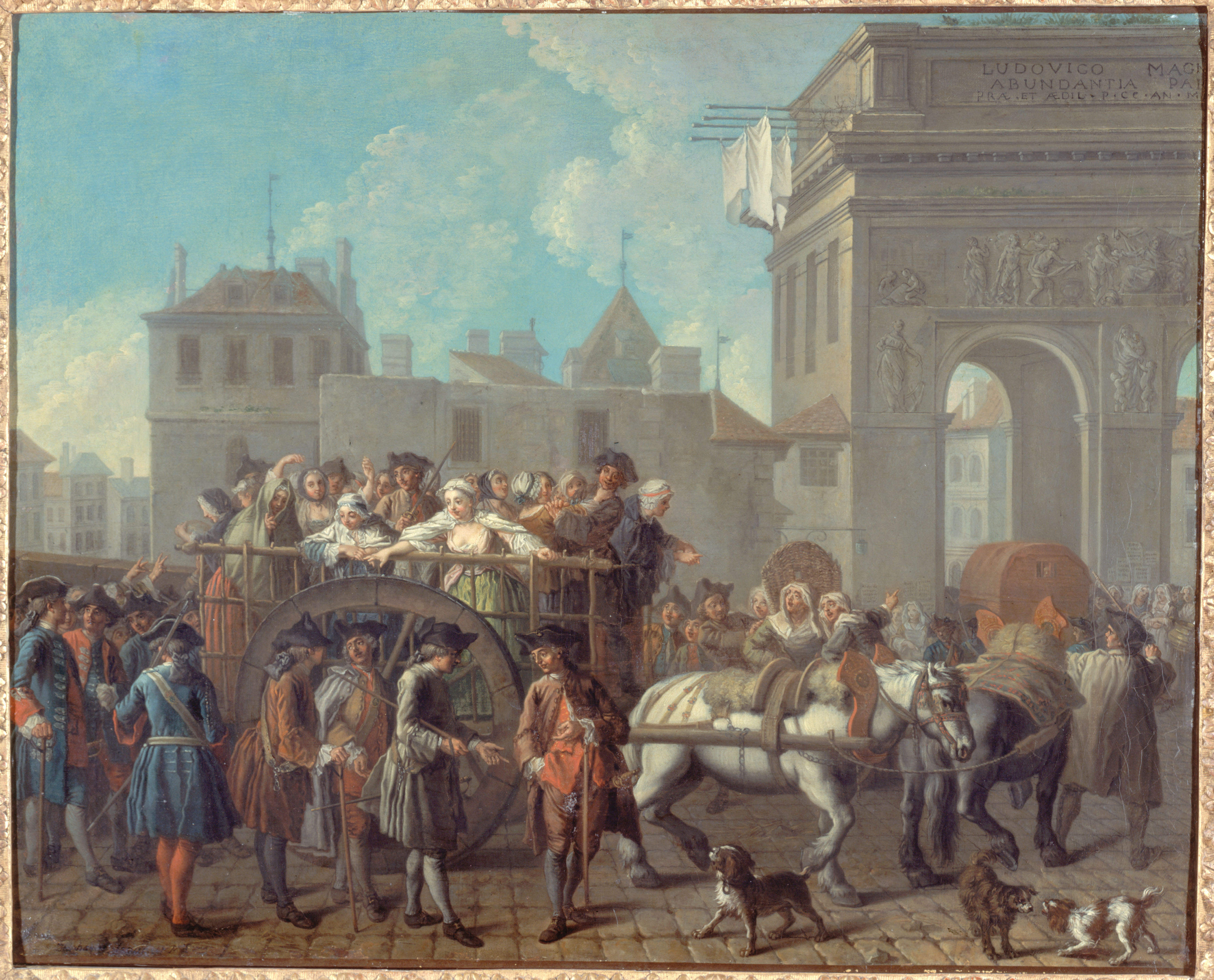
Худ. Етьєн Жора. Конвой паризьких повій у монастир Сальпетрієр, у виправний будинок. 1745
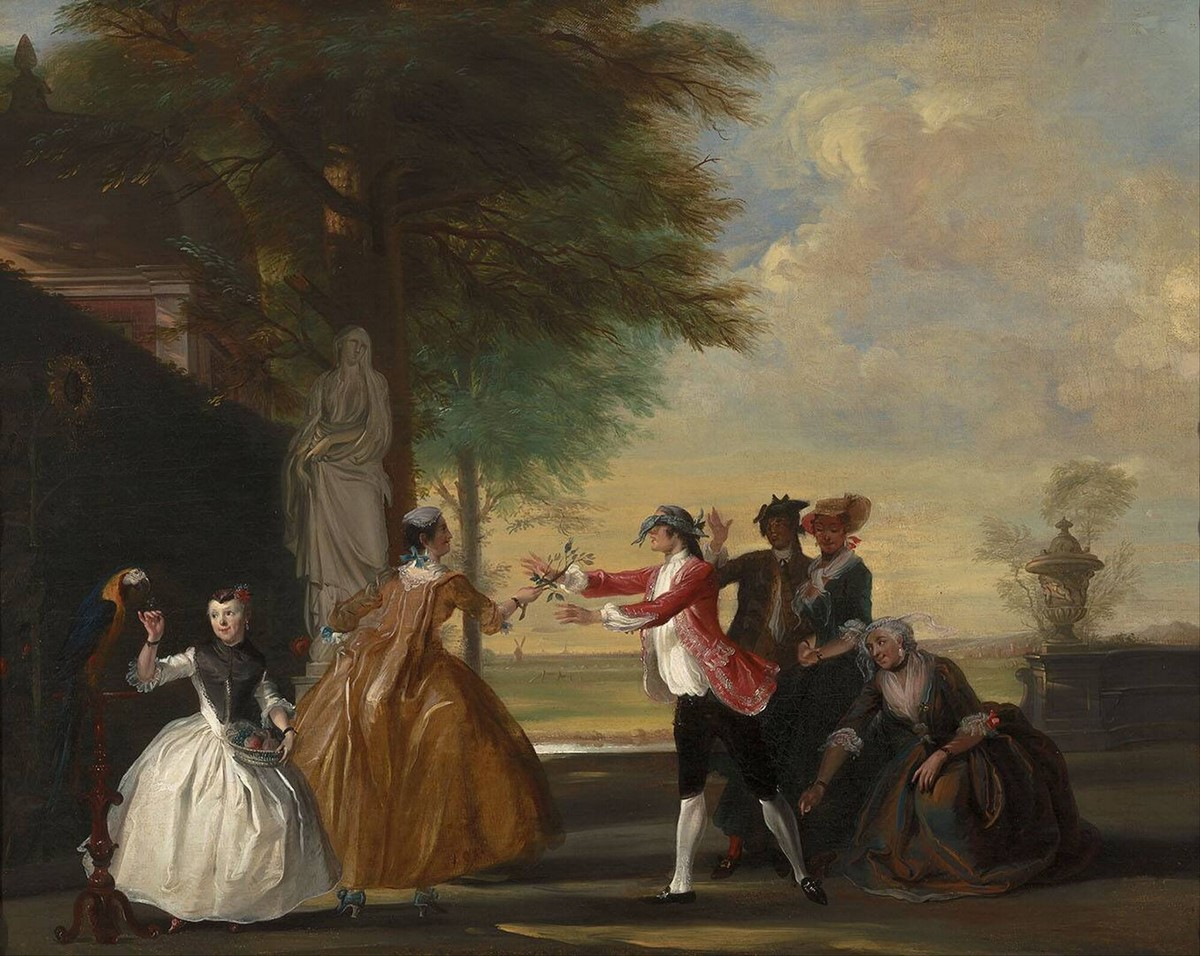
Худ. Корнеліс Трост. Забави в парку, рококо. Музей Бойманс ван Бенінген
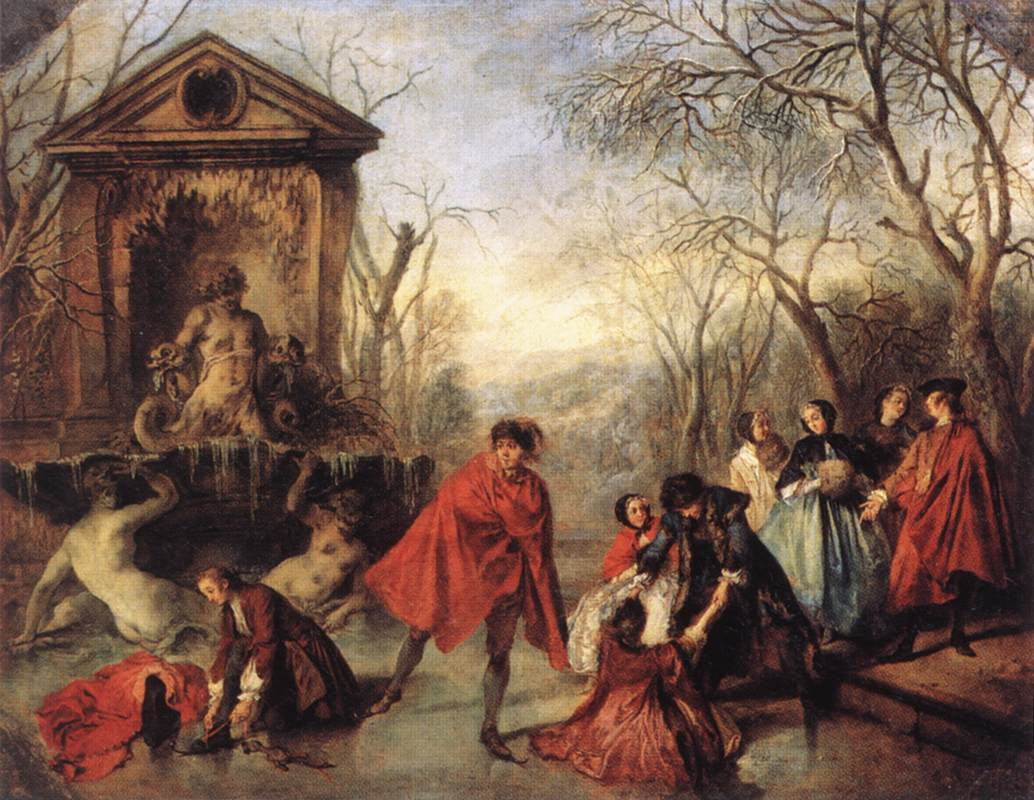
Ніколя Ланкре. «Зимові насолоди», 1738, Лувр
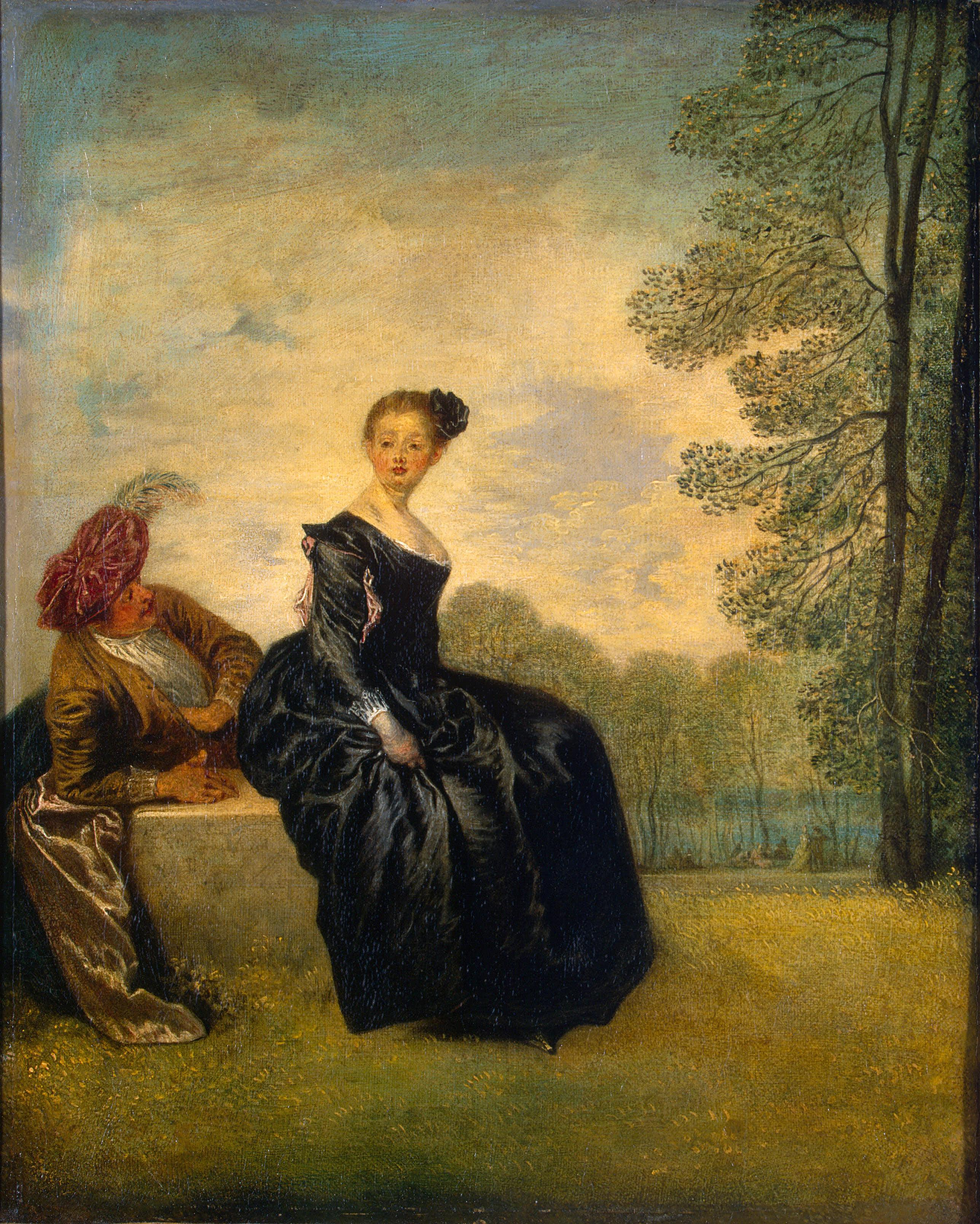
Худ. Ватто. Примхлива партнерка
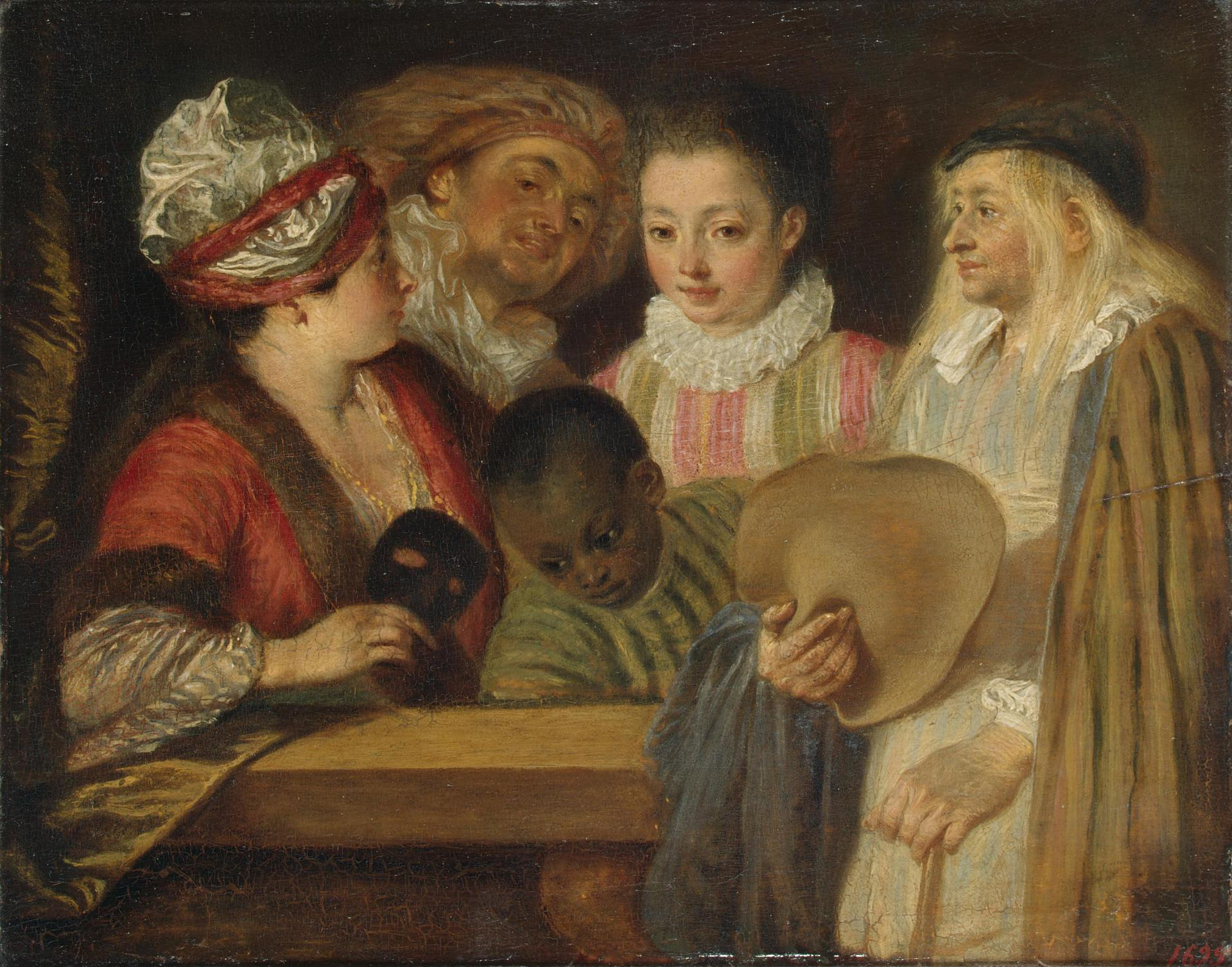
Антуан Ватто, «Актори французького театру», Ермітаж
Анрі П'єр Данлу. «Портрет французького актора Тенара в ролі Фігаро»
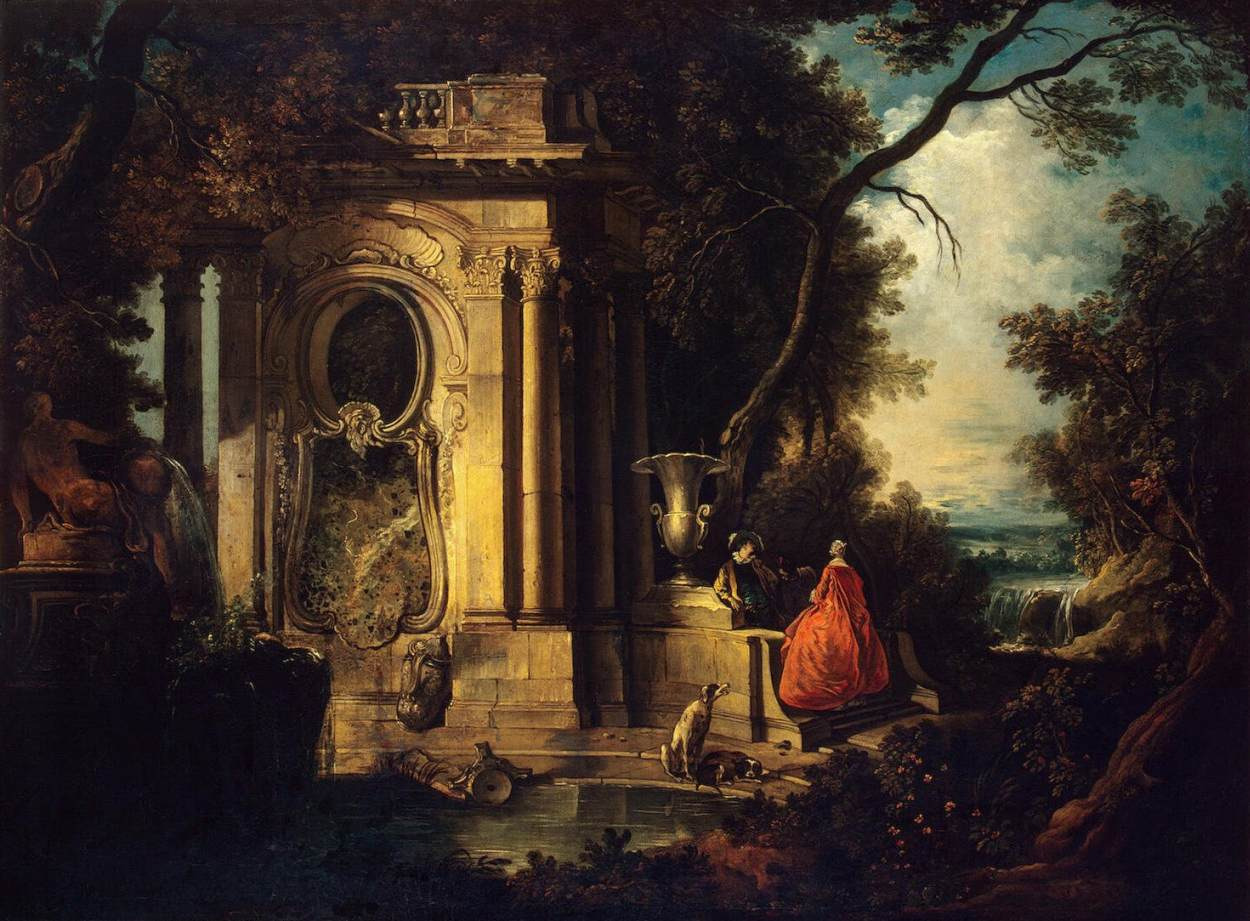
Жак де Лажу молодший. «Сцена в парку»
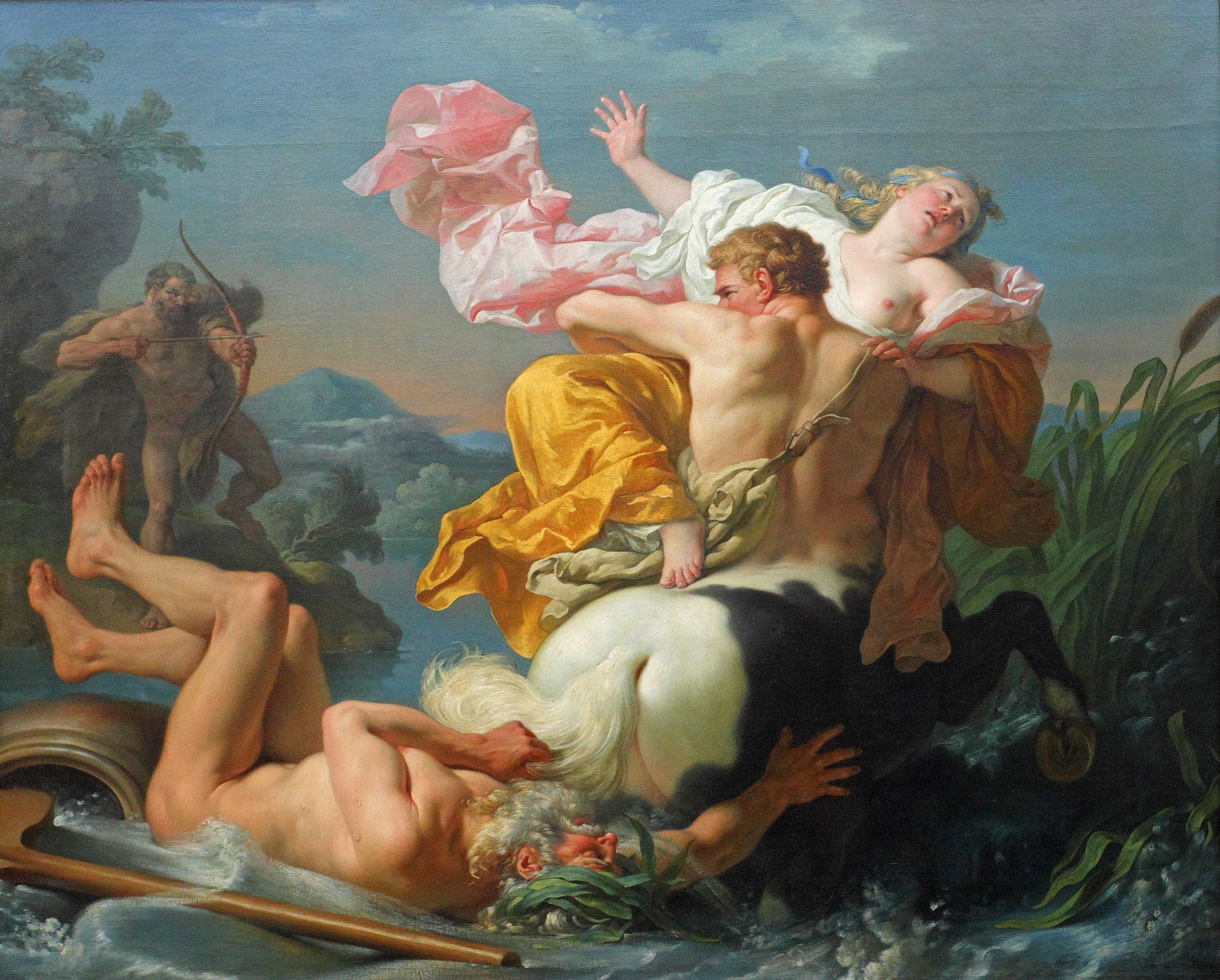
Луї Жан Лагрене, «Кентавр Несс викрадає Деяніру», 1755, Лувр
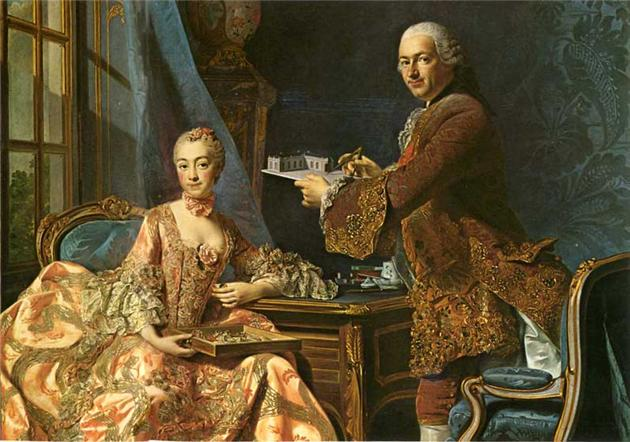
Олександр Рослін, Портрет архітектора Перроне з дружиною, 1759
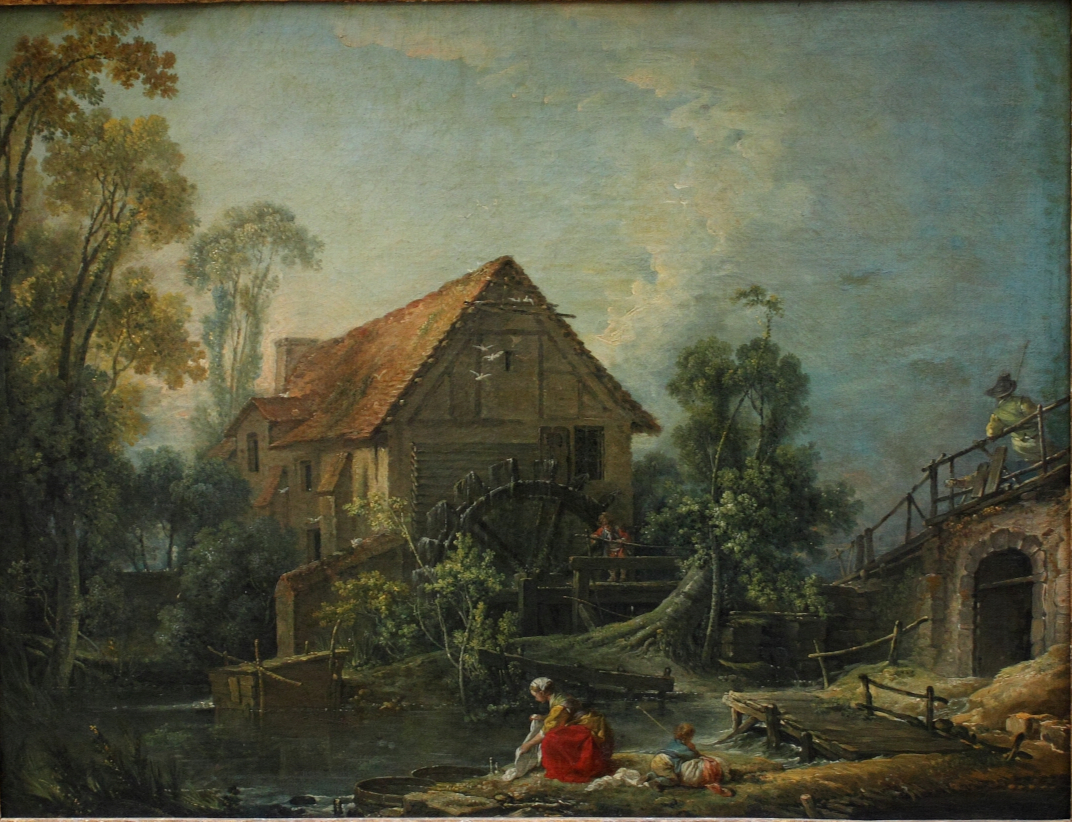
Франсуа Буше, «Водяний млин», Лувр
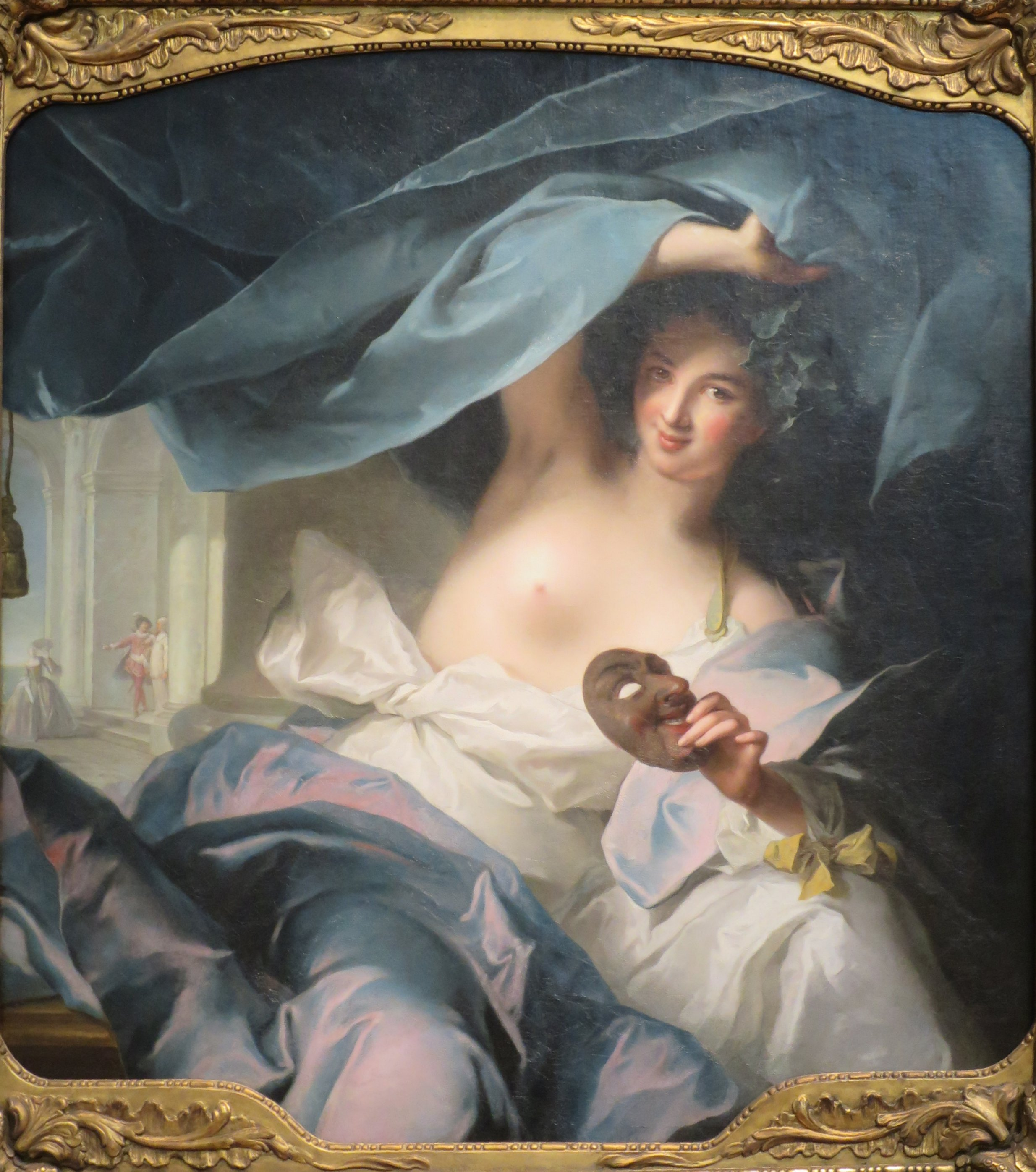
Жан-Марк Натьє, «Муза комедії Талія», 1739
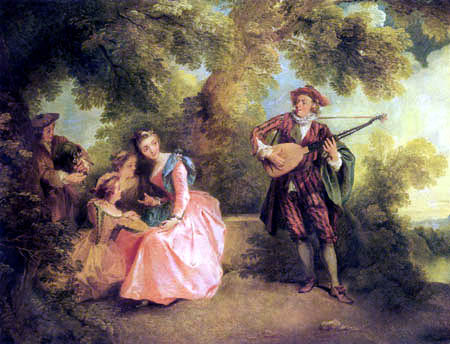
Ніколя Ланкре, «Серенада», 1740
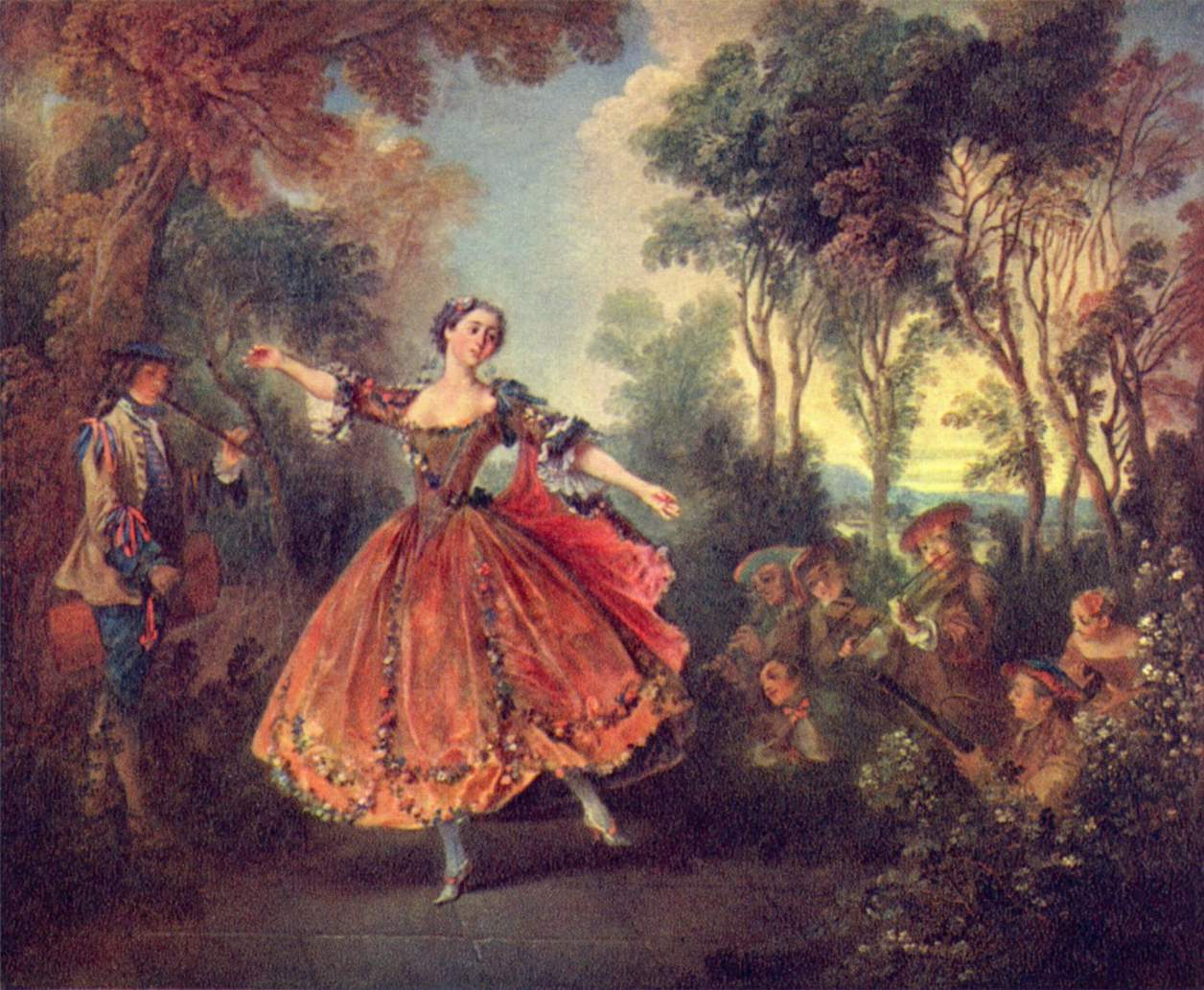
Ніколя Ланкре, «Танцівниця Камарго», 1730
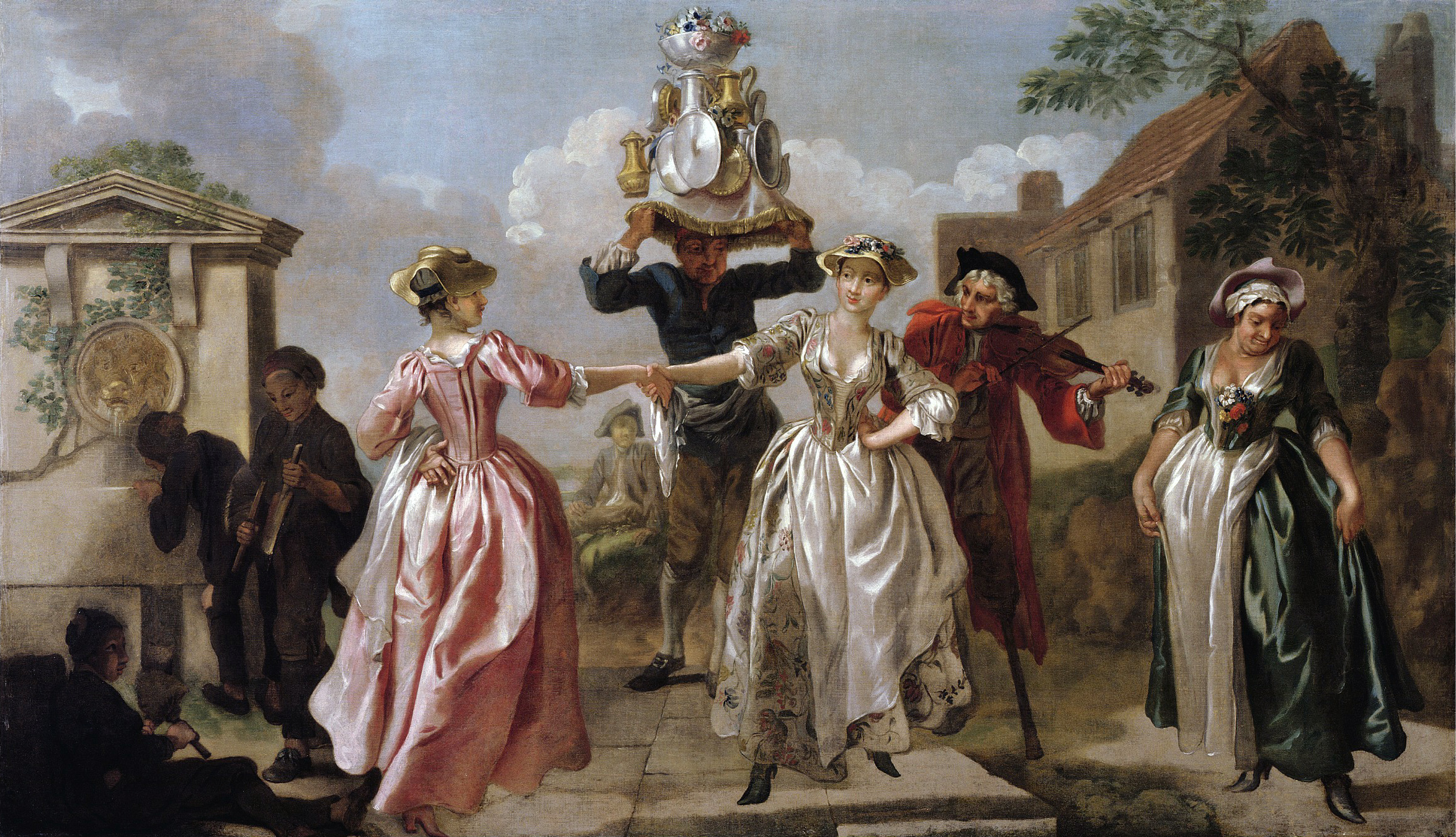
Френсіс Хейман. «Мінлива молодість танцює під музику каліки», бл. 1735, Музей Вікторії й Альберта, Лондон

## Арлекін (картини Ферретті)

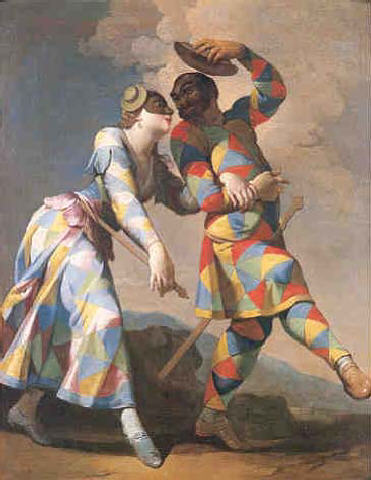
худ. Джованні Доменіко Ферретті. «Арлекін як вдалий пан» (Арлекін і Арлекіна)
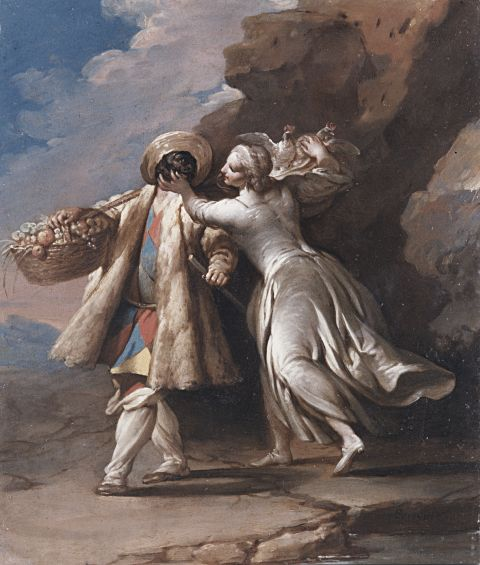
худ. Джованні Доменіко Ферретті. «Арлекін-провінційний селюк»
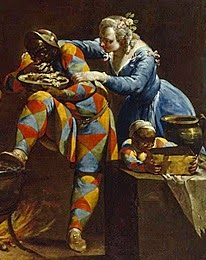
худ. Джованні Доменіко Ферретті. «Арлекін-ненажера»
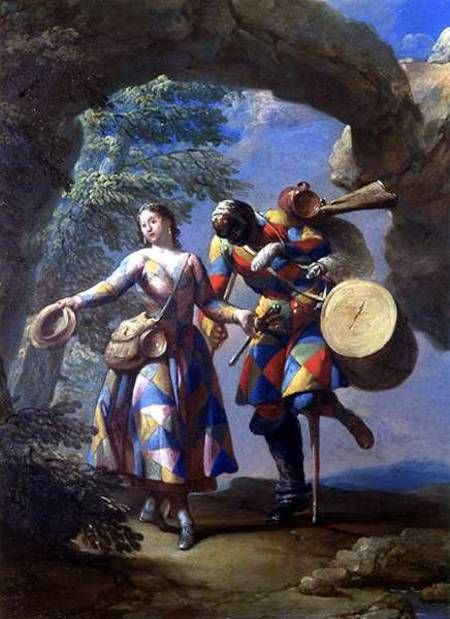
худ. Джованні Доменіко Ферретті. «Арлекін-невдалий вояк», перша половина XVIII ст. (до 1751 р.), Прато, палаццо дельї Альберті, Італія.

## Релігійний живопис у стилі рококо

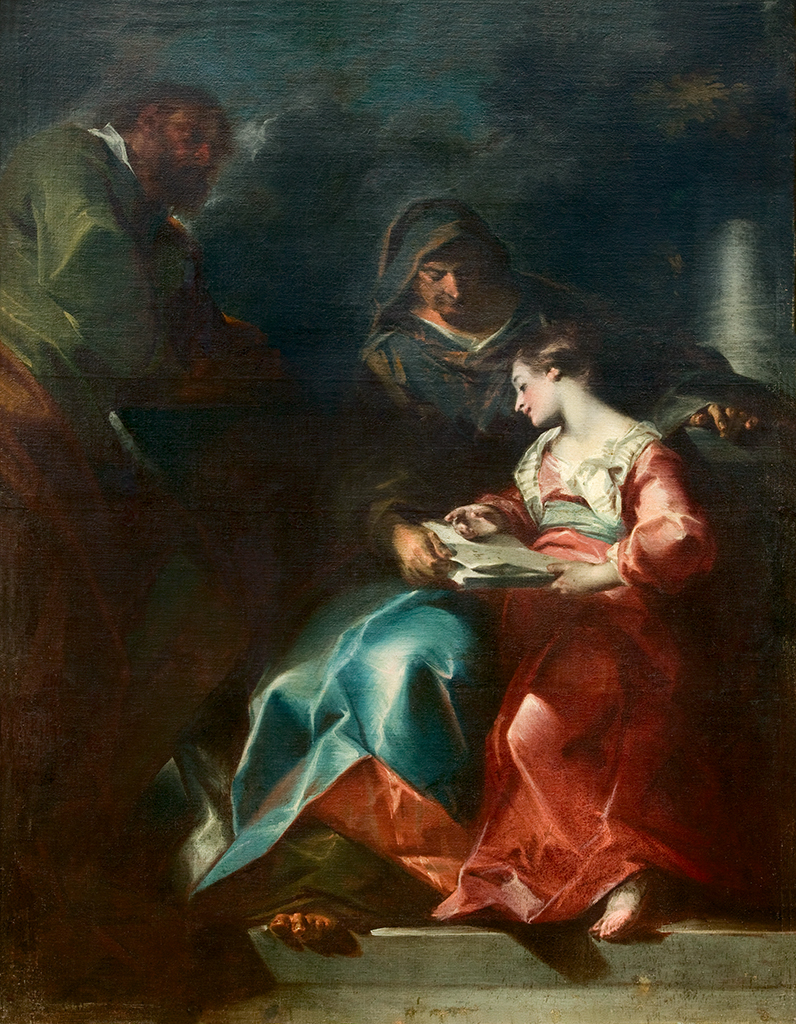
Джузеппе Баццані. Виховання богородиці.
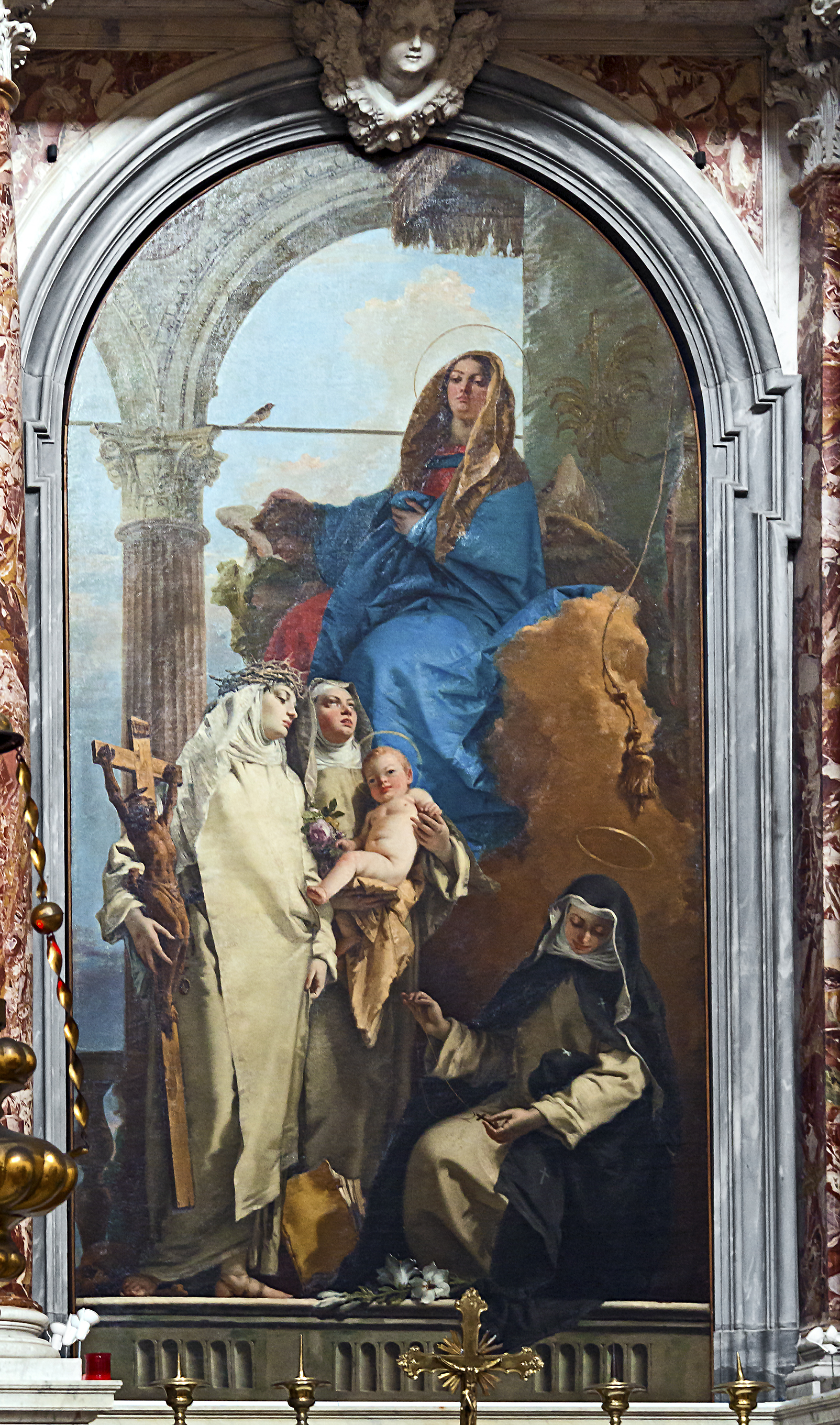
Джованні Баттіста Тьєполо. «Мадонна і св. доміканки-жінки», до 1748 р. Церква єзуїтів, Венеція
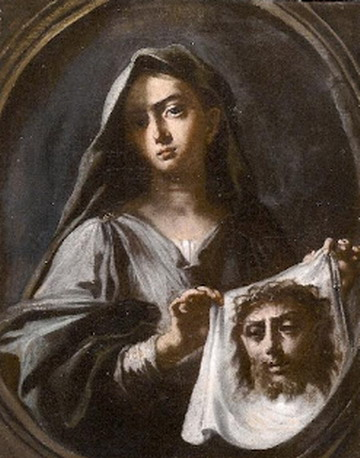
Джузеппе Боніто. « Св. Вероніка », до 1745
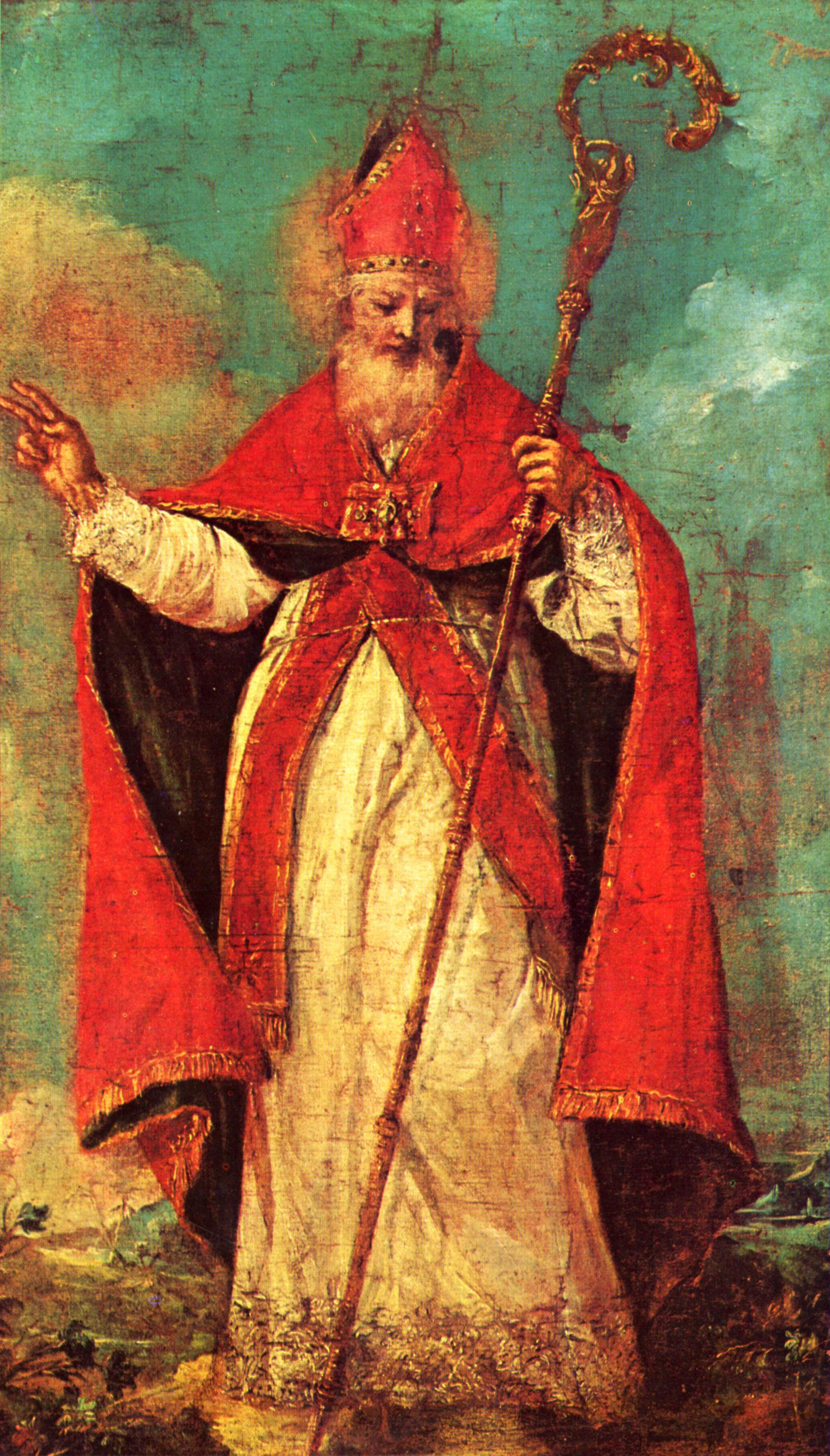
Франческо Гварді. «Св.Нікола з Барі», до 1750,  замок Мірамаре, Трієст
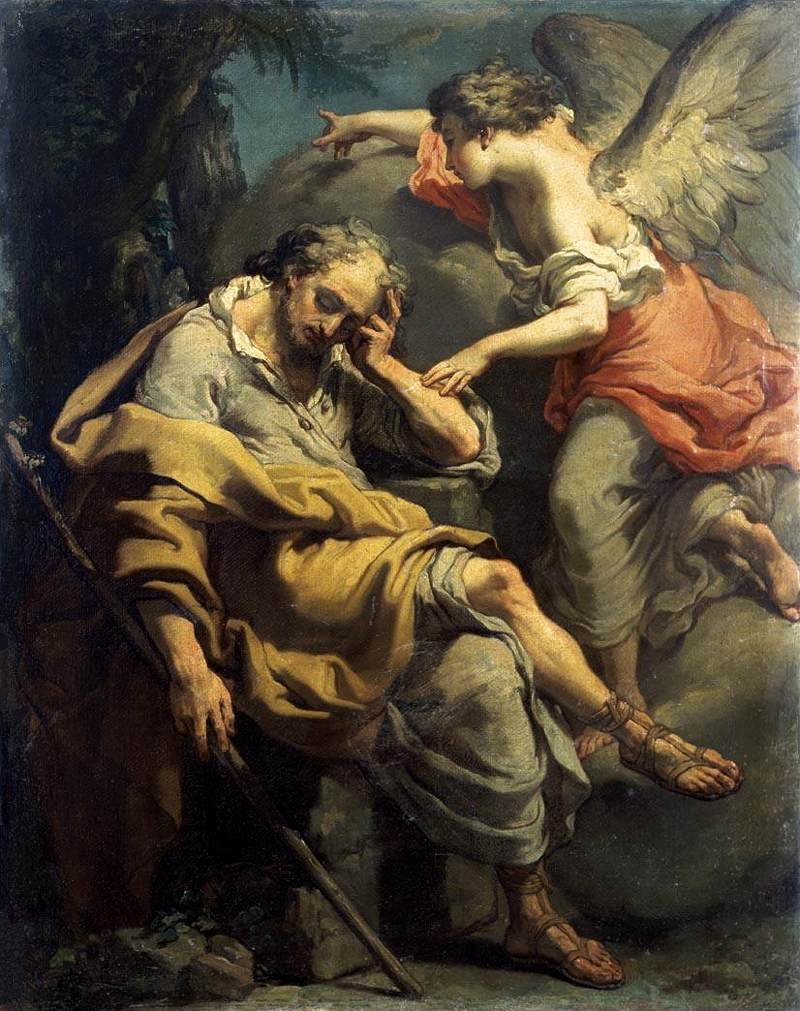
Гаетано Гандольфі. Видіння Св. Йосипа, 1790
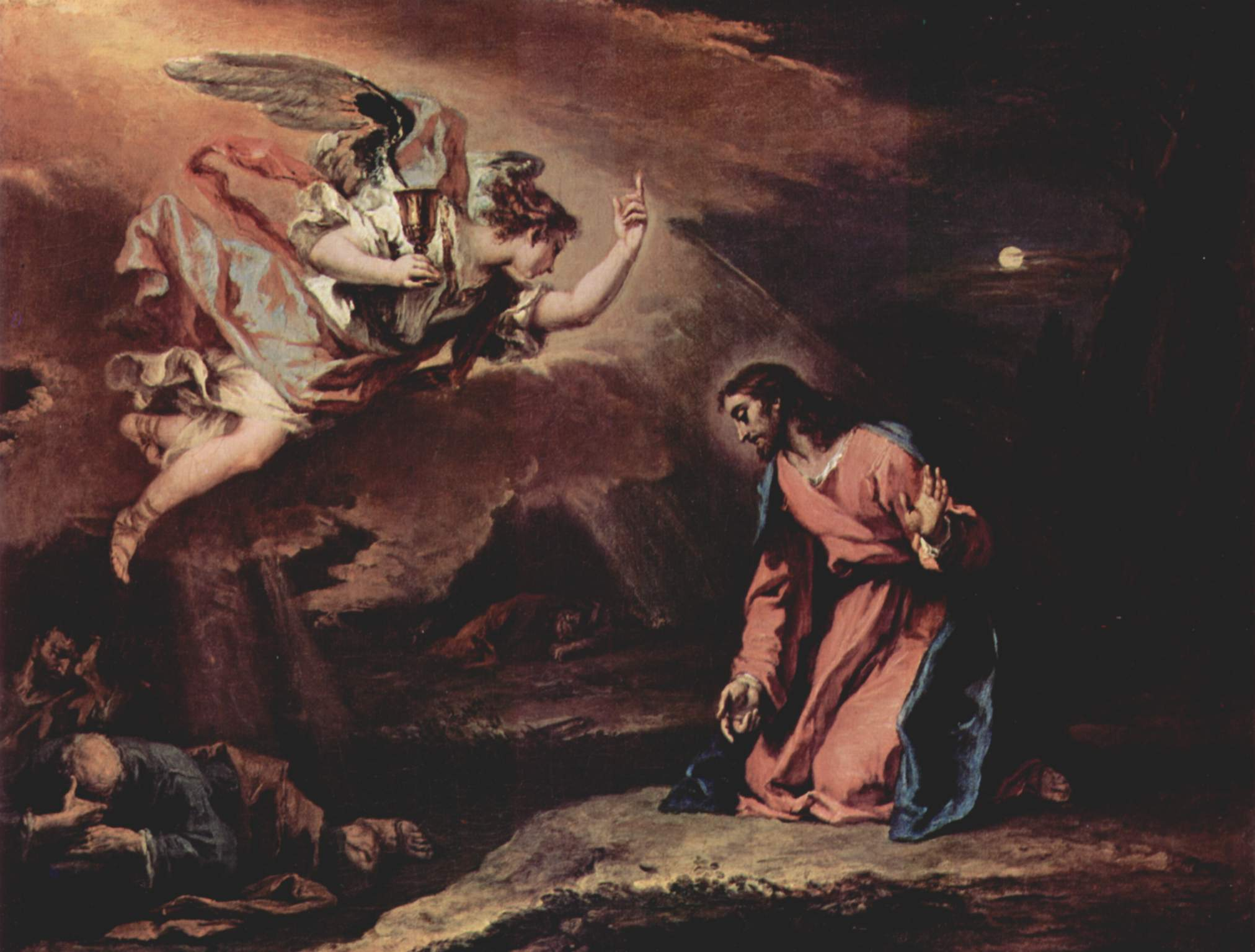
Себастьяно Річчі. «Моління по чашу», бл. 1730, Музей історії мистецтв, Відень
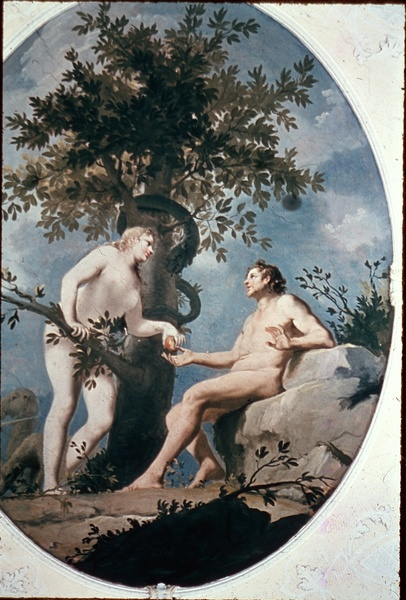
Якопо Амігоні. «Гріхопадіння Адама і Єви», фреска, Оттобойрен, Баварія

## Супротив стилістиці рококо

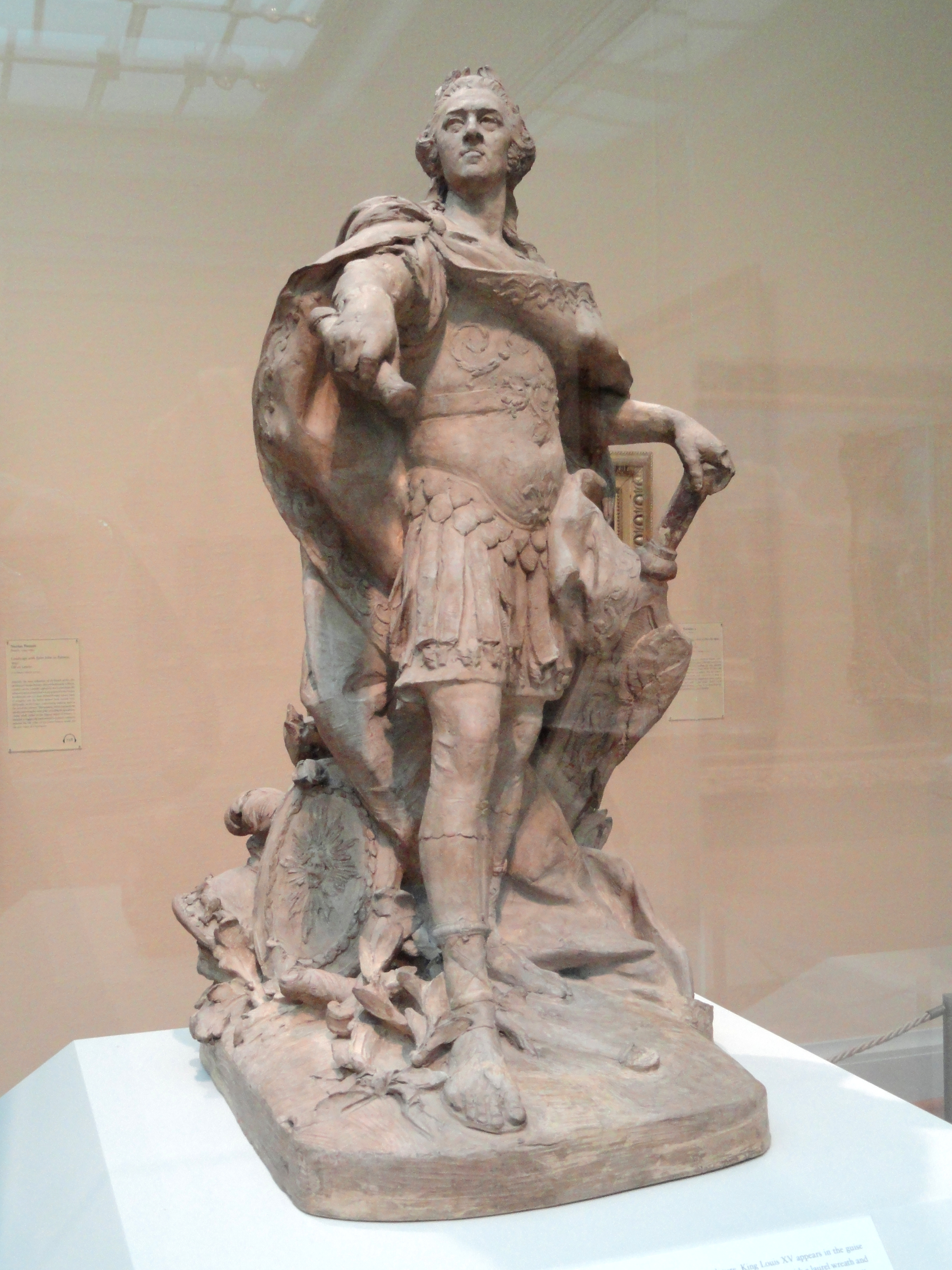
«Монумент королю Луї XV для міста Ренн», ск. Жан-Батіст Лемуан, 1748, модель. Художній інститут Чикаго

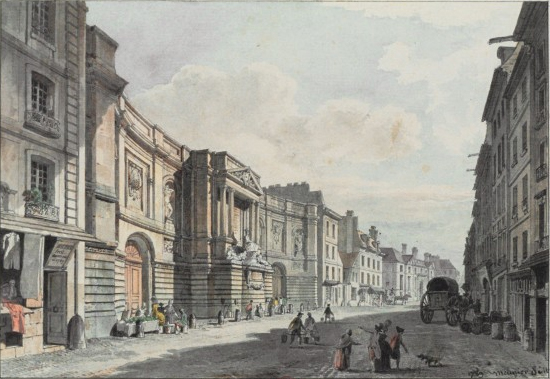
Фонтан Чотирьох Сезонів, вулиця Гренель, 1745

«Вже ніхто не шукає слави, а тільки розваг і забави» — Вольтер.
Не всі прихильно ставилися до стилю рококо навіть у Франції. Спроби відійти від стилістики рококо робив скульптор Едм Бушардон (1698—1762). Вже в перших своїх творах Бушардон зробив спроби відмовитися від грайливого рококо, спираючись на досвід французького класицизму XVII ст. та на лаконізм античного мистецтва. Отримавши замовлення на побудову фонтану Чотирьох Сезонів в Парижі, він створив твір, що нічим не нагадував стилістику рококо ні в архітектурі, ні в скульптурному декорі.
Повністю порвав зі стилем рококо і Жак-Луї Давід під час свого перебування у Римі. Навіть пізні твори «класичної» фігури рококо — художника Жана-Оноре Фрагонара свідчать про відхід від рококо та орієнтацію на реалістичний живопис голландців XVII століття.
Життя та творчість Етьєна Моріса Фальконе припали на пору досить швидкої зміни декількох мистецьки стилів — пізнього бароко, рококо і класицизму. Митець широкого мистецького діапазону, Фальконе вдало працював в кожному з них, про що свідчать скульптурні групи «Смерть Мілона Кротонського», релігійні скульптури в церкві Св. Роха, алегоричні статуї «Музика» та «Зима», дрібна порцелянова пластика в стилі рококо.
Примхливе і чудернацьке рококо не здатне було якісно відтворити героїчні, могутні характери. Обмеженість стилістики рококо добре відчував той же Фальконе. І коли отримав замову на кінний монумент царю Петру І (Мідний Вершник), повністю відмовився від стилістики рококо, звернувшись до зразків античності і розвиненого бароко. Рококо могло не все.

## Скульптори доби рококо
Доба рококо має своїх видатних майстрів і серед скульпторів, хоча їх значно менше, ніж живописців. Цікава школа скульпторів доби рококо склалася в Празі (Матьяш Бернард Браун та ін.) і Львові (Пінзель (сам проживав у Бучачі) і його школа).
Навчання в Італії і благодійні впливи яскравих зразків бароко в скульптурі добре позначились на скульптурах Брауна. Якщо в ранішніх творах відчутні барокові зразки Італії (Христос втішає Святу Люітгарту), то і найкращі зразки скульптора в стилі рококо не поринають в легковажність, зберігаючи при цьому витонченість, грацію, навіть театральність(карнавальна маска на обличчі скульптури-алегорії «Підступність», замок Кукс, Чехія).
Зразки скульптур рококо Пінзеля та його школи ще чекають свого талановитого дослідника.
Серед скульпторів, що дотримувались стилю рококо —
- Етьєн Моріс Фальконе
- Ламбер Сігісбер Адам
- Клодіон

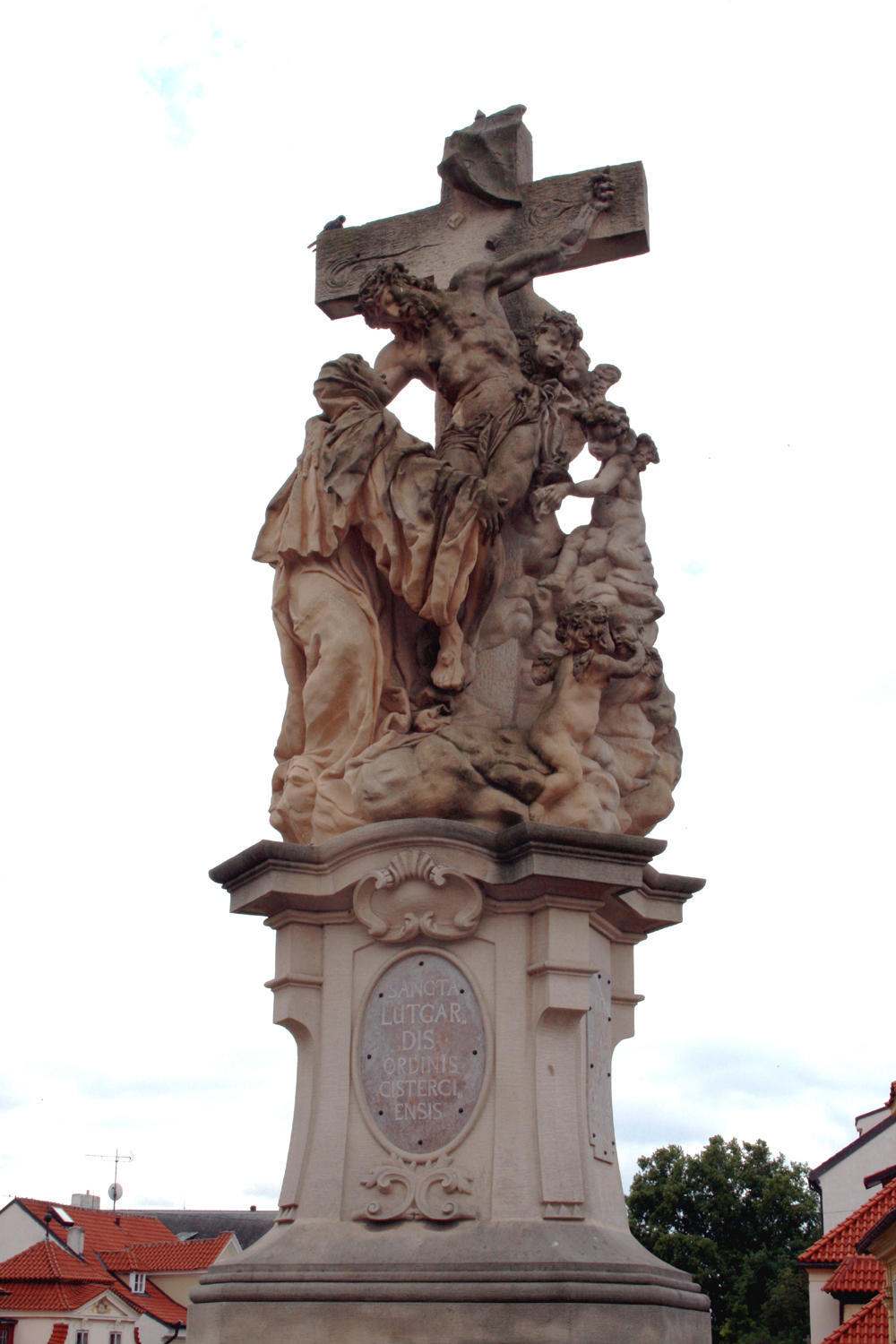
Розп'ятий Христос втішає Святу Люітгарту, Прага, Карлов міст
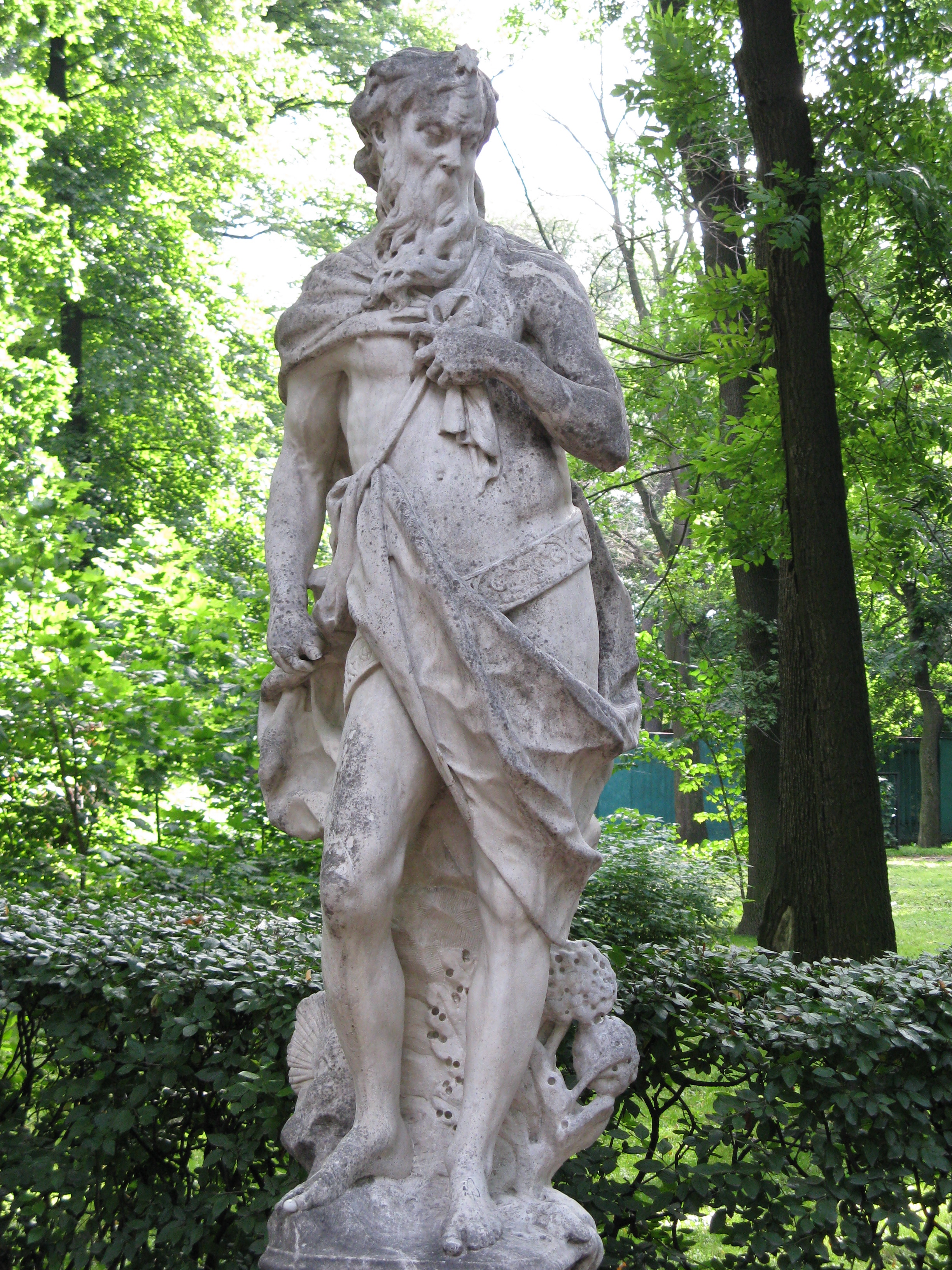
Джованні Бонацца. «Алегорія вечора», з циклу «Перебіг доби», 1717
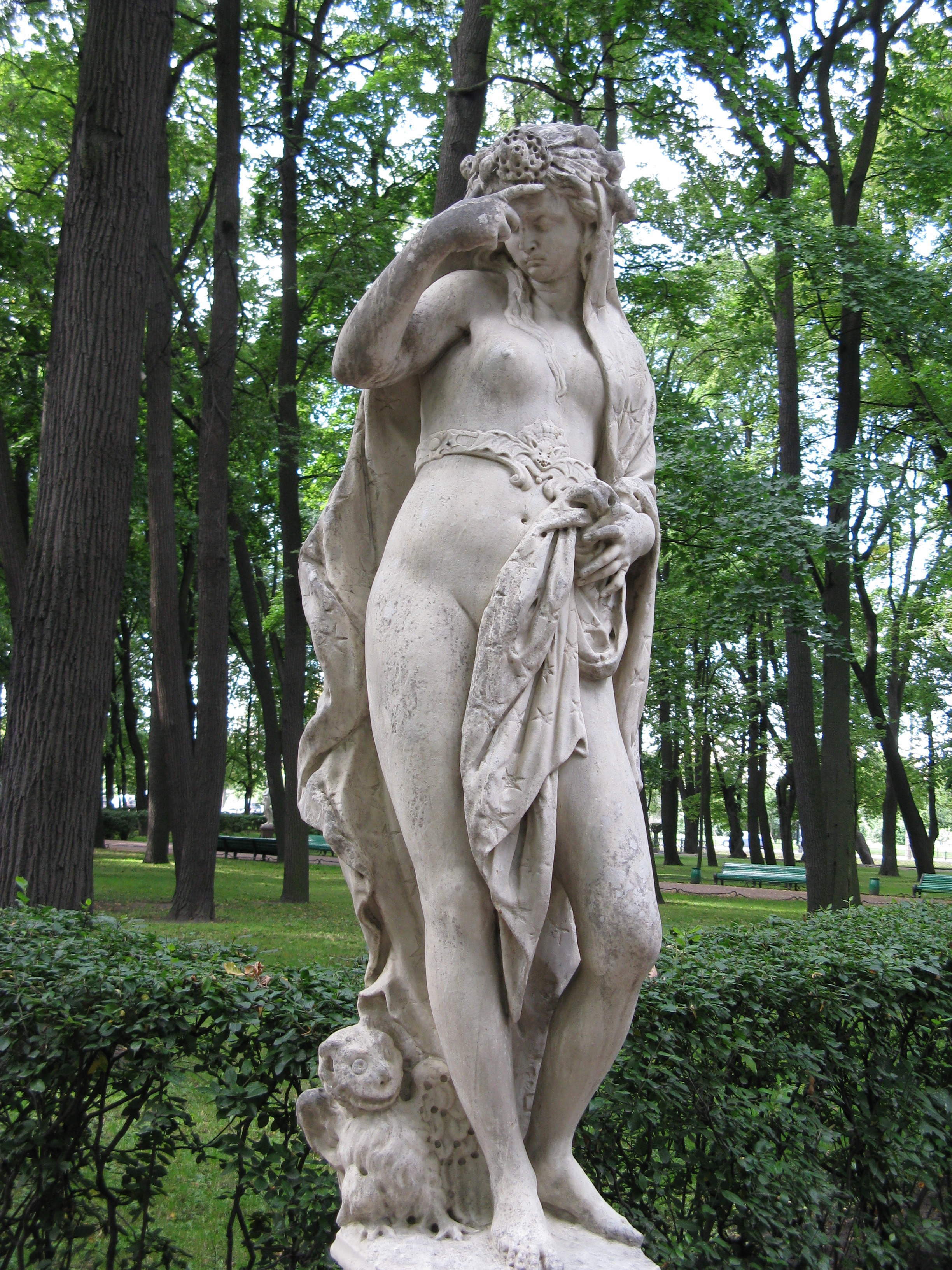
Джованні Бонацца. «Алегорія Ночі», з циклу «Перебіг доби», 1717
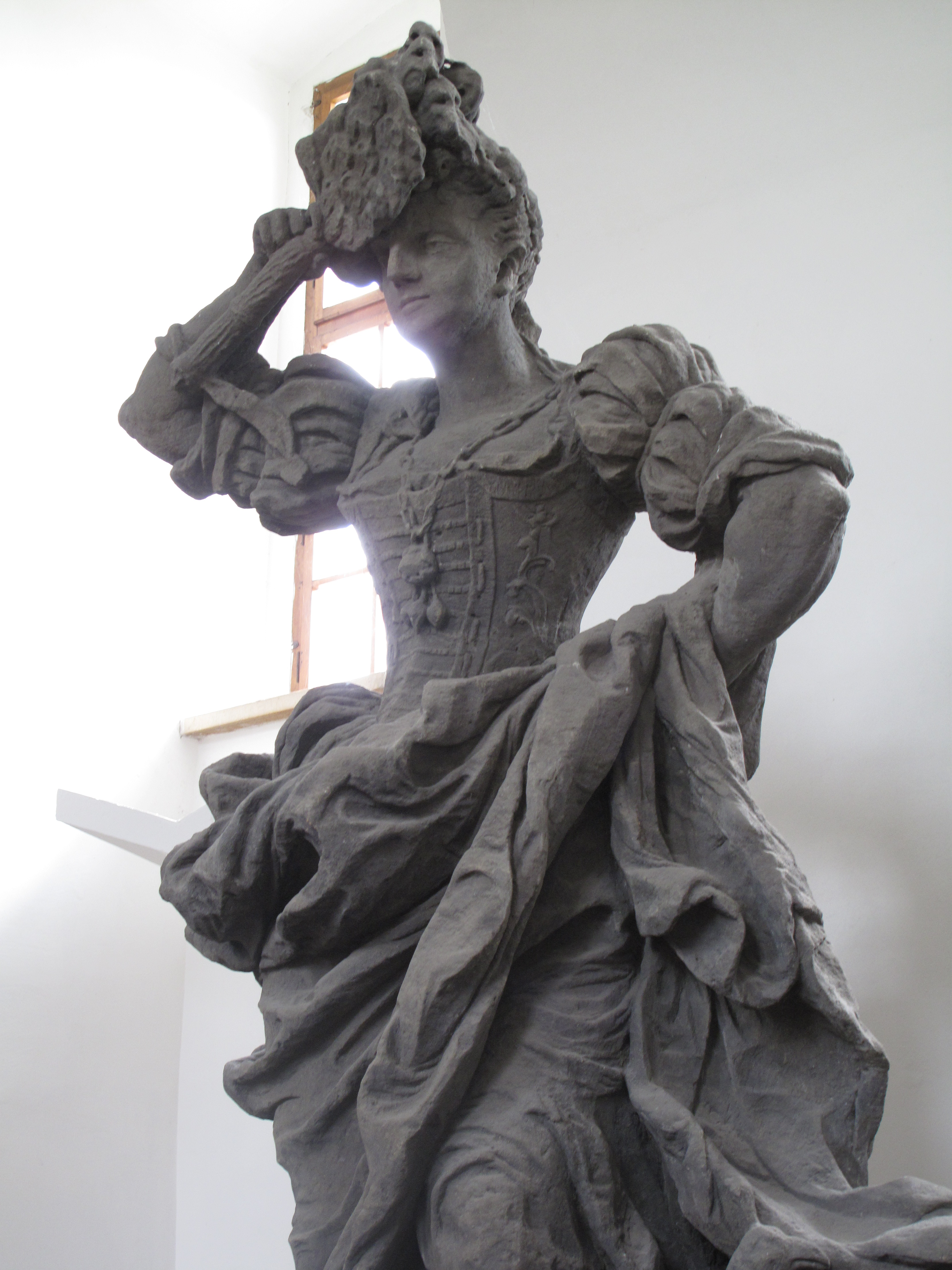
Матьяш Бернард Браун,«Алегорія Пихи», цикл «Гріхи», замок Кукс
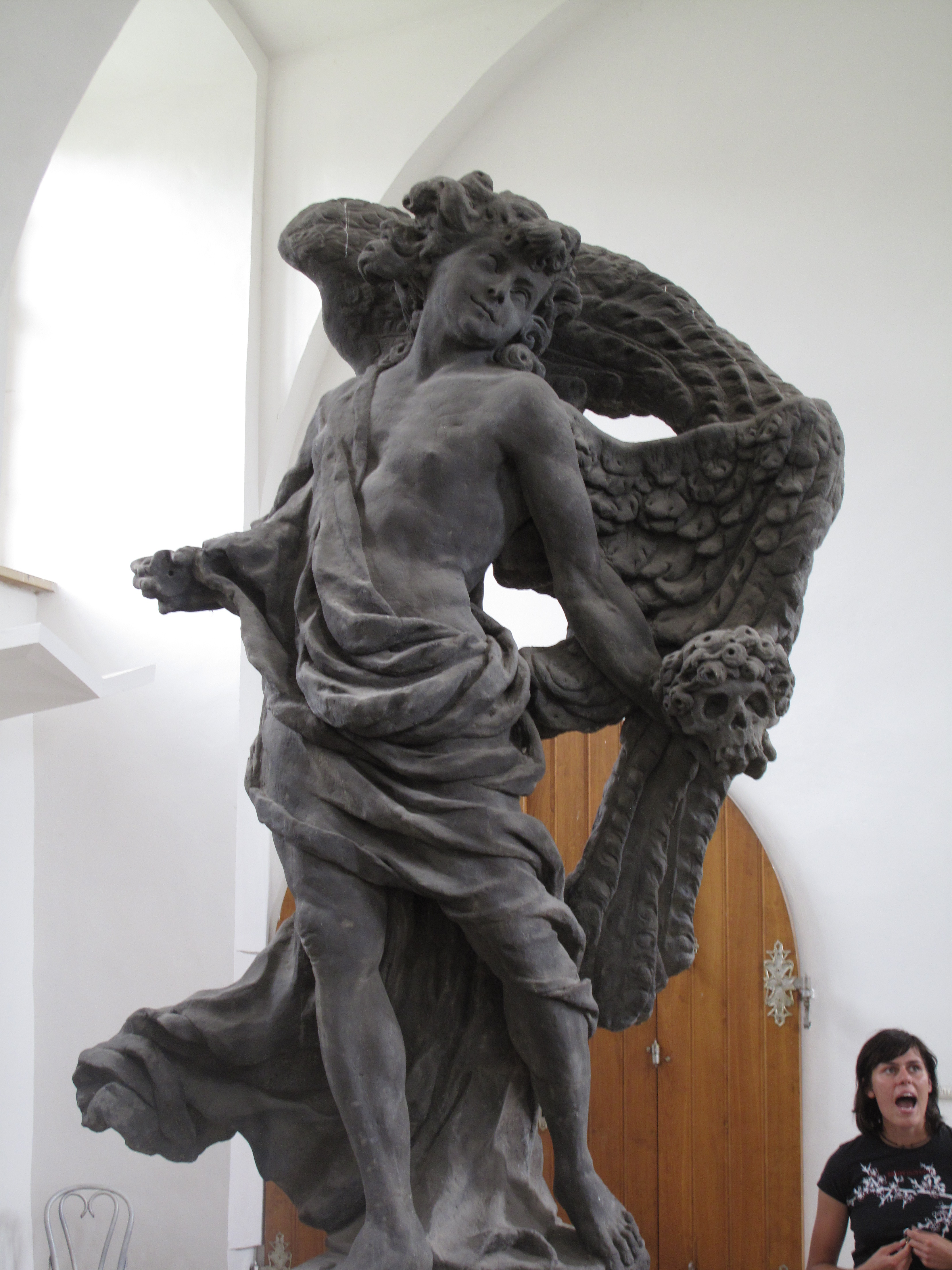
Матьяш Бернард Браун, «Янгол Блаженної смерті, замок Кукс»
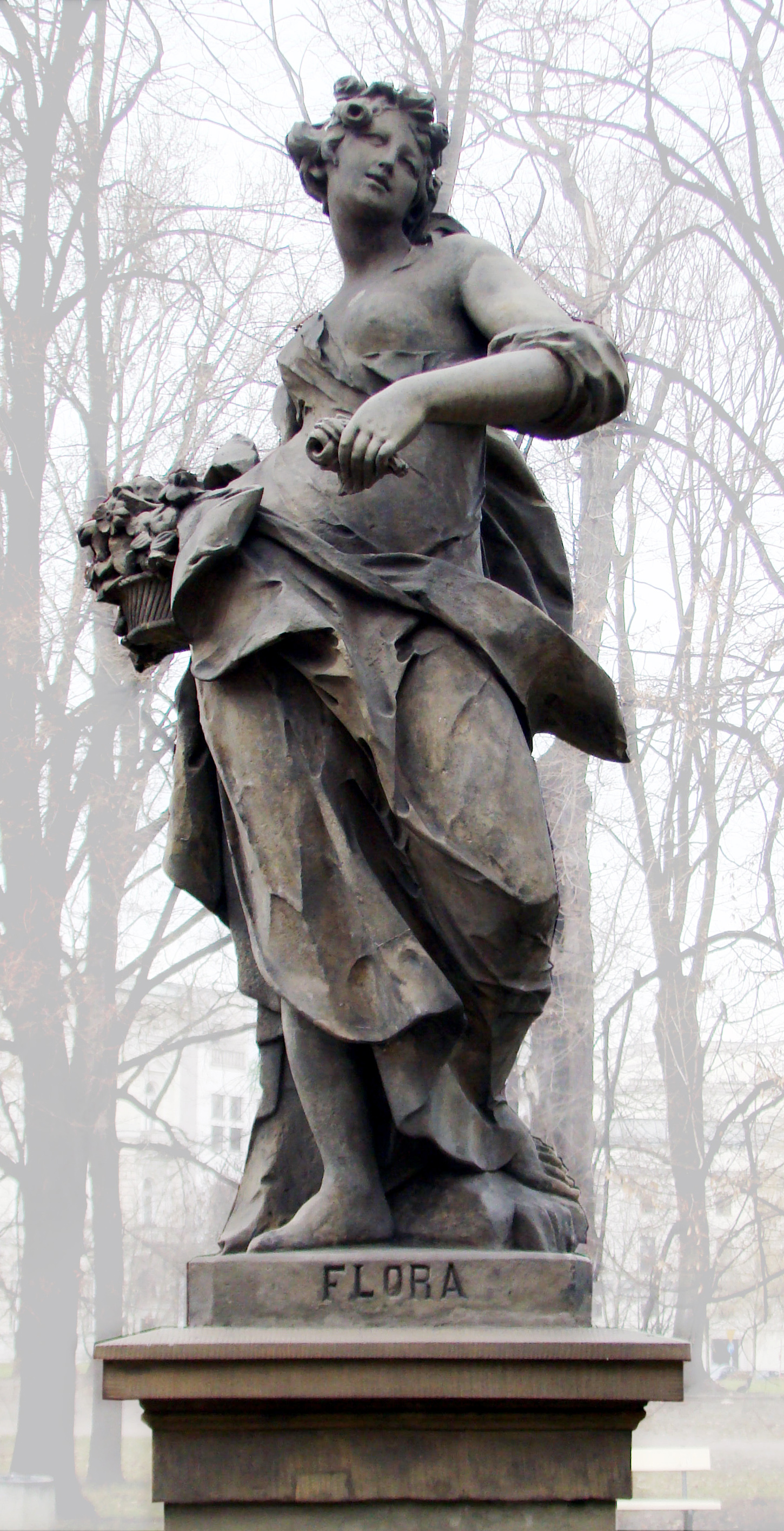
Скульптор Ян Плерш, Флора, Саксонський сад, Варшава

### Алегорії місяців, доба рококо, замок Ліса-над-Лабем, Чехія

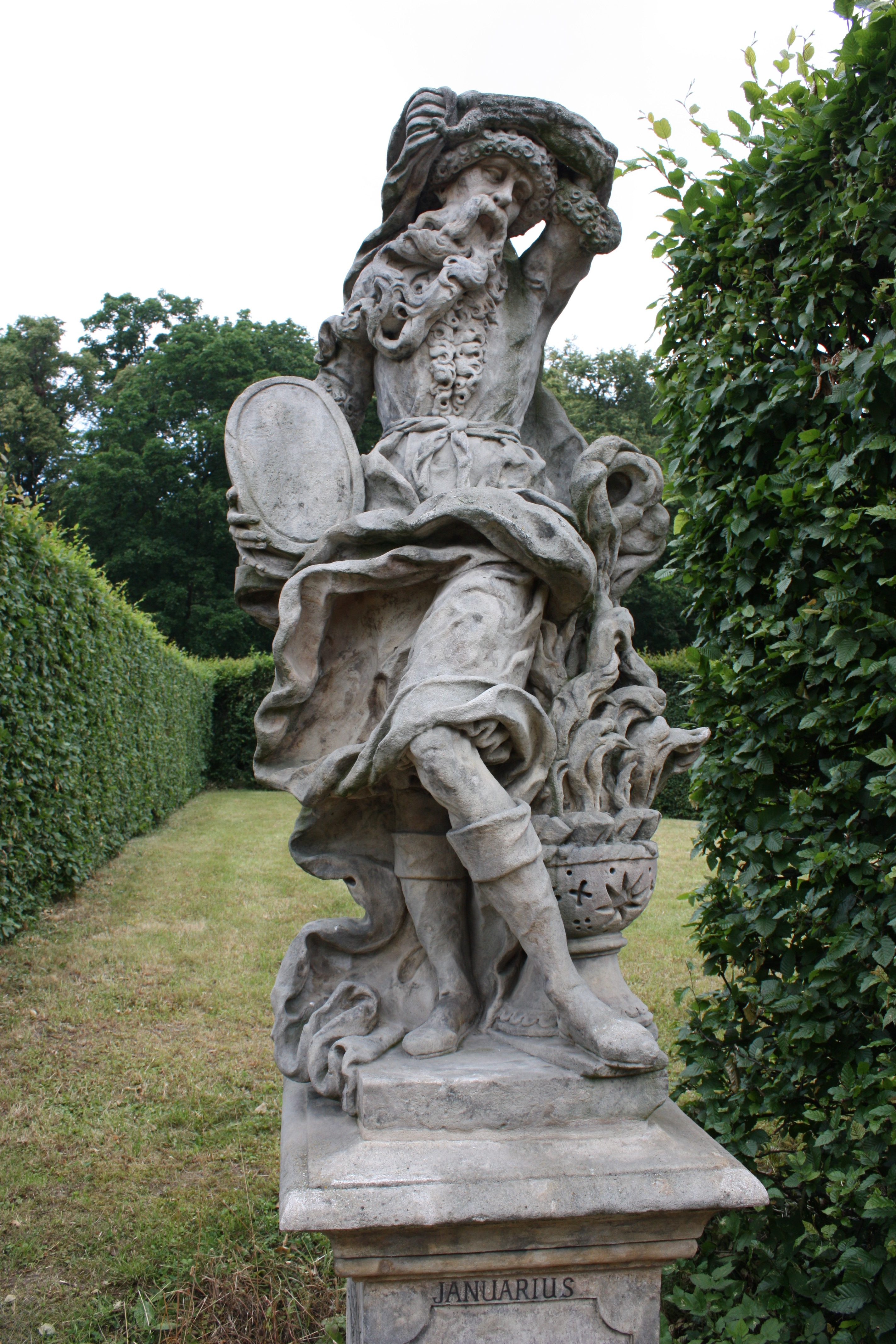
«Січень» або алегорія першого місяця зими
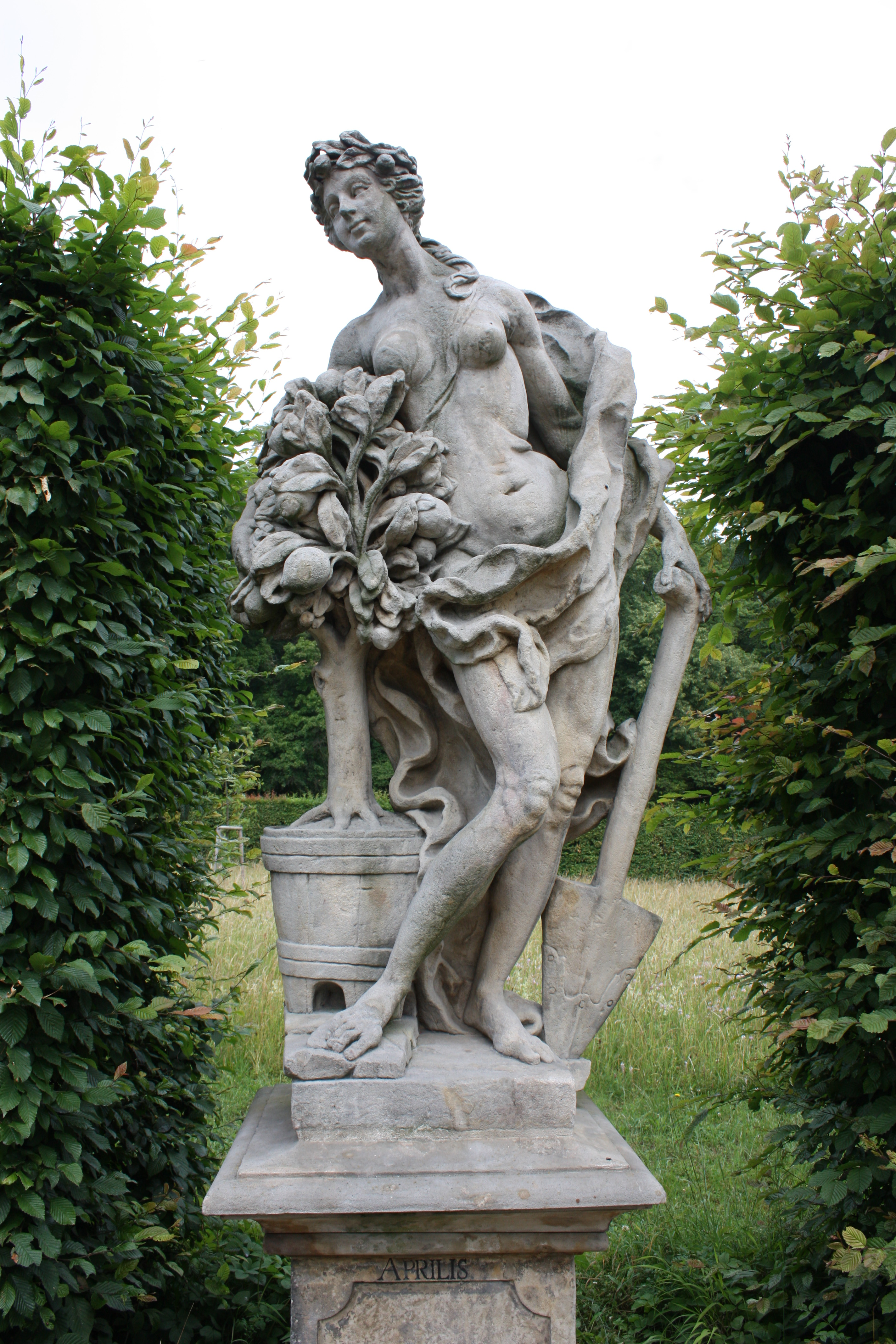
«Квітень» або алегорія другого місяця весни
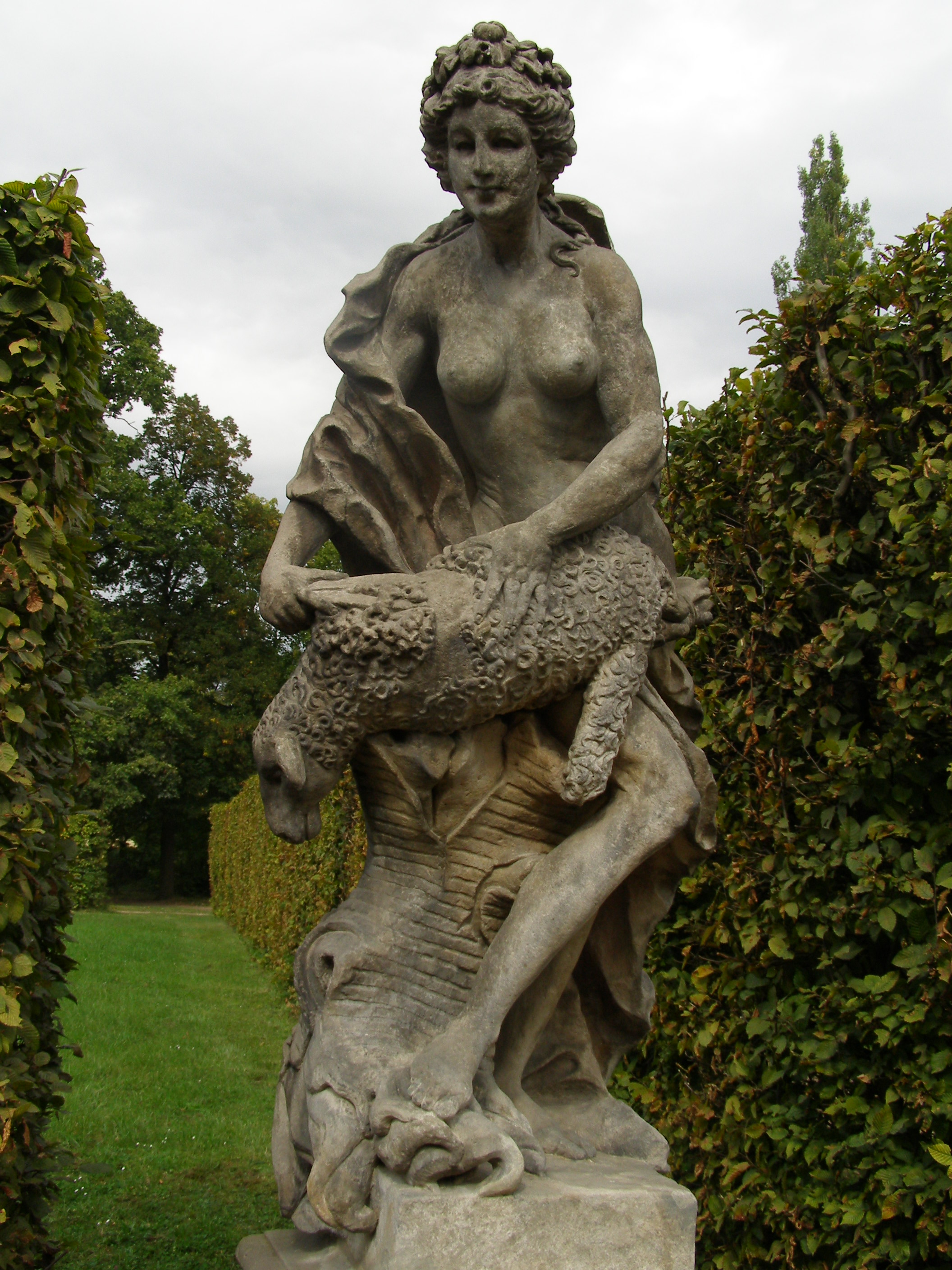
Алегорія місяця червня
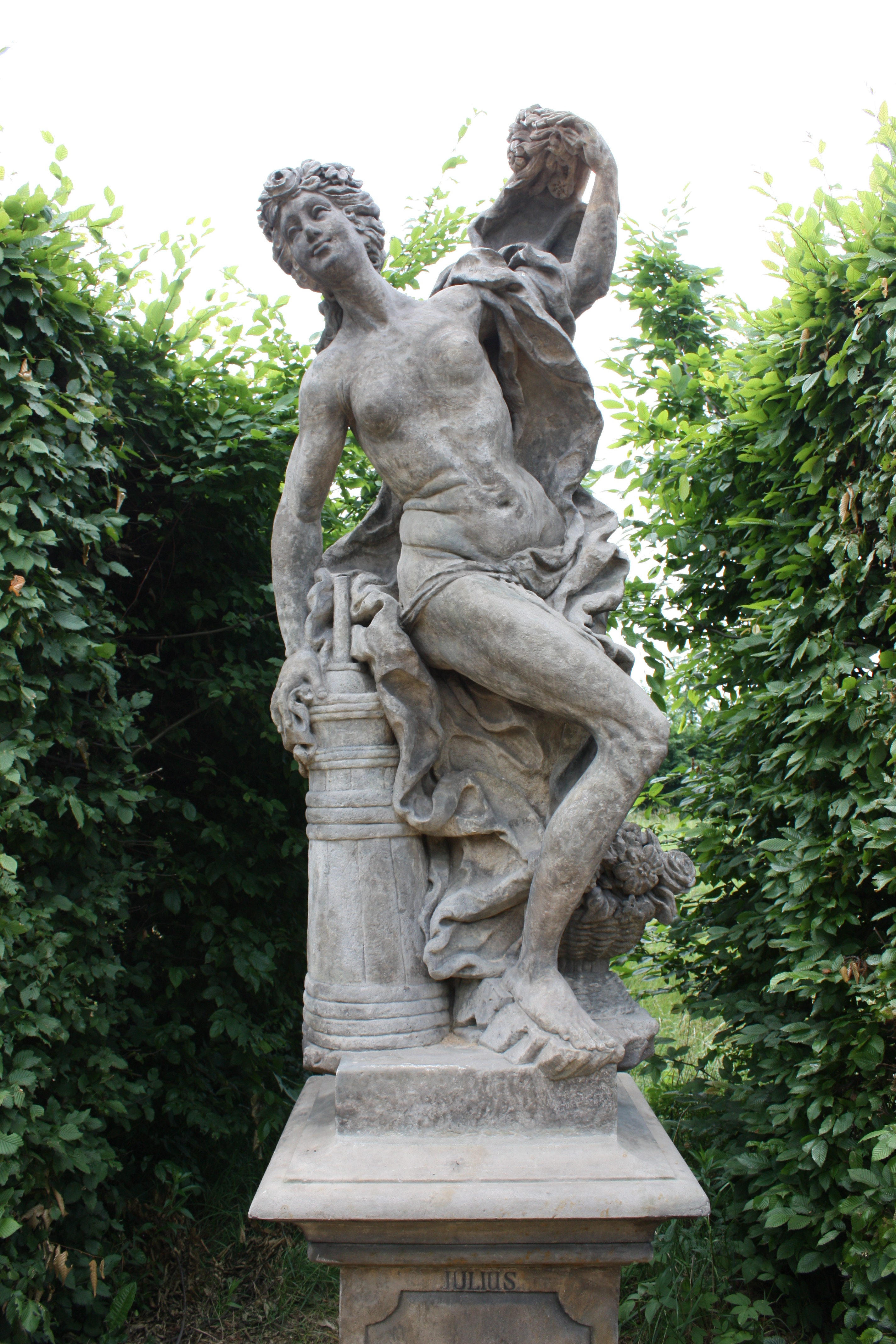
«Липень» або алегорія другого місяця літа
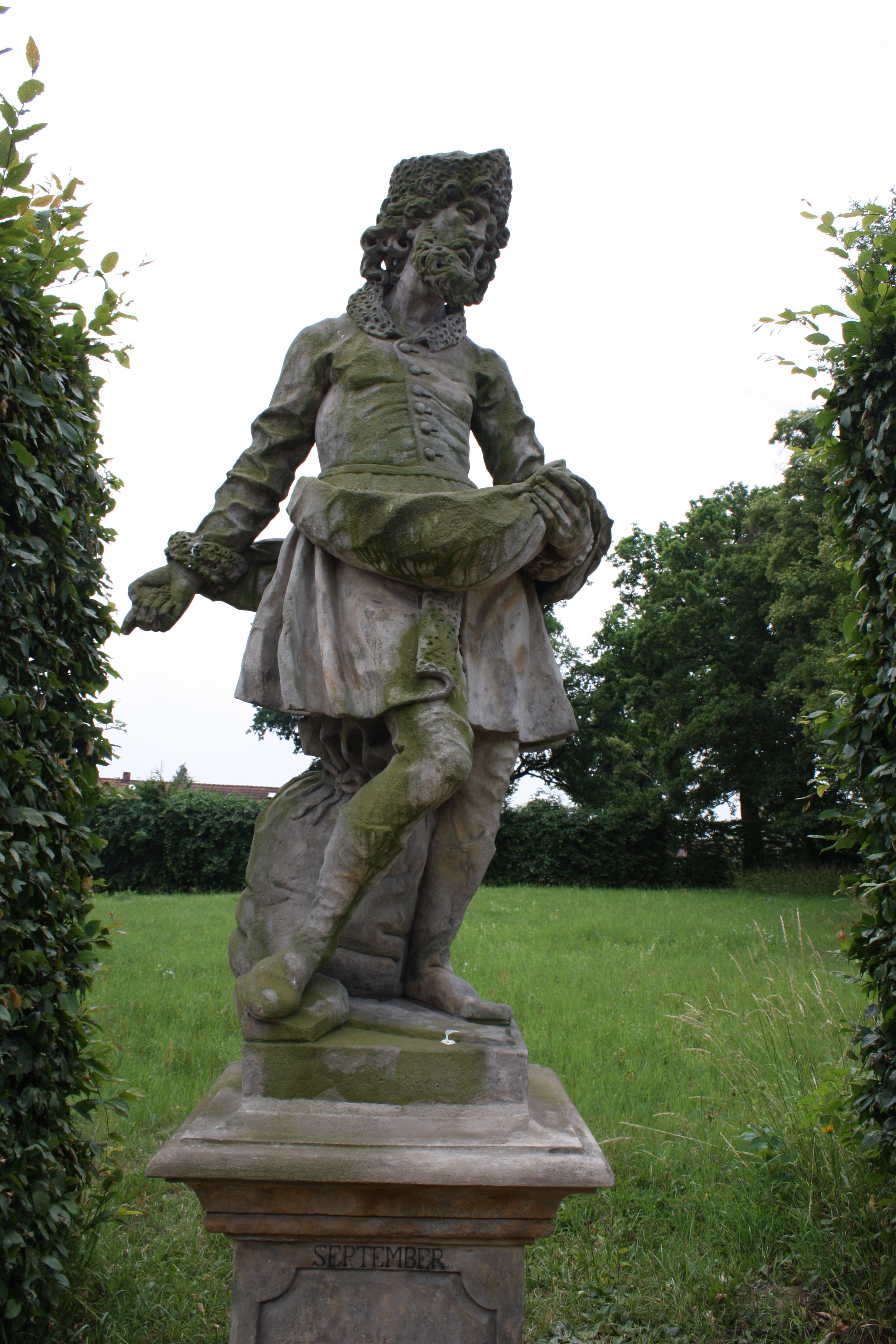
«Вересень» як сіяч озимих

## Західноєвропейське декоративно-ужиткове мистецтво рококо
Надзвичайно повно рококо відбилося в творах декоративно-ужиткового мистецтва.
- Інтер'єри Перші зразки ансамблю в інтер'єрі дали доба відродження і бароко. Рококо успішно успадкувало цю традицію і дало свої зразки ансамблів в інтер'єрах. Особливо уславився архітектор і дизайнер інтер'єрів із Франції Жермен Бофран (1667—1754). Інтер'єри особняка Субіз увібрали всі характерні риси рококо — святковість, відмову від прямих ліній і ордеру, диктат хвилястих візерунків, перенасиченість дрібного декору, що охоплює усю стіну і переходить на стелю[2]. Овальна зала отелю Субіз в Парижі доповнена ще й дзеркалами, що візуально ламали межі зали і надавали насиченому декору безмежності.

Видатні зразки інтер'єру доби рококо дав і Антоніо Рінальді(1710? — 1794) в Китайському палаці Оранієнбаума (італієць, що майже все життя працював в Петербурзі, Російська імперія). Велика обдарованість майстра і знання видатних зразків бароко надали можливість Рінальді використовувати як коштовні, так і дешеві матеріали — порцеляну і штучний мармур, стінописи-фрески і олійний живопис, шпалерне розташування картин і екзотичні витвори мистецтва Китаю.
Чого вартий лише Склярусний кабінет Китайського палацу, де як фарби живопису використані скляні трубки, бісер і багатоколірна вишивка шовком. Унікальність цього рококового інтер'єру ріднить його з видатними зразками інтер'єрів бароко на кшталт Бурштинової кімнати палацу в Царському Селі.
- Мереживо. Здається, вдруге після початку XVII століття, мереживо пережило новий злет і увійшло у високу моду. Декоративні якості мережива повністю використані в сукнях аристократичних дам. Мережово прикрасило зачіски, шию, рукава парадних і святкових костюмів. Мереживо сполучають з діамантовими оздобами, атласом, хутром тощо.
- Порцеляна Саме на добу рококо припадає віднайдення секрету китайської порцеляни. Експерименти 1708—1709 рр, що проводив Беттгер Йоганн Фрідріх в Дрездені, вперше в Європі дали повноцінні зразки порцеляни, що нічим не поступалися зразкам Китаю. В Мейсені відкривають першу в Європі порцелянову мануфактуру. Трохи пізніше виникають інші центри з вироблення порцеляни у Австрії, Франції, Російській імперії, Чехії тощо. До створення дрібної порцелянової пластики залучають найкращих скульпторів доби: у Франції це Етьєн Моріс Фальконе, в Мейсені — Йоганн Йоахім Кендлер, Йоганн Готліб Кірхнер тощо.
- Меблі доби рококо Свій характер отримали і меблі доби рококо. Вони втратили помпезність і масивність барокових зразків і стали більш легкі, тонкі, зручніші у побуті. Меблеві майстри створили і особливі зразки меблів — бюро, туалетних столиків, малих столиків і кресел, легких стільців, комодів, секретерів, шифоньєрів. Широко використовують розфарбування ніжними відтінками, квіткові розписи при стриманому використанні золочення або повної відмові від нього. Цей стиль вимагав появи нового обладнання та інструментів, що дозволяли втілити задум майстра. В результаті було винайдено рубанок для криволінійних поверхонь, за допомогою якого виконувались ніжки та панелі з округлим контуром. Разом з тим удосконалилася техніка збирання меблів – було придумано новий спосіб кріплення вигнутого фанерування, що мала вигини у двох площинах. Все це у поєднанні з використанням міцних порід деревини (горіх, бук, черешня, червоне дерево) дало майстрам можливість полегшити каркаси стільців та крісел, відмовитися від застосування поперечних ребер та виконувати вигнуті ніжки-кабріолі.

Провідним центром Франції з виготовлення меблів у XVIII ст. був Париж. У майстернях паризьких майстрів-ебеністів («ebenistes» – дослівно «чорнодеревники»), виготовлялися меблі стилю рококо, якими обставлялися резиденції короля та аристократії. У другій половині XVIII століття паризькі цехи меблярів (Maitres menuisiers et ebenistes) об'єднували близько 1200 майстрів. Серед них високою художністю та професіоналізмом вирізнялися роботи Ніколя Фоліо, Мішеля Барі, Клода Сене, Жан-Батиста Леба, Жерара Перідьє, Жан-Батиста Тійяра, Жан-Рене Надаля, Етьєна Дуара, Луї Робануа, Жака Дюбуа, Ніколя Петі, Адріана Делорма, Шарля Крессана, Давида Рентгена, Матьє Кріера. Також у Франції у цей час працювало багато іноземних майстрів, з яких найбільш відомі Жан-Франсуа Ебен, автор відомого секретера короля Людовика XV; Бернард ван Різен Бург, відомий під абревіатурою B.V.R.B. Видатними італійськими майстрами меблів рококо були П'єтро Піфетті(Рим), Джузеппе Маджоліні (Мілан) тощо.
З'явилося декілька видів бюро: бюро-пюпітр, бюро із закругленою кришкою, бюро з верхніми шухлядами, бюро-стіл, але найпопулярнішим став бюро де пант. Майже всі майстри-меблярі створювали бюро де пант. Він був частиною меблювання будуару. Його головне призначення – написання листів та зберігання кореспонденції.
Свої назви отримали навіть характерні типи крісел — «Бержер» і «Маркіза». 
З XVIII ст. французькими меблевими майстрами з Великої Британії було запозичено ідею туалетних столиків (куафьозів) як окремого виду меблів. Їх було прикрашено золотим та бронзовим орнаментом, трафаретним малюнком набору або акуратним розписом – нерідко у стилі шинуазрі. Дерево зазвичай лакувалося. Дзеркала кріпилися на спеціальні дерев'яні підставки, що монтувалися у відкидну стільницю або поворотну дерев'яну раму. Це дозволяло бачити себе з різних боків.

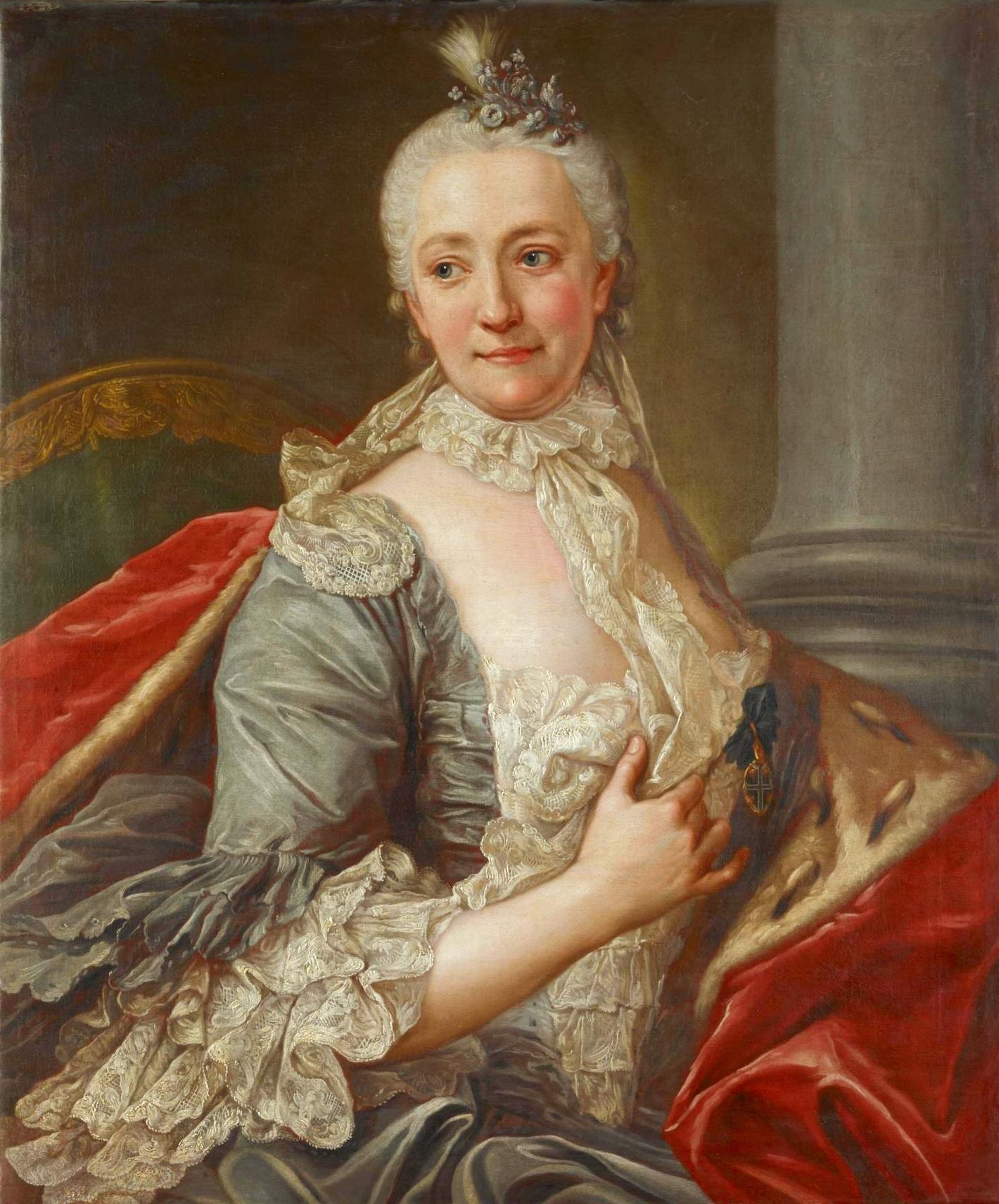
Худ. Марчелло Бачареллі. Барбара Санґушкова, 1757
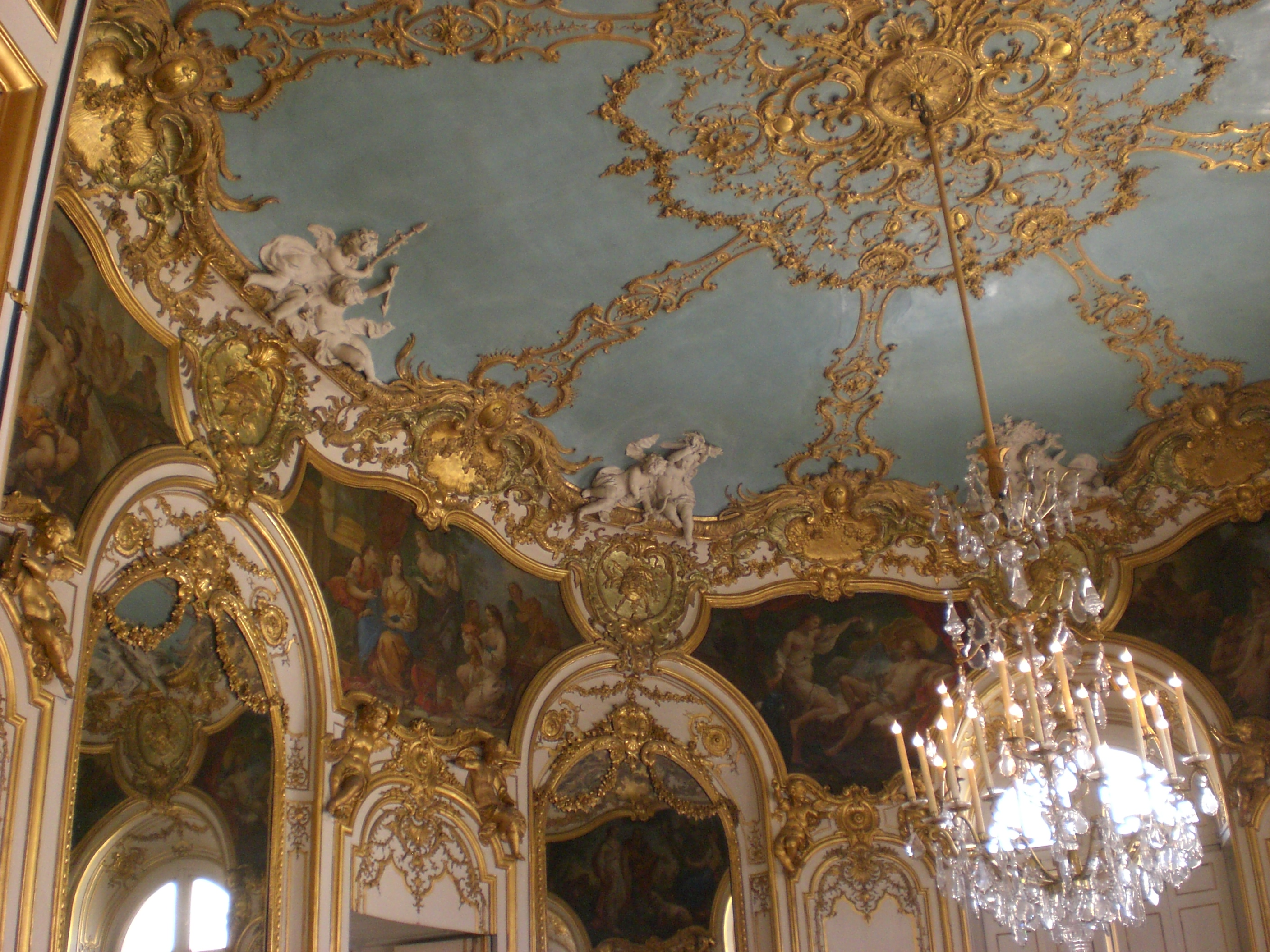
Жермен Бофран, інтер'єр отелю Субіз — зразок стилю французького рококо
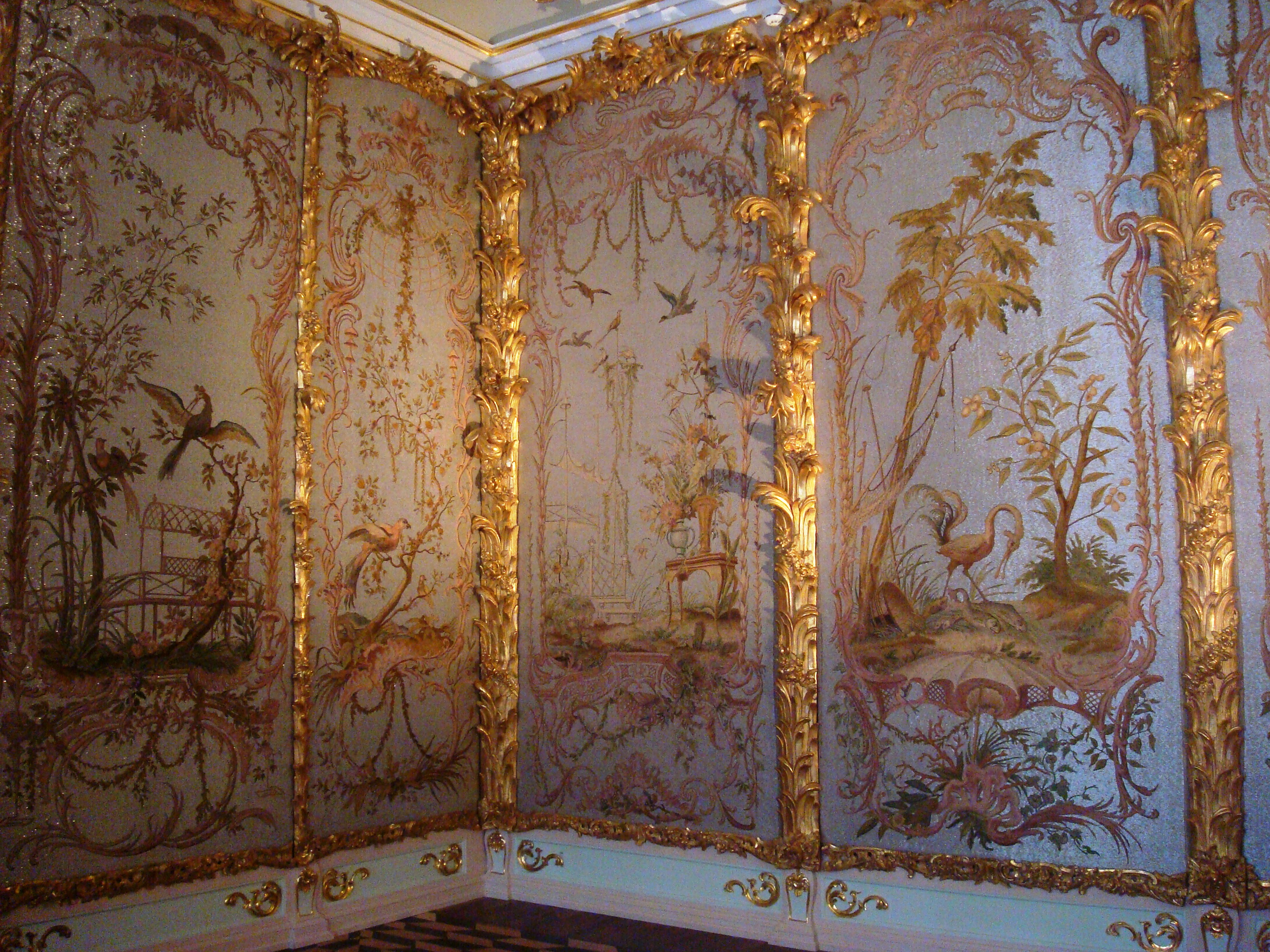
Антоніо Рінальді. Склярусний кабінет. Китайський палац, Оранієнбаум
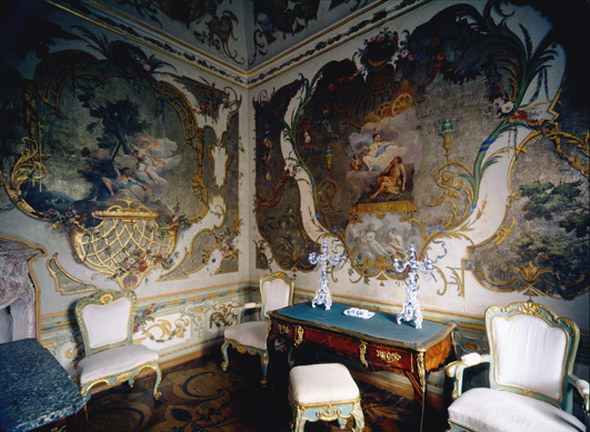
Антоніо Рінальді. Золотий кабінет Китайського палацу в передмісті Петербурга Оранієнбаумі
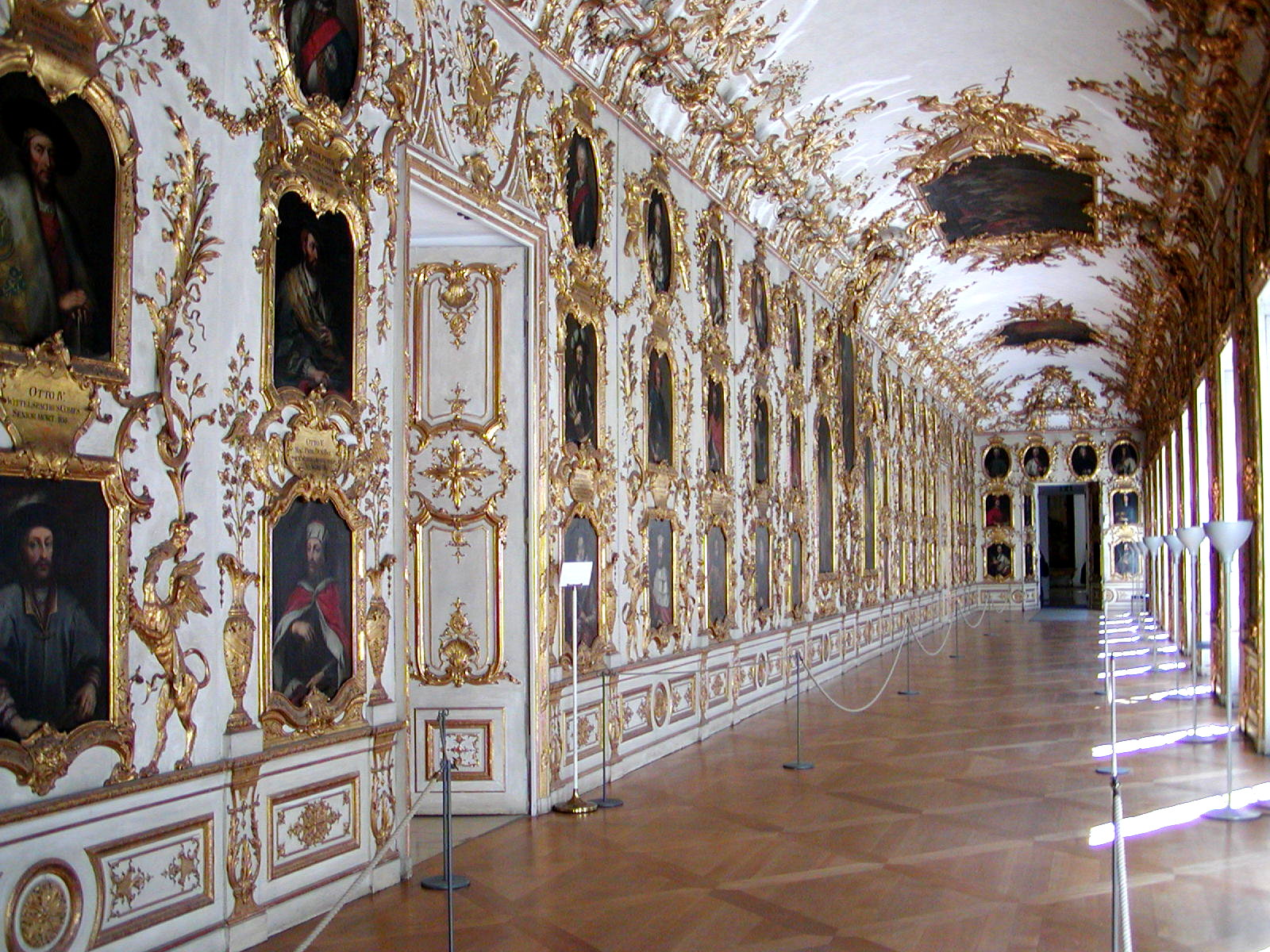
Жан-Франсуа де Кювільє. Галерея предків. Резиденція в Мюнхені
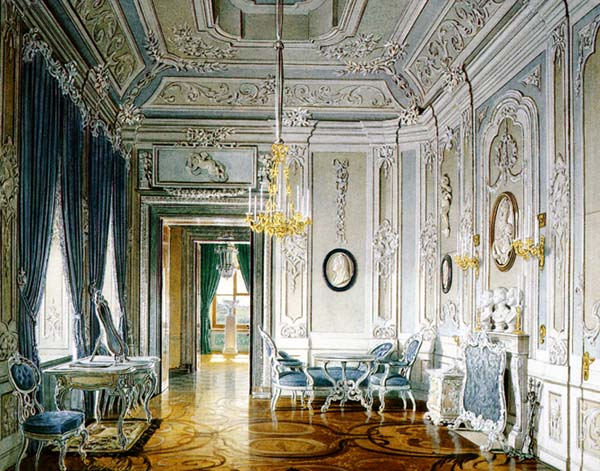
Великий Гатчинський палац, інтер'єр. Акварель Гау
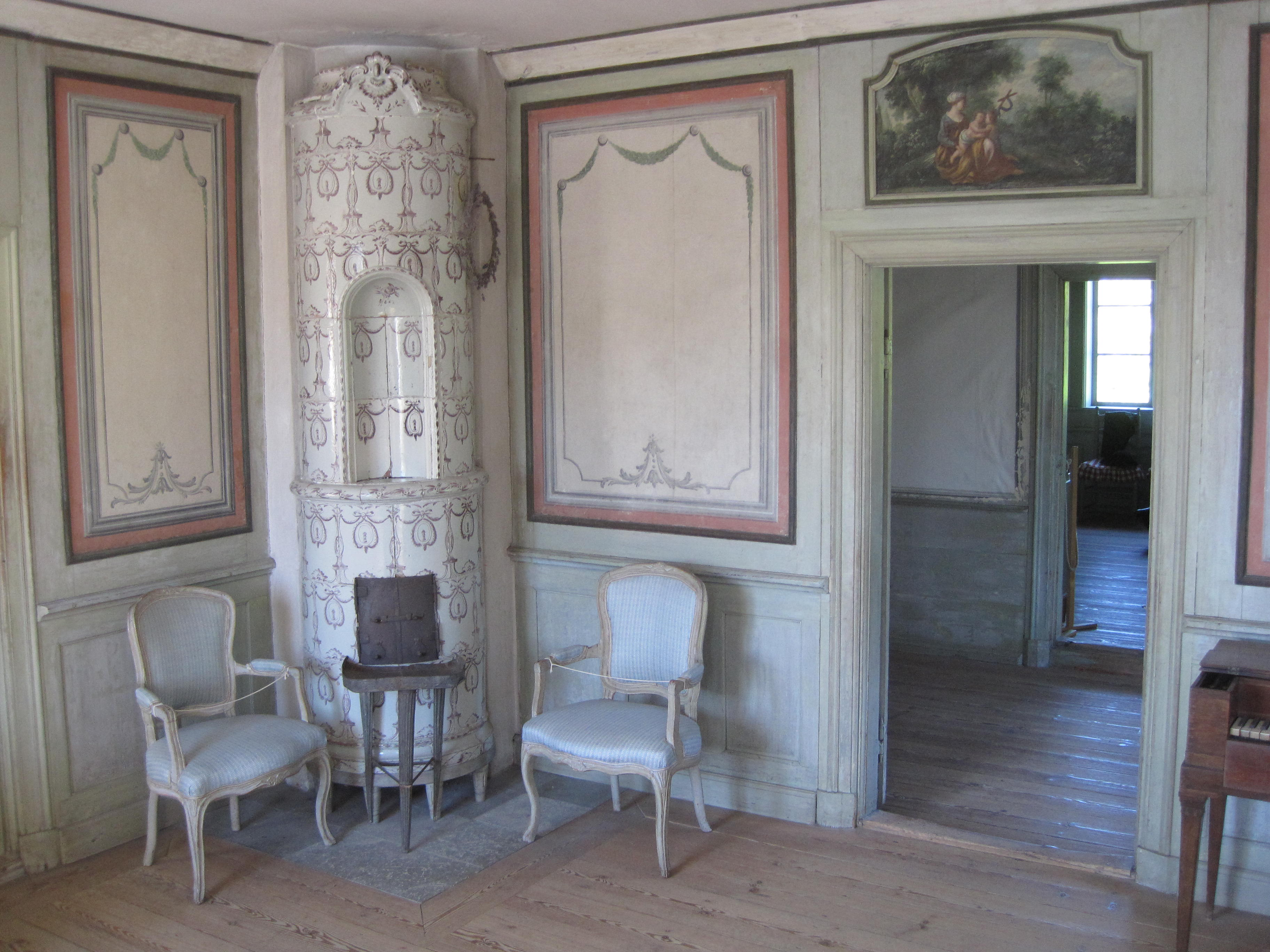
Стокгольм. Інтер'єр доби рококо
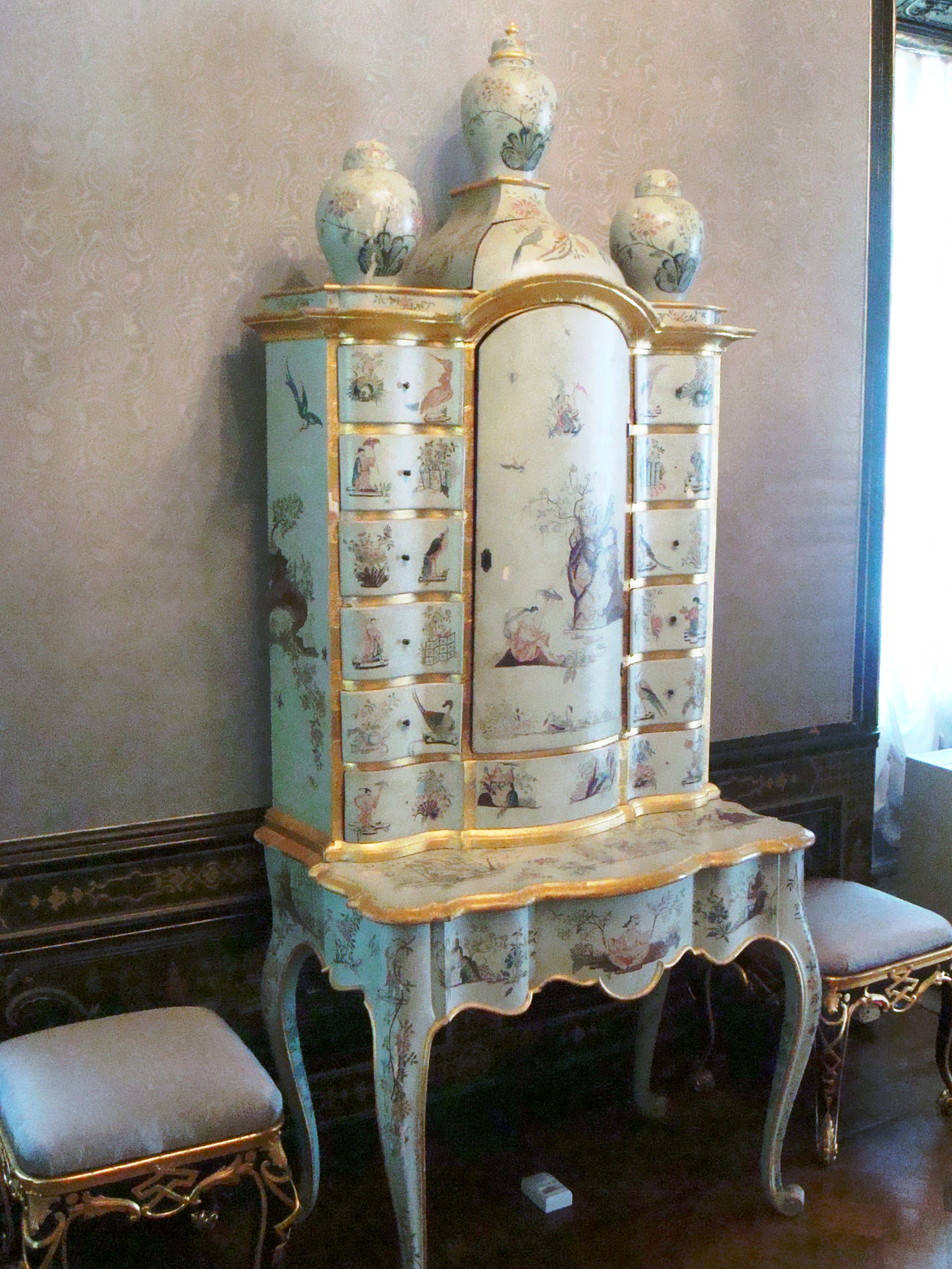
Бюро. Палац Петра ІІІ в передмісті Петербурга Оранієнбаумі
комод роботи Метью Кріяра, розпис — Мартін Верніс, 1742

### Австрійська порцеляна рококо (Аугартен)

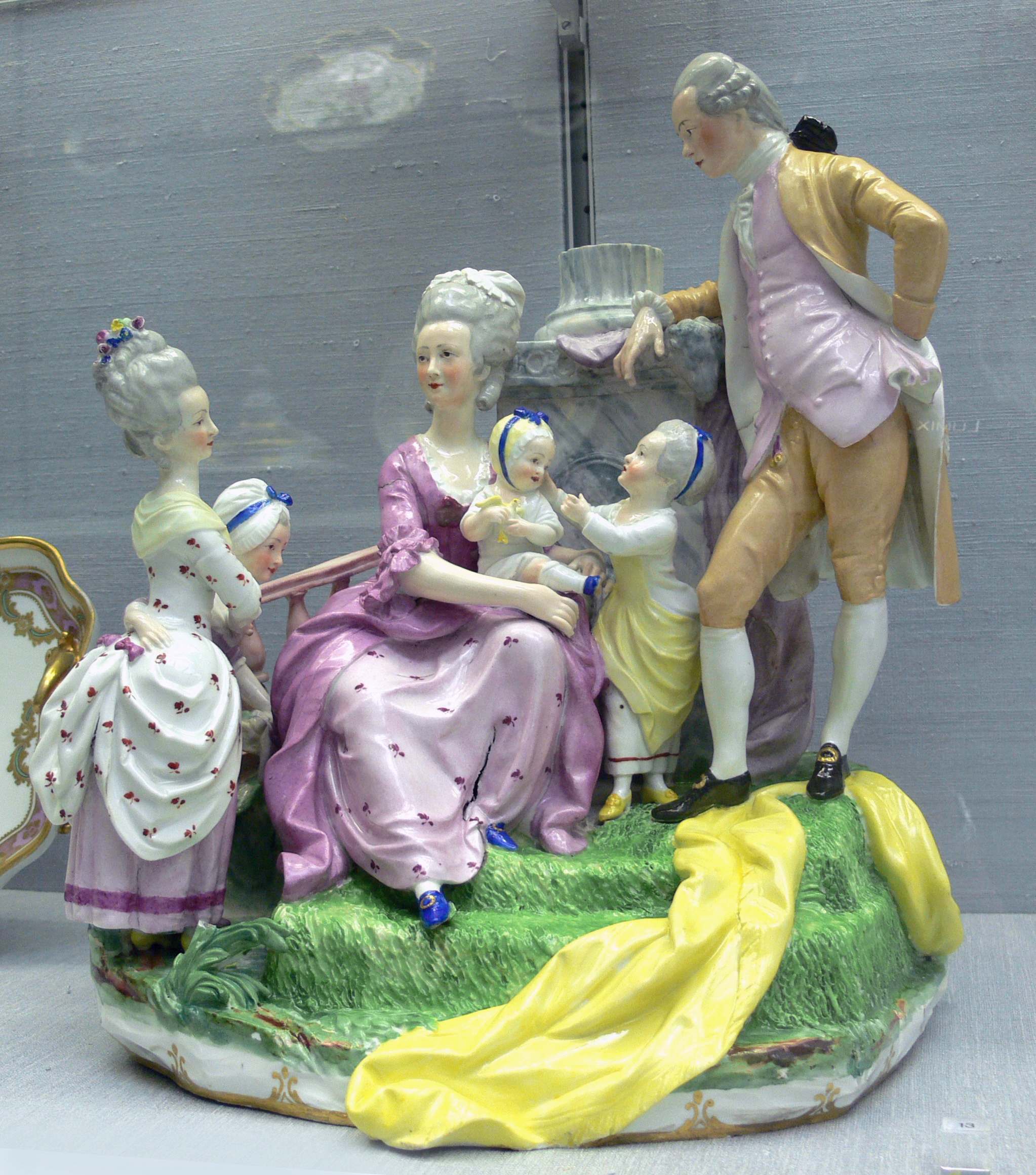
Модель Антона Грассі «Родина ерцгерцога Леопольда», до 1780
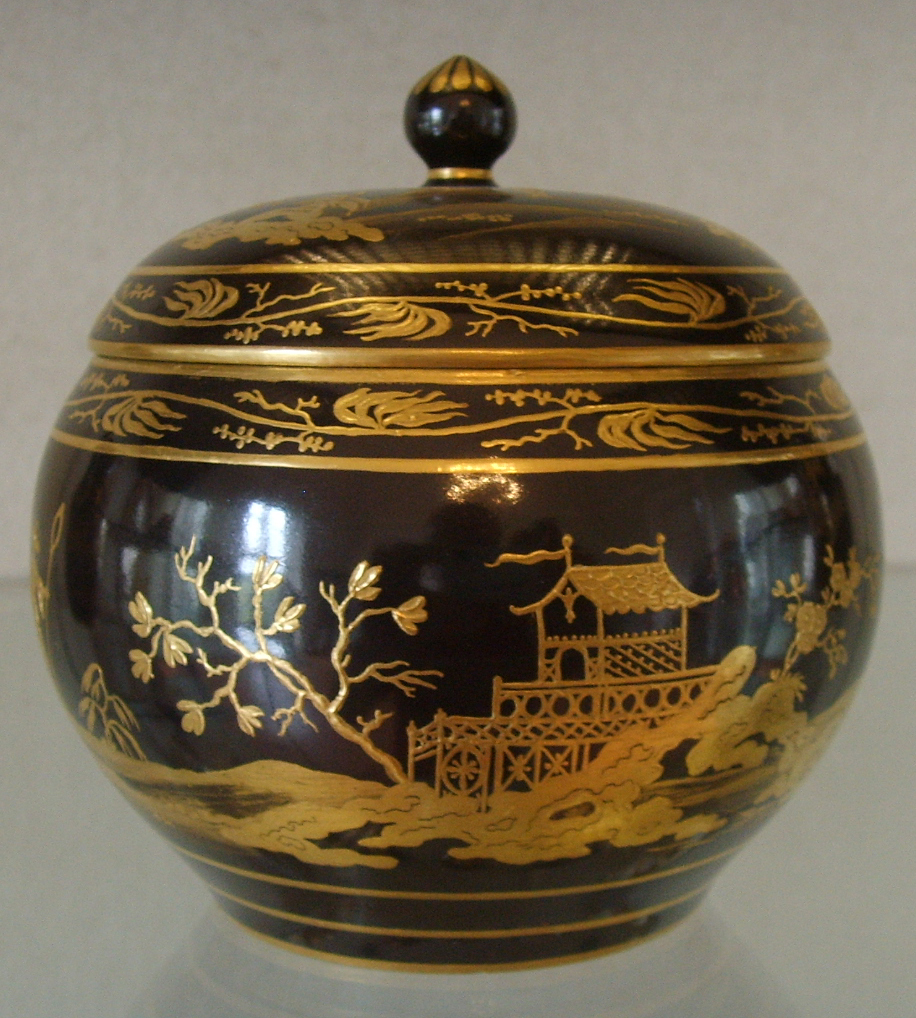
Віденська порцеляна в стилі шинуазрі, 1799
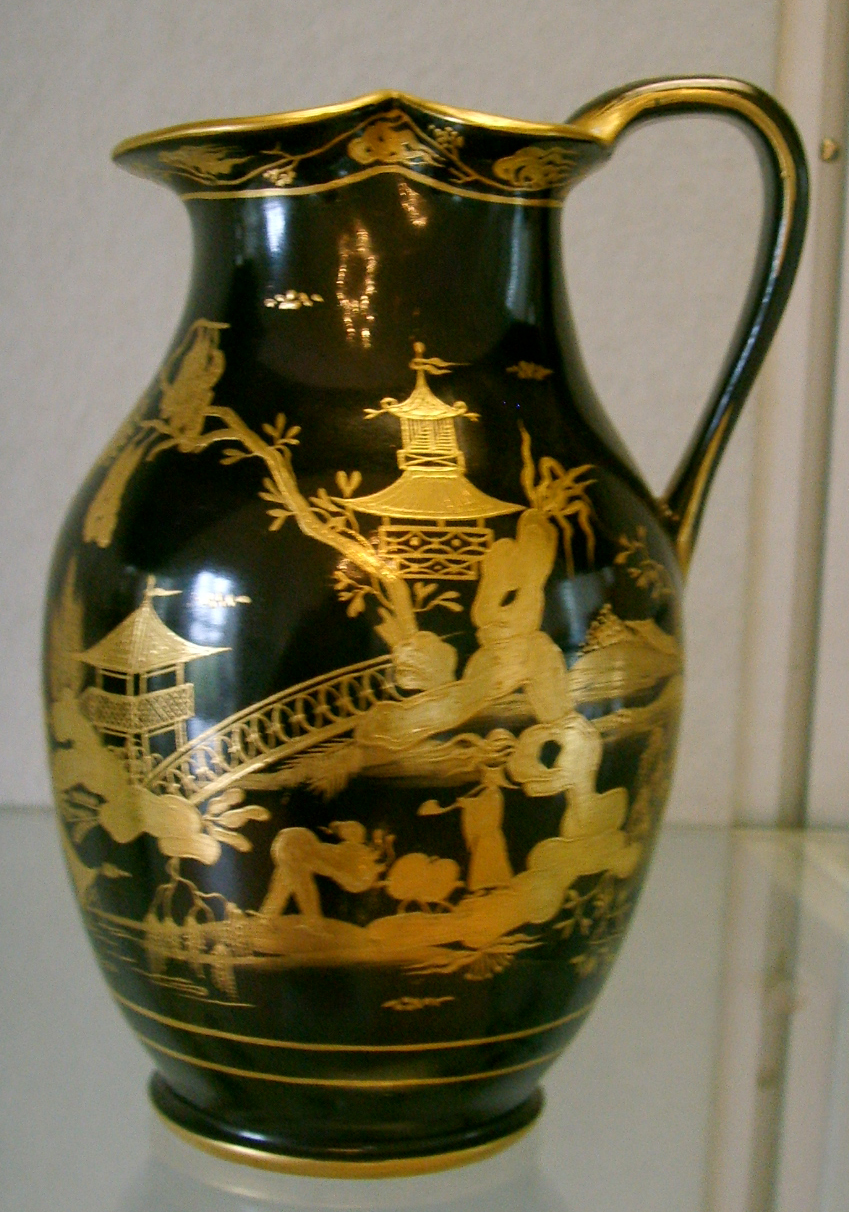
Віденська порцеляна в стилі шинуазрі, 1799, Музей порцеляни, Флоренція

### Порцеляна Мейсена

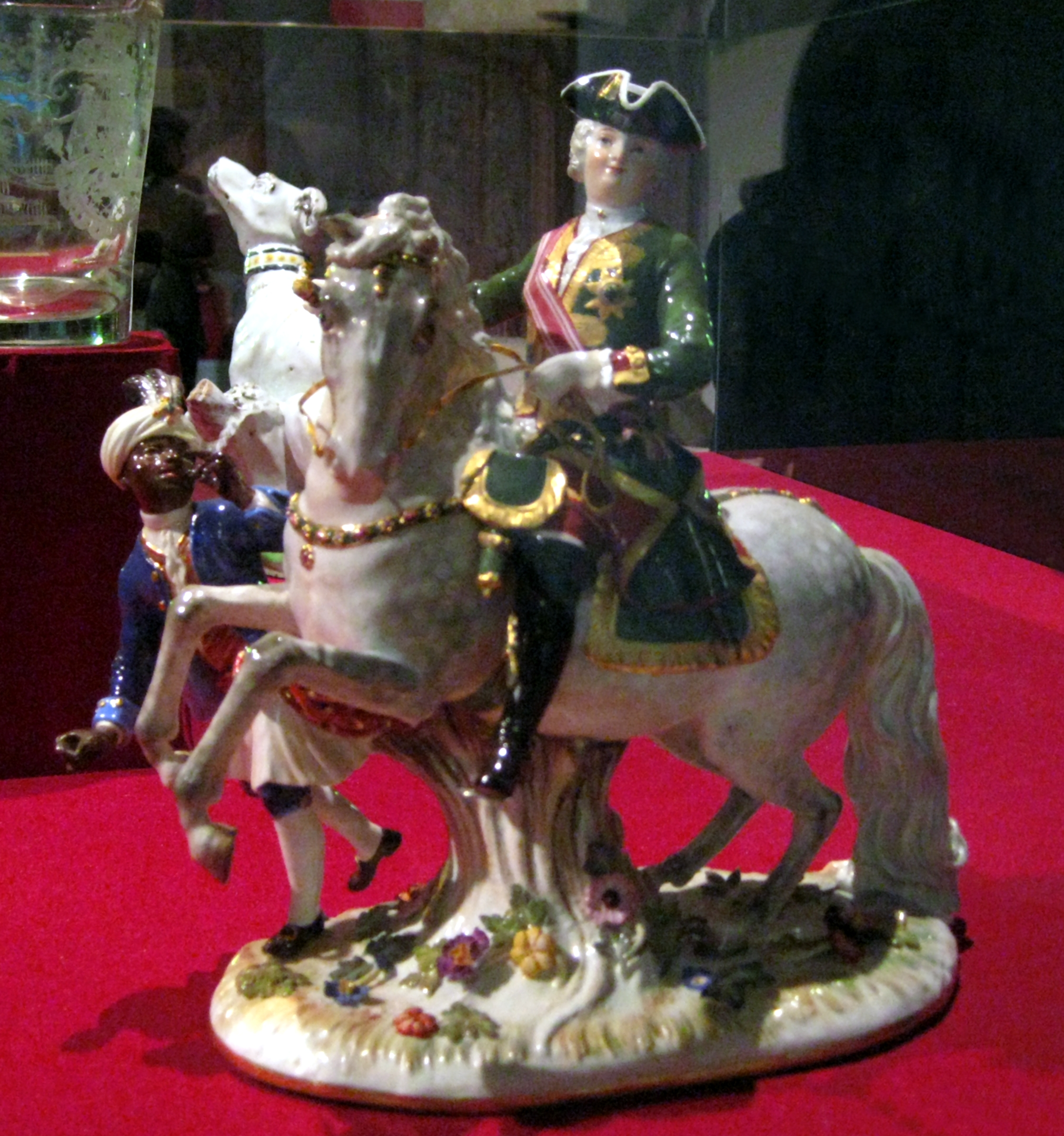
Імператриця Єлизавета верхи, ( порцеляна Мейсена, бл. 1748 р.), збірка Третьяковської галереї
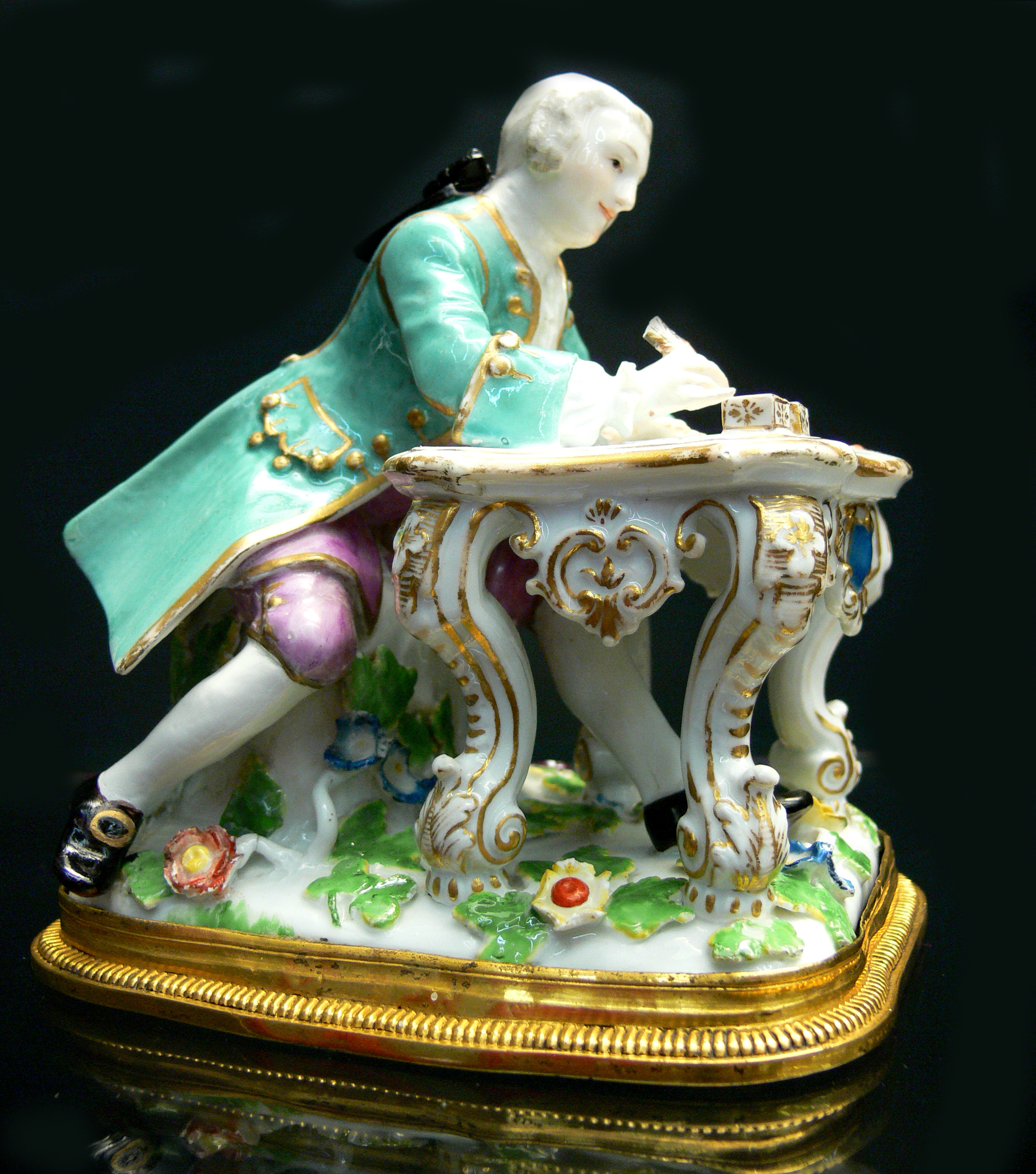
Кавалер пише листа(порцеляна Мейсена)
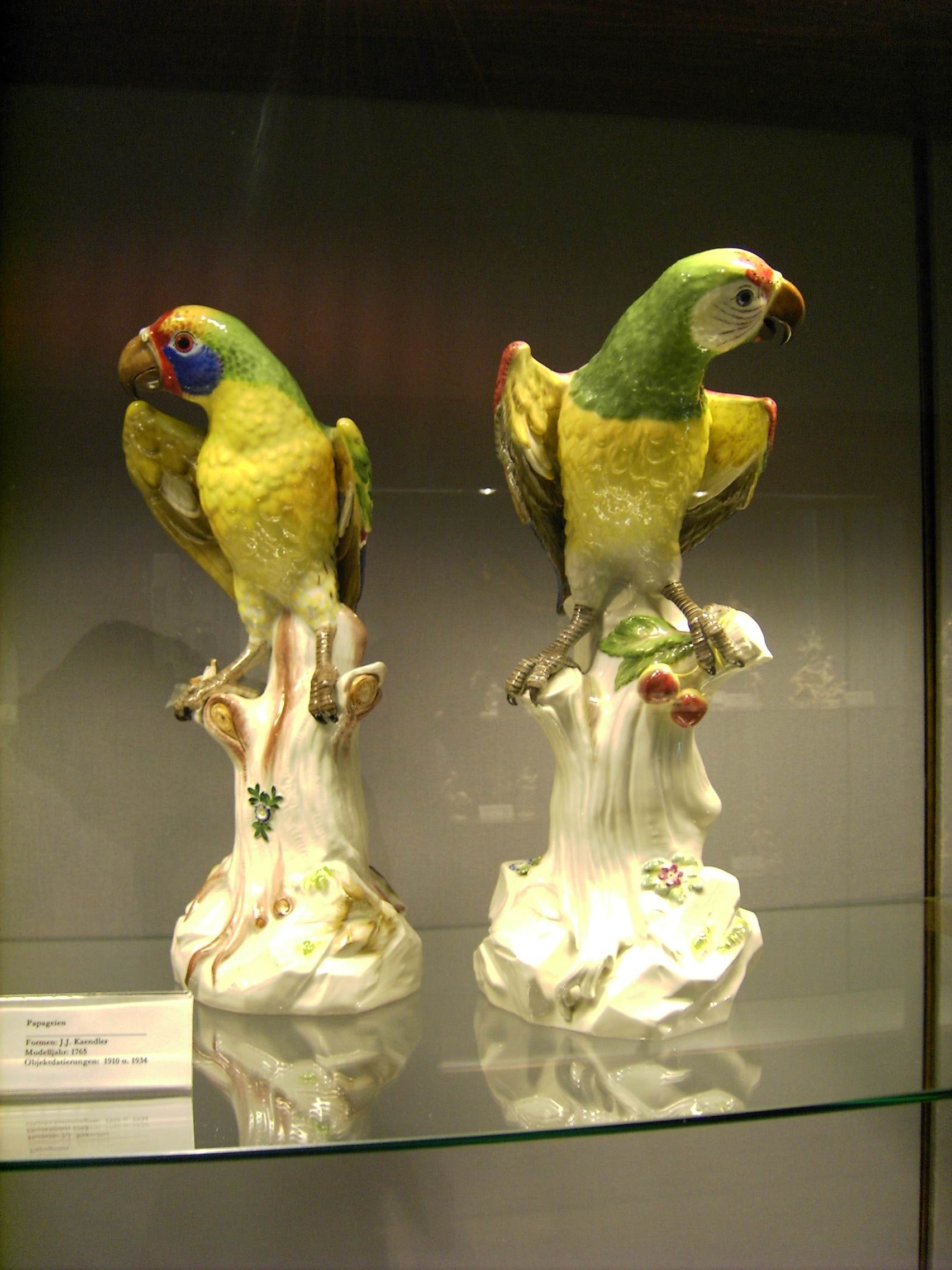
Папуги(порцеляна Мейсена)
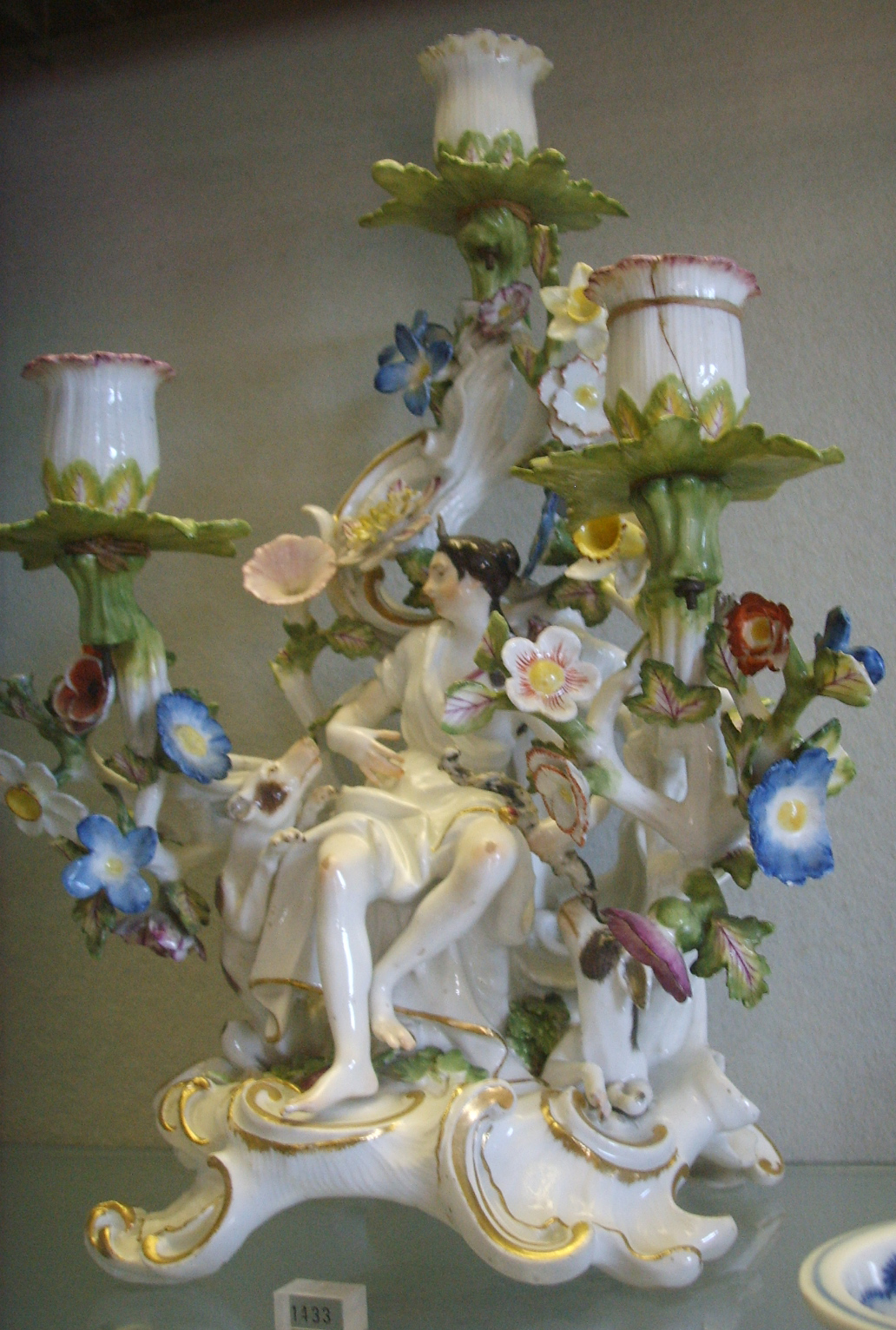
Порцеляновий канделябр(порцеляна Мейсена)

### Італійська порцеляна рококо

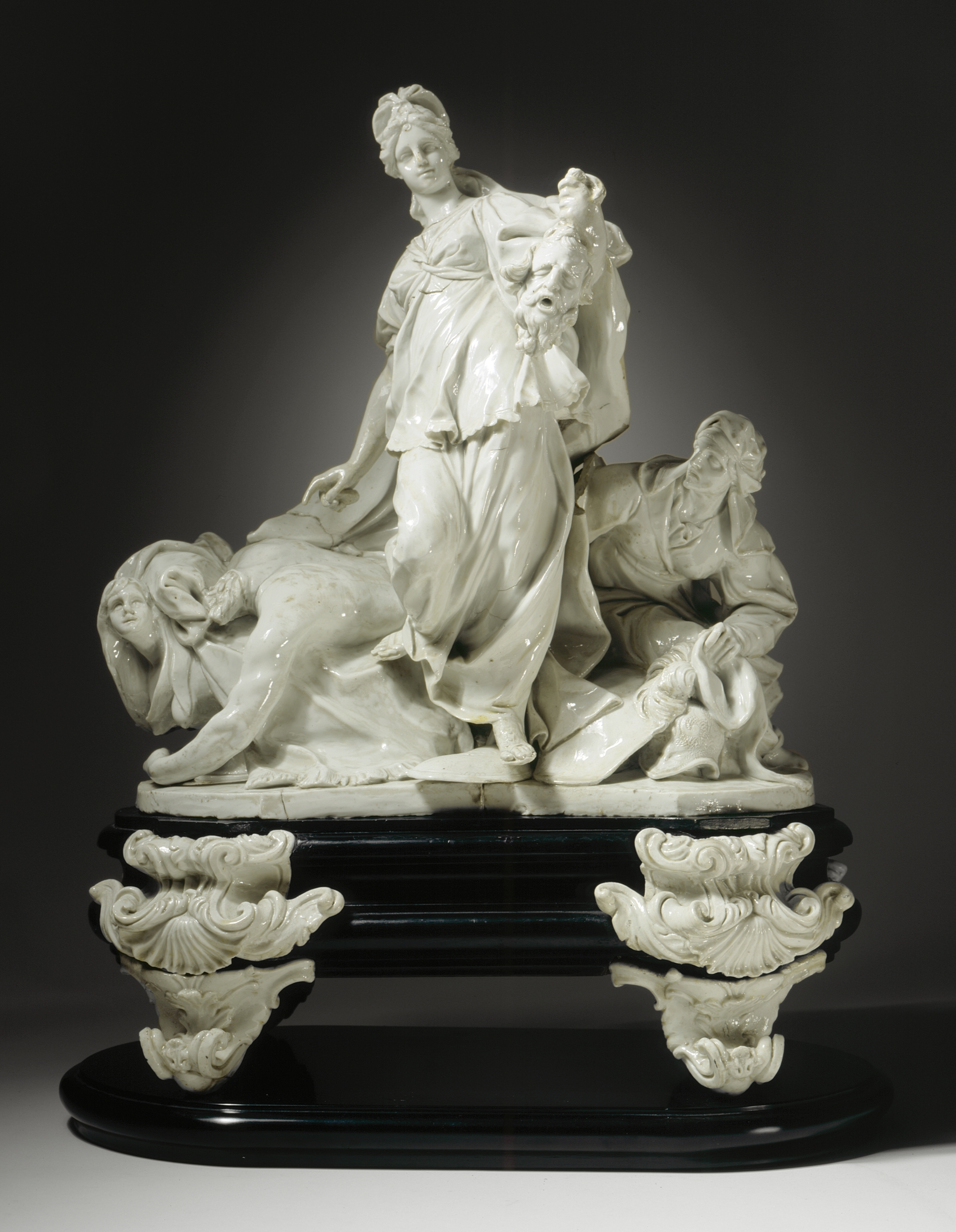
«Юдиф та Олоферн», послідовник Агостіно Корначіні, до 1750

## Театр доби рококо у творах Клода Жилло

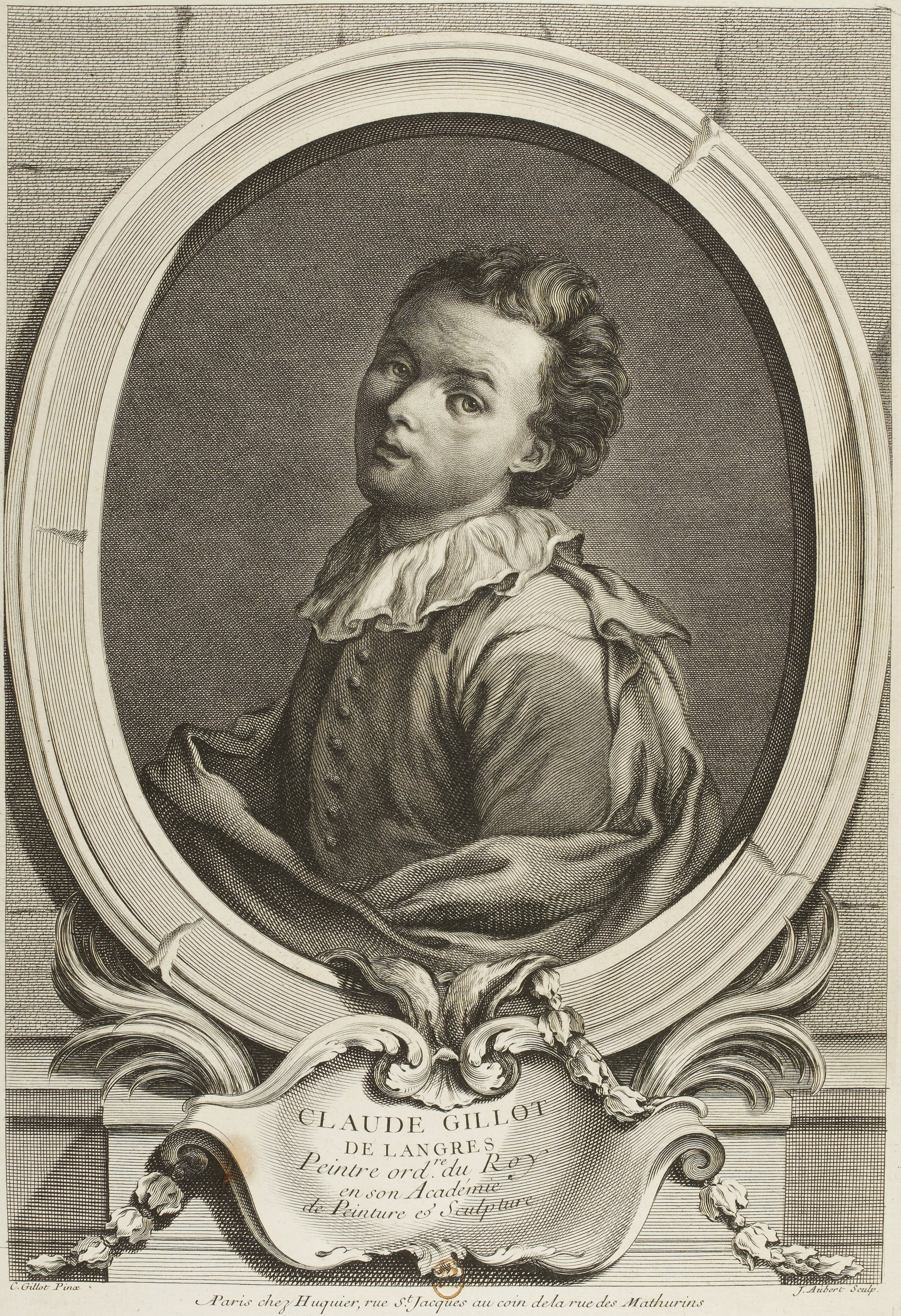
Клод Жилло, портрет роботи Жана Обера, до 1720
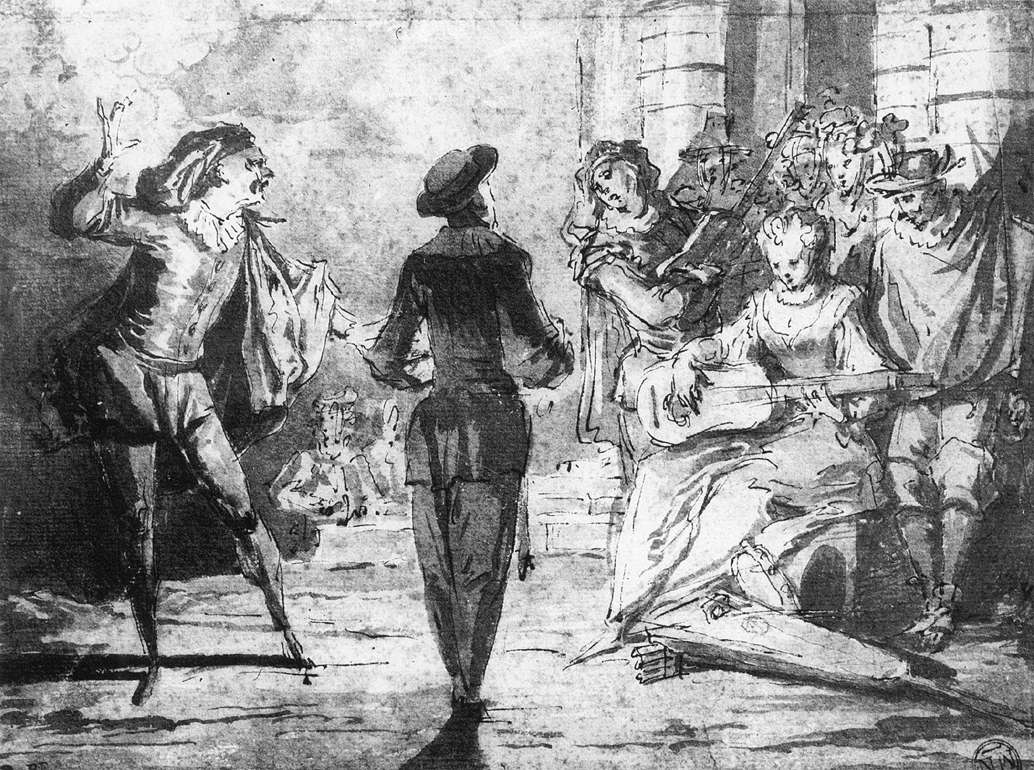
«Італійські комедіанти», малюнок, Лувр, Париж
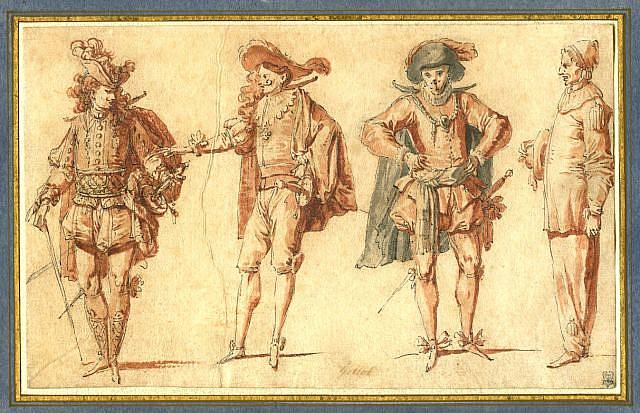
«Чотири персонажі комедії дель арте»
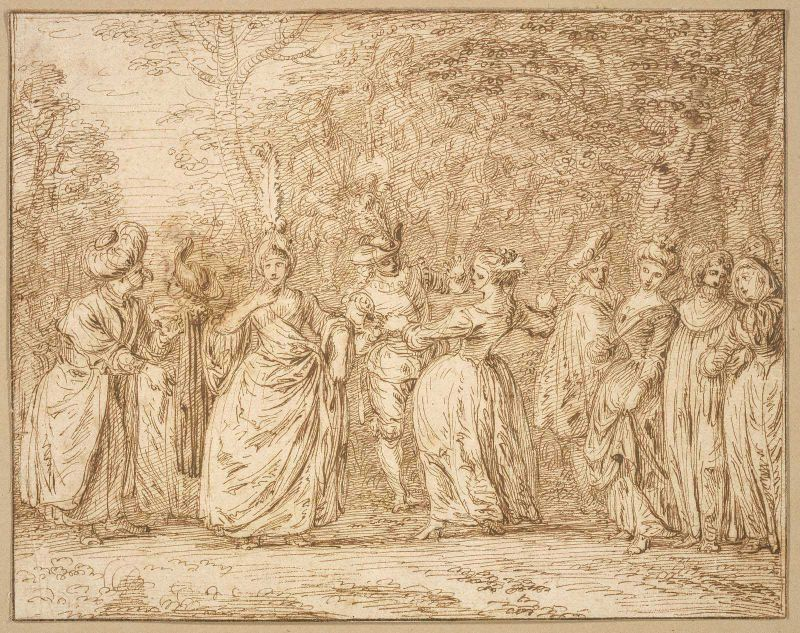
«Сцена з маскарадом»
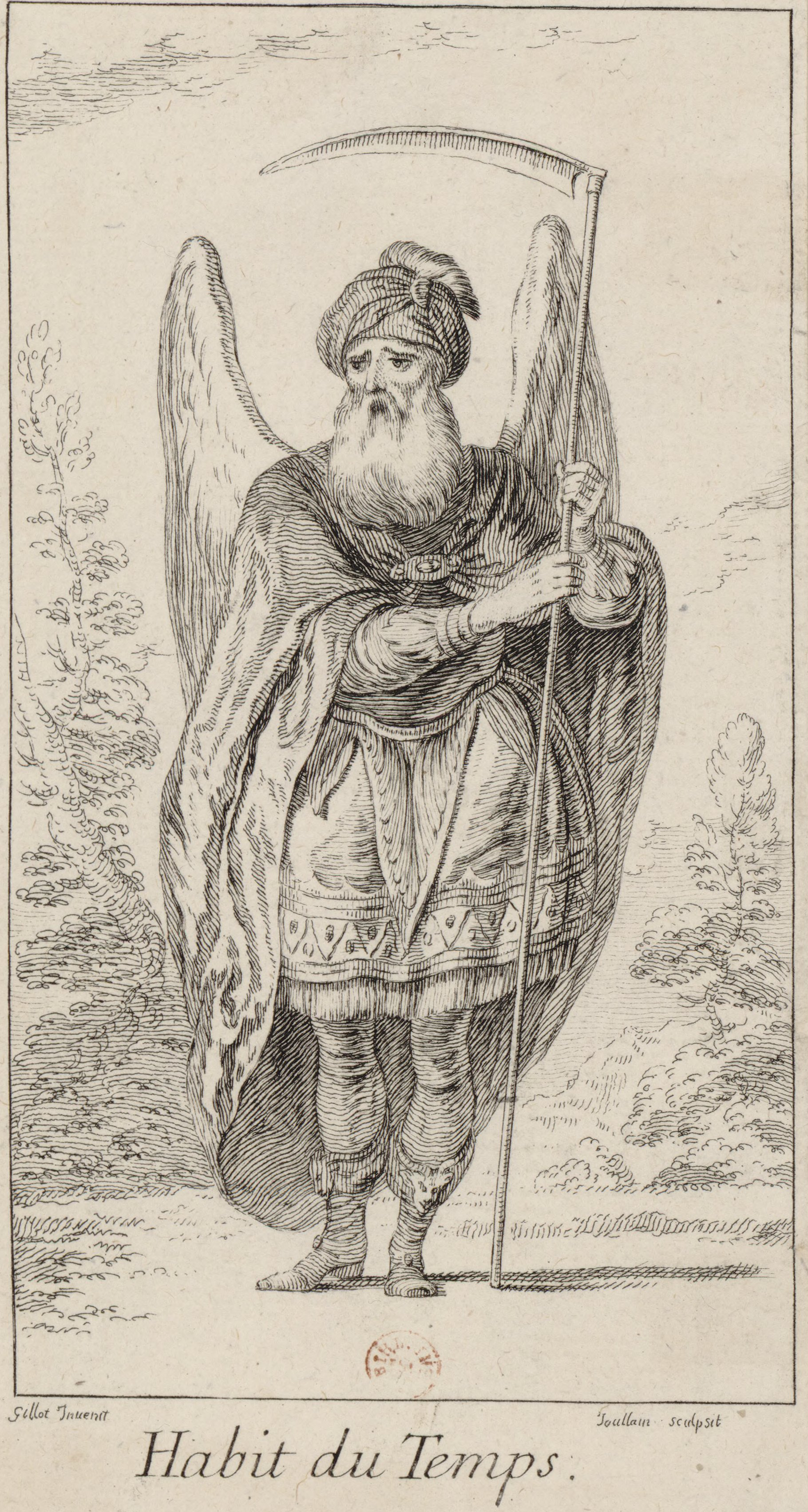
Сценічний костюм для бога часу Хроноса

## Західноєвропейська література доби рококо

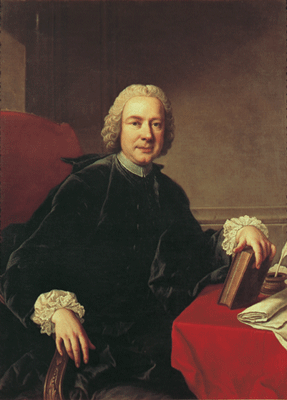
«Портрет Метастазіо», бл. 1770

Найменше стиль рококо відбився в літературі Великої Британії. В Німеччині і Італії, навпаки, було досить прихильників стилю рококо. В Італії це Карло Гольдоні (1707—1793), автор комедій, П'єтро Метастазіо (1698—1782).
Всиновлений аристократом Гравіна, підліток П'єтро Трапассі отримав від нього два значних подарунки — прізвисько Метастазіо(переклад Трапассі грецькою мовою) і весь свій спадок. Це позбавило поета від матеріальних перешкод і дало змогу зосередитися на творчості. Саме Метастазіо створить лібрето опери серіа, які визнають класичними зразками жанру. Він створив 27 лібрето, неодноразово покладених на музику, а також тексти ораторій, кантат. Музику до творів Метастазіо створювали Гендель, Вівальді, Моцарт, Антоніо Сальєрі.
Найбільший відбиток стиль рококо мав в літературі Франції. Література рококо — це перш за все малі літературні форми — серед них новели, еротичні вірші, пасторалі, комедії масок.
Лірика французького рококо сильно відрізнялася від пафосного і важкуватого класицизму, за що отримала назву «легкої поезії» чи навіть «поезії миттєвостей». В стилістиці рококо писали сонети, епіграми, мадригали, застольні пісні.
За літературу в стилі рококо бралися забезпечені верстви населення, освічені, позбавлені матеріальних скрут, головні споживачі веселого дозвілля і необтяжливих занять. Тому тут часто представники аристократичних родин чи багатії
- маркіз де Лафар
- граф Кейлюс
- абат де Фавр(«Чотири години дами за туалетами»)
- маркіз де Пезаї («Купання Зеліди»)
- граф Еваріст Парні (поетична збірка «Еротичні вірші»)
- Луве де Кувре, син паперового фабриканта.

## Рококо в Україні

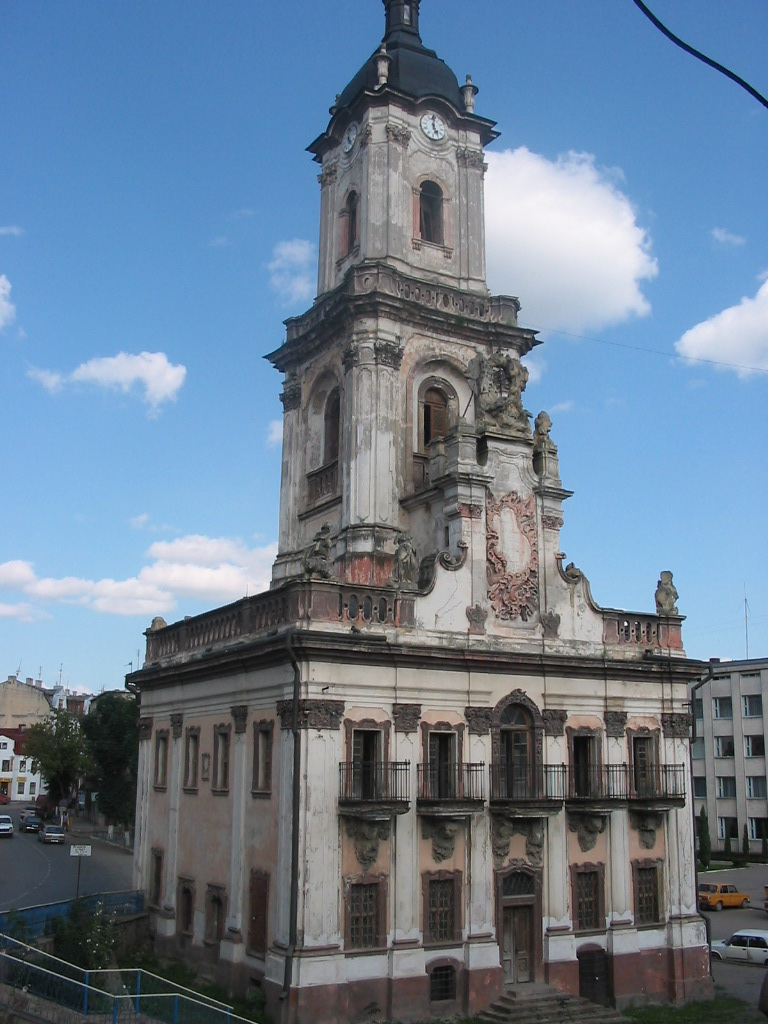
Ратуша в місті Бучач з декором рококо
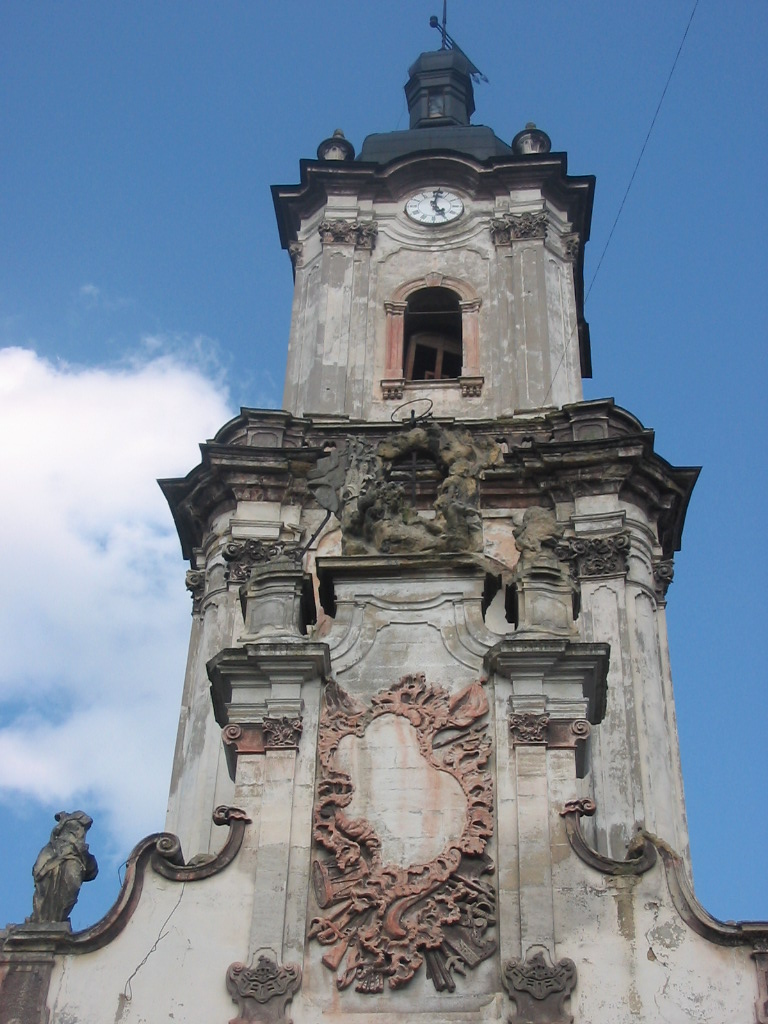
Ратуша в місті Бучач з ліпленим декором рококо
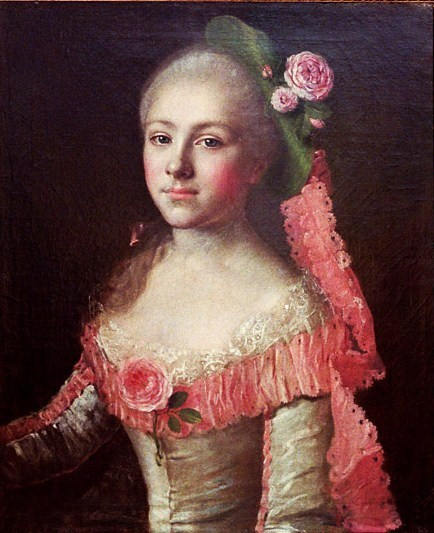
Невідомий художник. Портрет С. Дараган. XVIII ст.
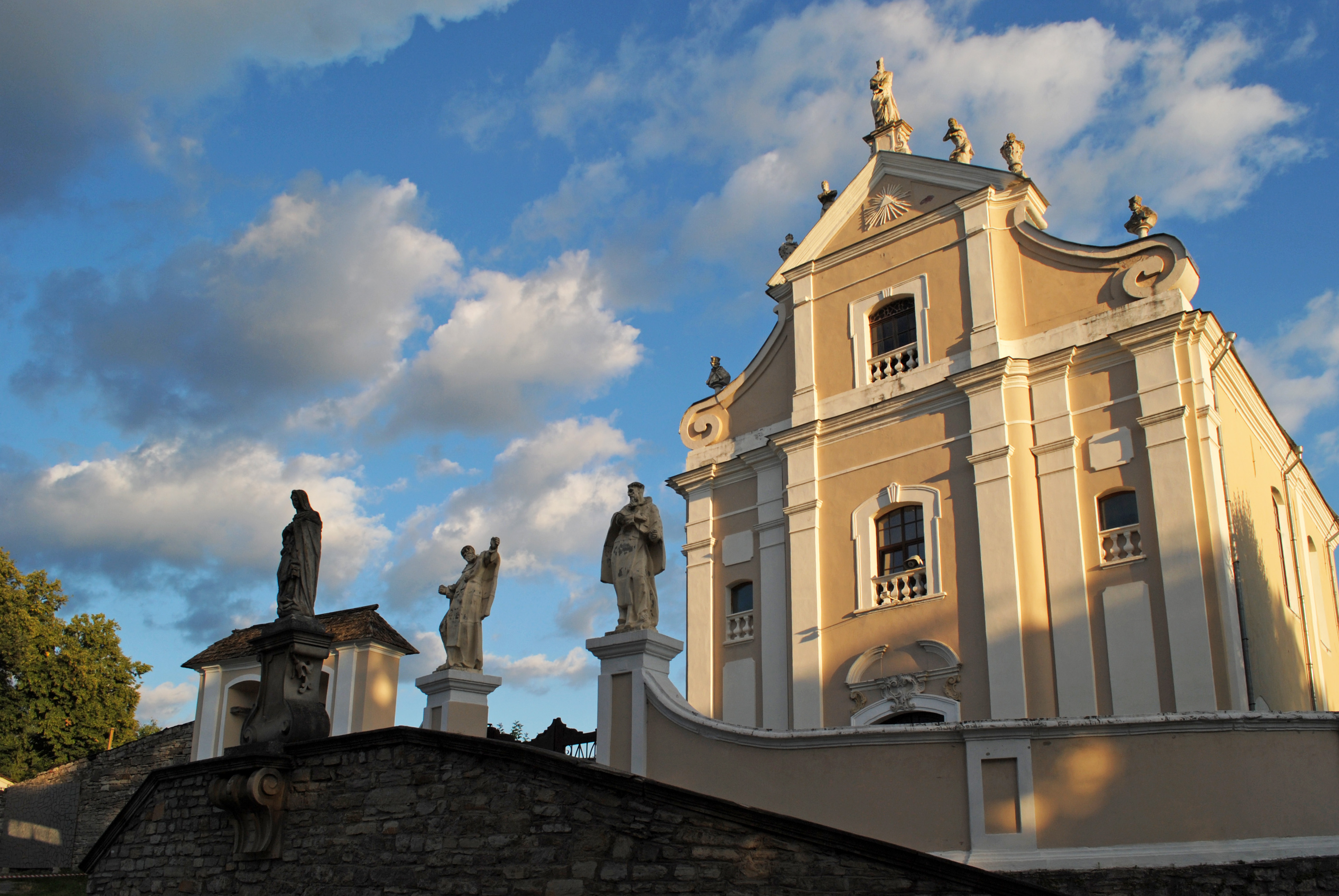
Тринітарський костел, Кам'янець-Подільський. Фото 2013
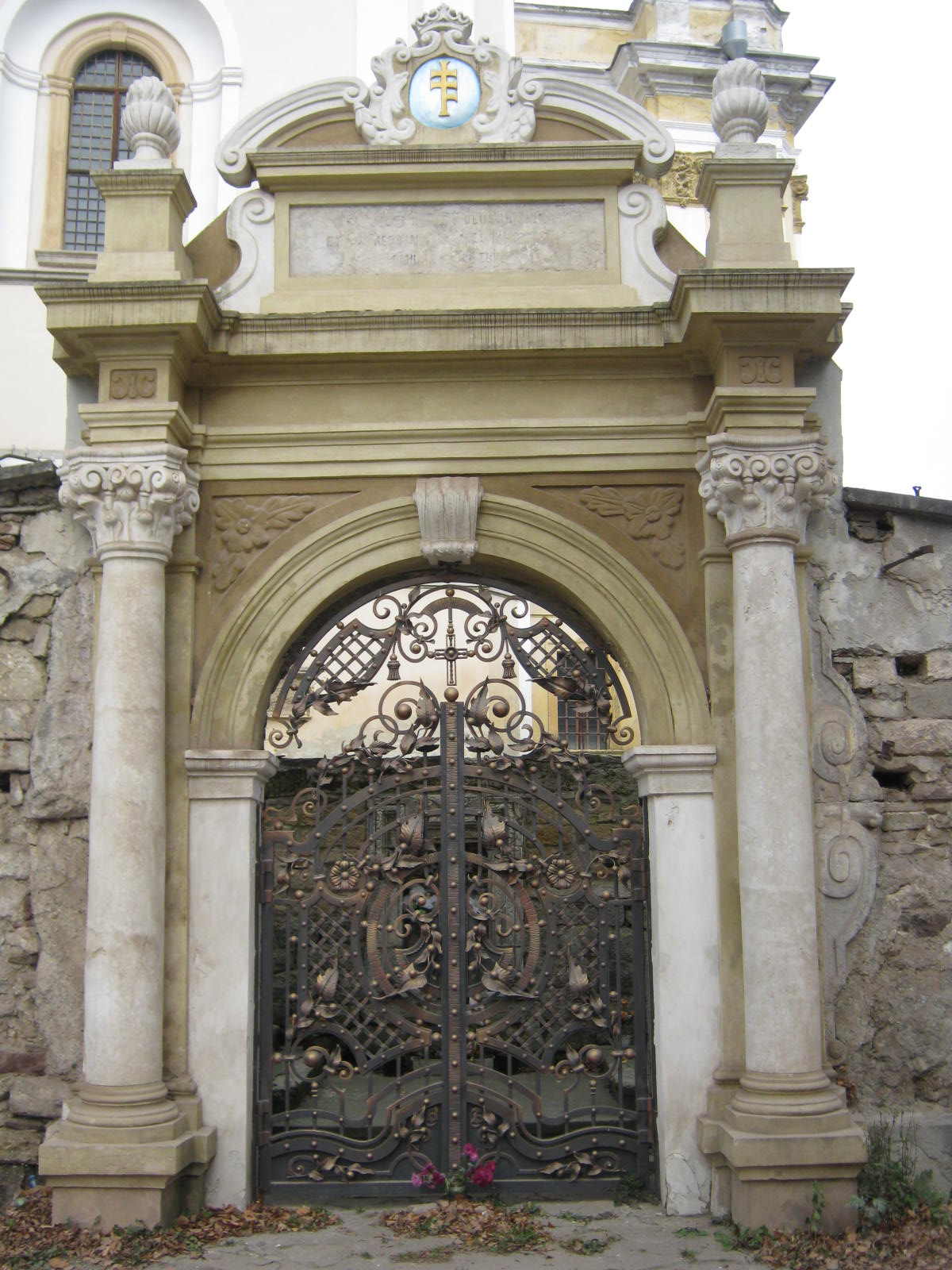
Успенський костел (Бучач). Брама, ґратка в стилі рококо

Найкращі зразки архітектури доби рококо в Україні: Покровська (1766) і Набережно-Миколаївська (1772–1774; архітектор Іван Григорович-Барський) церкви на Подолі, Лаврська дзвіниця (1731–1745; архітект Йоган Ґотфрід Шедель), Андріївський собор (1747—1753; архітект Бартоломео Растреллі) — у Києві, ратуша в Бучачі (1743—1758) і катедра святого Юра у Львові (1745–1770; Бернард Меретин), собор Різдва Богородиці в Козельці на Чернігівщині (1752–1763; архітектори А. Квасов і І. Григорович-Барський), собор Успіння Богородиці Почаївської Лаври (1771–1783; архітектор Готфрід Гофман), римо-католицький костел домініканців у Тернополі (1745–1749; архітектор Август Мошинський) й (1747–1764; архітектор Я. де Вітте) костел Домініканів у Львові, парафіяльний костел у Холмі (1753).
Головним центром розвитку скульптури рококо був Львів. У добу раннього рококо тут працювали переважно майстри німецького походження, автори численних статуй, що прикрашали римо-католицькі костели: Томас Гуттер, Конрад Кутшенрайтер (костел бернардинців у Львові), Т. Фершер (у Белзі), Георг Маркварт (у Жовкві і костел Єзуїтів у Львові) та ін. З 1740-х pp. переважно у палацовій скульптурі працювали майстри-французи (Лябен) або франц. школи (палаци у Підгірцях, Рівному, Олеську, Жовкві й ін.). Визначними представниками пізнього рококо були С. Фессінґер (кам'яні статуї на фасадах костелів у Підгірцях, домініканців і Марії Магдалини у Львові), Антоній Осінський (вівтарні фігури в костелах бернардинців у Збаражі, домініканців у Львові та ін.) і Йоган Пінзель (скульптури для фасади катедри св. Юра і розп'яття для костьолу св. Мартина у Львові, для ратуші й церкви у Бучачі, костелу в Монастириськах, барельєфів у церкві й костелі в Городенці та ін.). До цього періоду належить серія фігур під банею костелу домініканців у Львові колективної роботи. В останньому етапі розвитку скульптури рококо, наприкінці 1760-ті-х pp., працювали уже переважно місцеві майстри: Михайло Філевич, Петро і Матвій Полейовські, Іван Оброцький, С. Старевський, та ін., гол. при оздобленні катедри св. Юра і переобладнанні Римо-Католицької катедри у Львові, а також у Перемишлі, Почаєві, Володаві й ін.

### Іконостаси доби рококо
Стиль рококо вніс істотні зміни як у побудову, так і в декорацію іконостасів. Іконостаси рококо не мають суцільної площі і не зберігають симетрії та структурної логіки. Як декоративні елементи (або замість ікон) подекуди з'являються скульптурні зображення. Тлом для орнаментики царських воріт стає решітка або штахетка, виноградну лозу замінюють мушлі або орнамент з тонких вигнутих галузок, стилізованих на зразок мушель, а також орнамент у формі вогника, гусіні тощо. Найкращі іконостаси доби рококо були у Києві в церквах: Успенській на Подолі, Щекавицькій, Петра і Павла, Георгіївській, Трьох Святителів, Видубецького Михайлівського монастиря, деяких церков Лаври; також у Ромні (1764), Ізюмі, Лохвиці, Гадячому, Козельці, Чемерисах Волоських (1766), Яришеві (1768), Печанівці (1771) та ін.; на Волині в Борках б. Крем'янця і Жолобках б. Шумського. В Галичині у Львові в катедрі св. Юра, у церквах Успенській, Миколаївській і св. Духа, у Миколаївській церкві в Золочеві (1765), Бродах, Романові, у Покровській церкві в Бучачі, у Білій, Галичі, Новиці, Болехові, Креховичах (з фігурним Преображенням Господнім), Пійлі, Підбірцях, Жиравці (1770), Руданцях, Нагірцях, Зборові, Пикуловичах, Гриневі (фігурний Юрій Переможець), Скваряві Новій та ін. Іконостаси виготовляли столярно-різьбарські майстерні Києва, Чернігова, Львова, Жовкви й ін. Вплив стилю позначився і на іконопису. Зокрема у церквах у Сорочинцях, Березні («Гріхопадіння»), Св.-Покровських церквах у Межиріччі («Сон Якова», «Зішествіе в пекло», «Видіння Савла», «Усікновенія») і в Смілі (евангелисти, життя мучениці Варвари), фрески у Троїцькому монастирі в Чернігові («Видіння Савла») та ін. У графіці помітний вплив Р. у І. Филиповича (орнаментика на портреті І. Сапіги) й ін.; у гравюрі у І. Зарицького, чернігівського гравера на міді (Богородиця в картуші) та ін.

### Рококо і ужиткове мистецтво на землях України
У мистецькому промислі поряд ремісничих центрів і організацій, виникли гетьманські меблярські майстерні на Чернігівщині й маґнатські у Карці та ін. У меблярстві працювали майстри-різьбярі з Глухова, Ніжина, Одеська. Меблі доби рококо — легкі, малі, м'які, вигнутої форми, мальовані білим із золоченою різьбою. Основний декоративний мотив — мушля. Порцеляну в стилі Р. виробляли фабрики у Корці, Волокитині та ін. за зразками виробів мануфактури Севр (див. стор. 2 270-71). Високий мистецький рівень виявляло ювелірство доби Р.

### Неорококо XIX століття в Україні
Як відомо, XIX століття так і не виробило свого зразка великого стилю на кшталт бароко чи готики. В середині століття майстри звернулись до готових зразків великих стилів минулого і з'явились неоготика, необароко, неорококо. Частка нео- показник, що ми маємо справу не з оригінальним стилем XIV чи XVIII століття, а його імітацією, його стилістичним відтворенням в XIX столітті в межах так званих історичних стилів або еклектики.
Рококо вже використовувалося як прототип в епоху стилів (друге, третє рококо).
В стилі неорококо виконані інтер'єри палацу Гагаріних і Театр(його інтер'єри) в місті Одеса (архітектурне бюро Фельнера і Гельмера). Палац Гагаріних зараз використовується як Державний літературний музей (Одеса).
Яскравим зразом неорококо в місті Київ став Золотий кабінет палацу Ханенків. Стелю кабінету прикрасив плафон (живопис) іспанського жудожника Барбудо Санчеса «Двобій Дон Кіхота з вітряками» у складній, гнучкій рамі серед рококової сітки. Плафон на тему романа Сервантеса підтримують оригінальні гобелени з міста Брюссель за картонами художника Франції Шарля Куапеля (1694—1752) зі сценами з того ж роману в стилі рококо. Палац нині — Музей мистецтв імені Богдана та Варвари Ханенків.

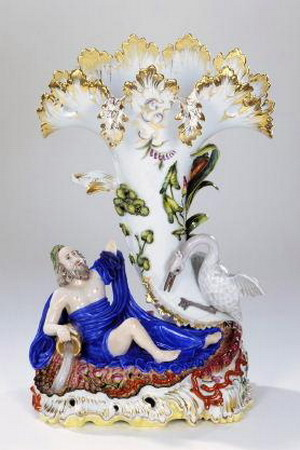
«Ваза з алегорією річкового бога». Волокитинська порцелянова мануфактура
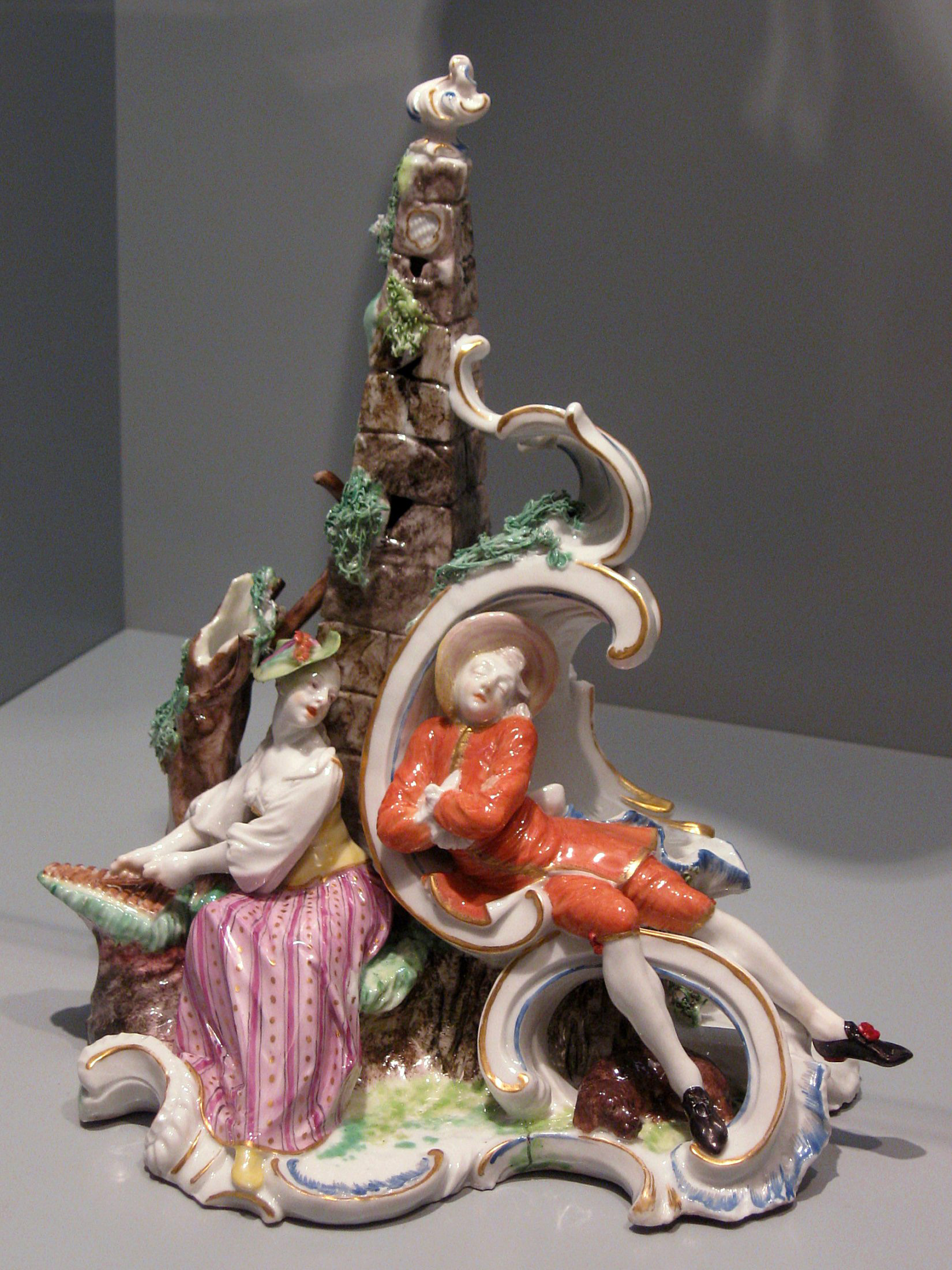
«Закохана пара». Порцеляна заводу Німфенбург, рококо Німеччини.
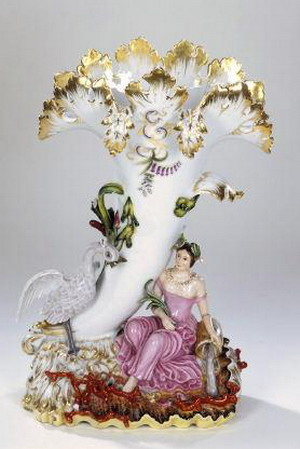
«Ваза з богинею Церерою». Волокитинська порцелянова мануфактура